# Az iszlám története

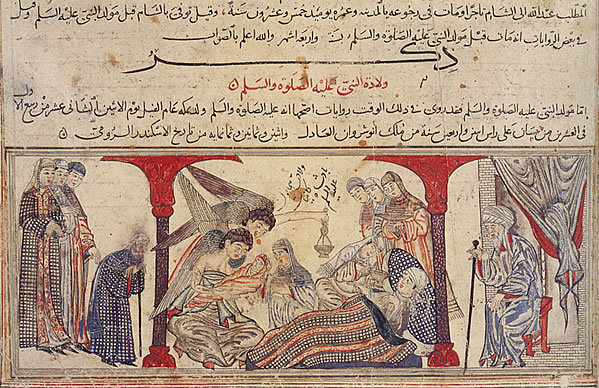
Mohamed születése. Középkori miniatúra (Dzsámi at-taváríh, Irán, Tabriz, 1314–15)

Az iszlám története a 7. században az Arab-félszigeten kifejlődött, és onnan robbanásszerűen terjeszkedő monoteista vallás története, amely úgy történelemformáló erejénél fogva, mint hatásaiban ma is százmilliók mindennapi életét és kultúráját határozza meg. Az európai és ázsiai civilizációk alakulásában jelenléte és befolyása vitathatatlan. A vallás története egy civilizáció története, noha eszméit különböző népcsoportok alakították.
A napjainkban is élő, az évszázadok során folyamatosan újjászülető világvallás eszmeiségéről és jelentőségéről csak történelmi szerepét is vizsgálva kaphatunk teljes képet. A Mohamed próféta által egyesített arab törzsek alig egy évszázad alatt az Atlanti-óceántól az Indus völgyéig teljesítették ki hatalmukat. A muszlimok szent könyvére, a Koránra és a Próféta hagyományaira (hadísz) épülő vallásjog és teológia az iszlám közösségi elvet a jog és államrend szintjére emelte, míg érintkezése a különböző civilizációkkal azok tudományos, társadalmi, politikai, kulturális világképét is alakította.
Bonyolult viszonyrendszere más vallásokkal és társadalmakkal az iszlám koronként is eltérő megítélését eredményezte, amely számos aspektusát tekintve sokszor hibásnak bizonyult. Az iszlám történetének és fejlődésének bemutatása nélkül nehezen értelmezhető az a folyamat, amelyben az iszlám, de a napjainkban élő nagy világvallások is önálló válaszokat adnak a modern világ kihívásaira.

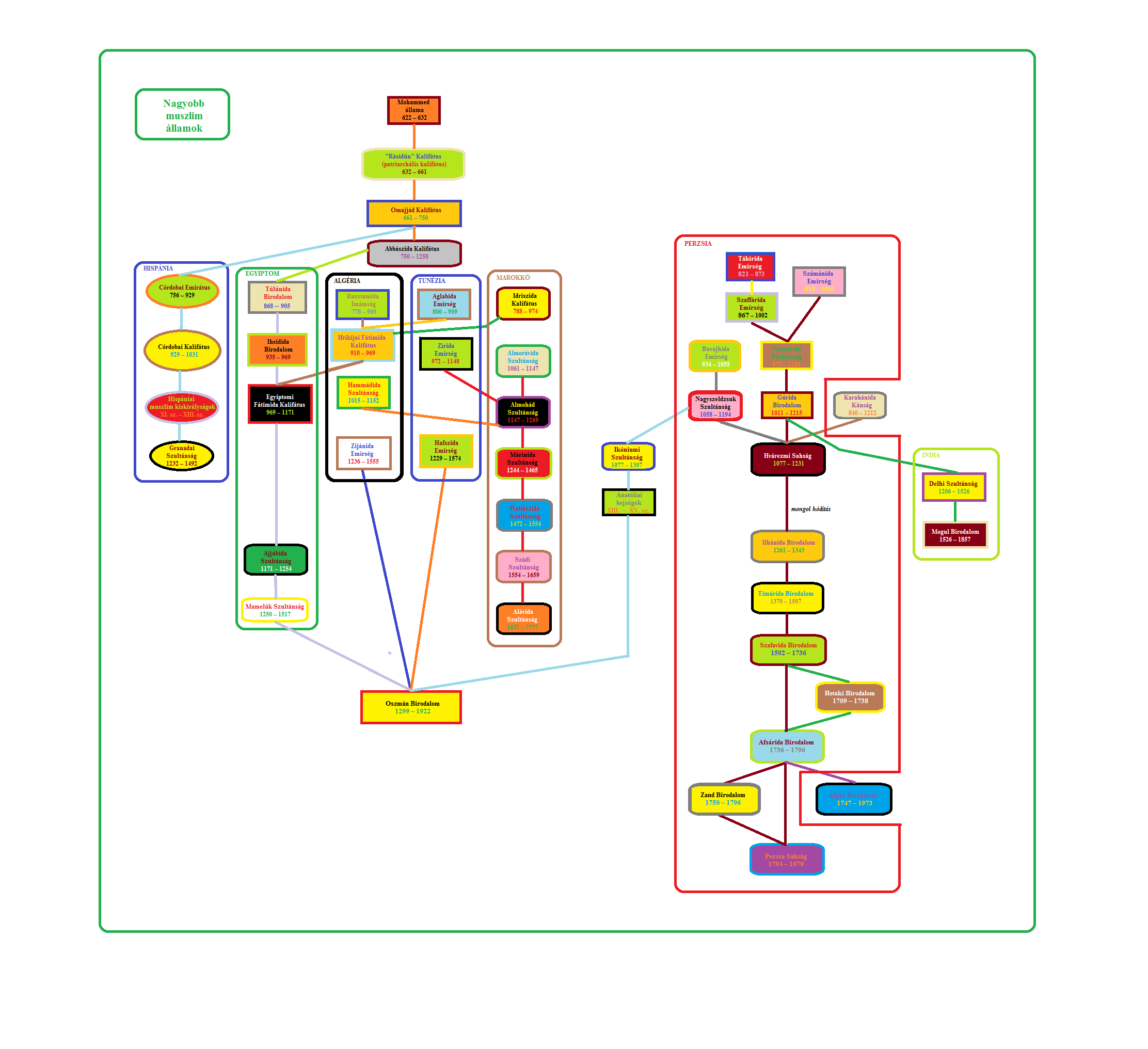
A főbb iszlám államok története a kezdetektől a 20. századig

## A Mohamed előtti arab világ

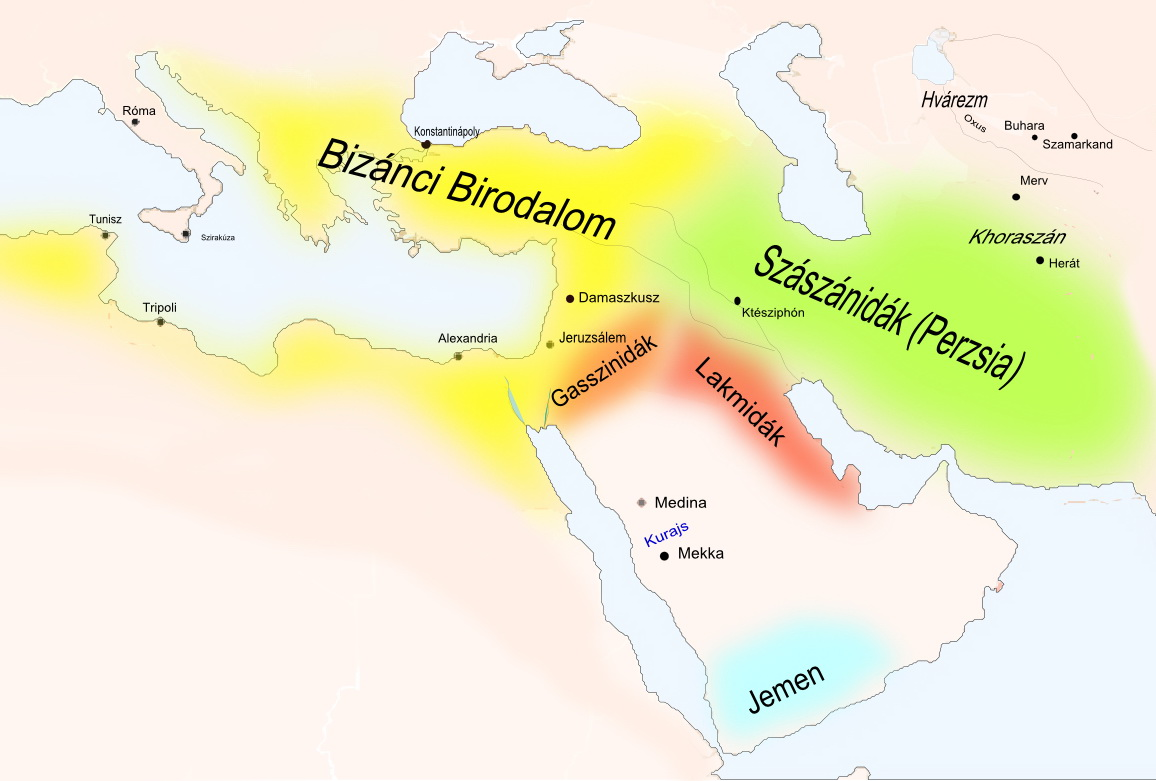
Az iszlám előtti közel-keleti térség 600 körül

### Korai történelmi emlékek
Az arab nép legrégebbi történeti emlékei az iszlám kialakulását megelőző két évszázadra tehetők. Az azt megelőző időkben Arábiának csak déli részén (Jemen, Hadramaut) fejlődött ki szervezett állami élet. Az i. e. 2. század óta itt virágzott a szábeusok, minusok, katabánok és hadramautiak birodalma. Időszámításunk kezdete körül e régi dinasztiákat a himjariták váltották Dél-Arábia egész területén, akik a kereszténységet és a zsidóságot államvallássá tették birodalmukban. 525-ben az etiópok nyomultak be Dél-Arábiába, kiszorították a Himjarita-dinasztiát és az országot etióp tartománnyá tették, míg 575-ben a régi királyi ház egyik sarjának, a szászánida perzsák segítségével, sikerült ismét hatalomra kerülnie. 600-tól kezdve a források már perzsa tartományként írnak erről a területről. Az arab illetőségű fejedelmek háttérbe szorultak a perzsa helytartó mögött, aki Dél-Arábia fölött a tényleges uralmat gyakorolta. A 7. század első harmadában találkozott az észak felől fenyegető iszlám hadsereg az önálló dél-arábiai állam utolsó maradványával, melyet 634-ben hódított meg végleg.
Az első évszázadban Arábia lakosságának jelentős része elvándorolt eredeti lakhelyéről. Többségük Közép- és Észak-Arábiában telepedett meg, míg mások tovább vándoroltak: egy ideig a Jordán keleti partján, majd innen elvándorolva, Hauránban alapítottak településeket. Ezen a területen ősi dél-arab kultúrájuk nyomait építészeti emlékek is megörökítik. Innen egy részük Mezopotámiába, más részük Észak-Szíriába vándorolt. A 2. század közepe felé, az ott élő népek között, a hatalom közelében mint a szászánidák vazallusai alapították meg a lahmida arab dinasztiát (Hírai központtal), valamint Bizánc védelme alatt a Gasszánidák birodalmát, melyek az iszlám hódításáig álltak fenn. Ezek a nomád törzsekkel szemben ütközőállamok szerepét töltötték be, egyúttal a területen áthaladó kereskedelmi forgalmat felügyelték.
A két állam vazallusként szolgálta a Szászánidákat és a Bizánci Birodalmat, azonban a karavánutak ellenőrzésével szerzett gazdagságuk felkeltette a két nagyhatalom gyanúját, ami 600 körül mindkét állam vesztét okozta. Saját uraik semmisítették meg őket. Ez a történelmi események szempontjából meggondolatlan cselekedet volt, mivel ezek az államok természetes bástyái lehettek volna a későbbi arab inváziónak.

### A törzsi élet
Kevés az ismeretünk a korai idők arab népességéről, azonban a korabeli történelmi források az Arab-félszigeten gyéren szétszórt városok lakóit említik, akik földműveléssel és kereskedéssel foglalkoztak, és karavánjaik Szíriába és Egyiptomba vitték Arábia termékeit, valamint az állandó lakhellyel nem rendelkező sátoros beduinokat, akik juhtenyésztéssel foglalkozva legelőről legelőre barangolták be az Arab-félsziget térségeit.
A városok lakóit meglehetősen lenézték a sivatagi arab törzsek, a városiak viszont őket tekintették a valódi arab nemesség képviselőinek, pedig a városlakók is a beduinok egyes letelepedett rétegeiből kerültek ki, és törzsi származásuk is a sivatagi arabok törzseihez kapcsolódtak. Hűen őrzik az idegen törzsek származását, viselkedését megbecstelenítő vagy gyanúsító adatokat. Költőik ezeket használják fel az egymással való versengésben. Ez az arisztokratikus életfelfogás határozta meg a beduin szellemi és társadalmi életének mozzanatait.
A törzsszövetségek kialakulása alapvetően a legelők és a kutak birtoklására vezethető vissza. Az időszakos esőzések a törzseket folytonos vándorlásra késztették, és a területek megszerzését és megtartását a szövetségi kötelékek biztosították. A nomádság büszke erkölcsi alapelvei, mint a vendégjog megsértése, vagy a vérbosszú, folyamatos csatározásokra adott alkalmat. Szövetkeztek olyan törzsek is, amelyeket a származás nem kapcsolt össze, ilyenkor ünnepélyes formaságokkal vérszerződést kötöttek. Az ilyen szövetséget, mely nagyon gyakran fordult elő a kahtanita és modarita származású törzsek között is, hilfnek nevezték. A hilf tehát módot nyújtott a törzsrendszerből adódó kizárólagosság mérséklésére. De nem csak a teljes törzsnek, hanem idegen törzsből származóknak is volt módjuk valamely törzs kötelékébe lépni. Az az üldözött, aki egy szabad beduin sátrába lép, a dsárjává válik a sátor lakójának. A befogadó minden ellenség ellen köteles megvédeni őt, akárcsak vérbeli rokonát. Állandó szövetségi viszony úgy is létrejöhet, ha az idegen törzsbeli valamely arab törzs kliensévé szegődik és erre a törzsek közötti háborúk gyakran adtak alkalmat. Ezeket a viszonyokat évezredes hagyományokban gyökerező szokásjog szentesítette.
A különböző módon létrejött szövetségi kötelékek a későbbiekben hozzájárultak az arabok egységes fellépéséhez az iszlám kezdeti terjeszkedése során.

### A vallás

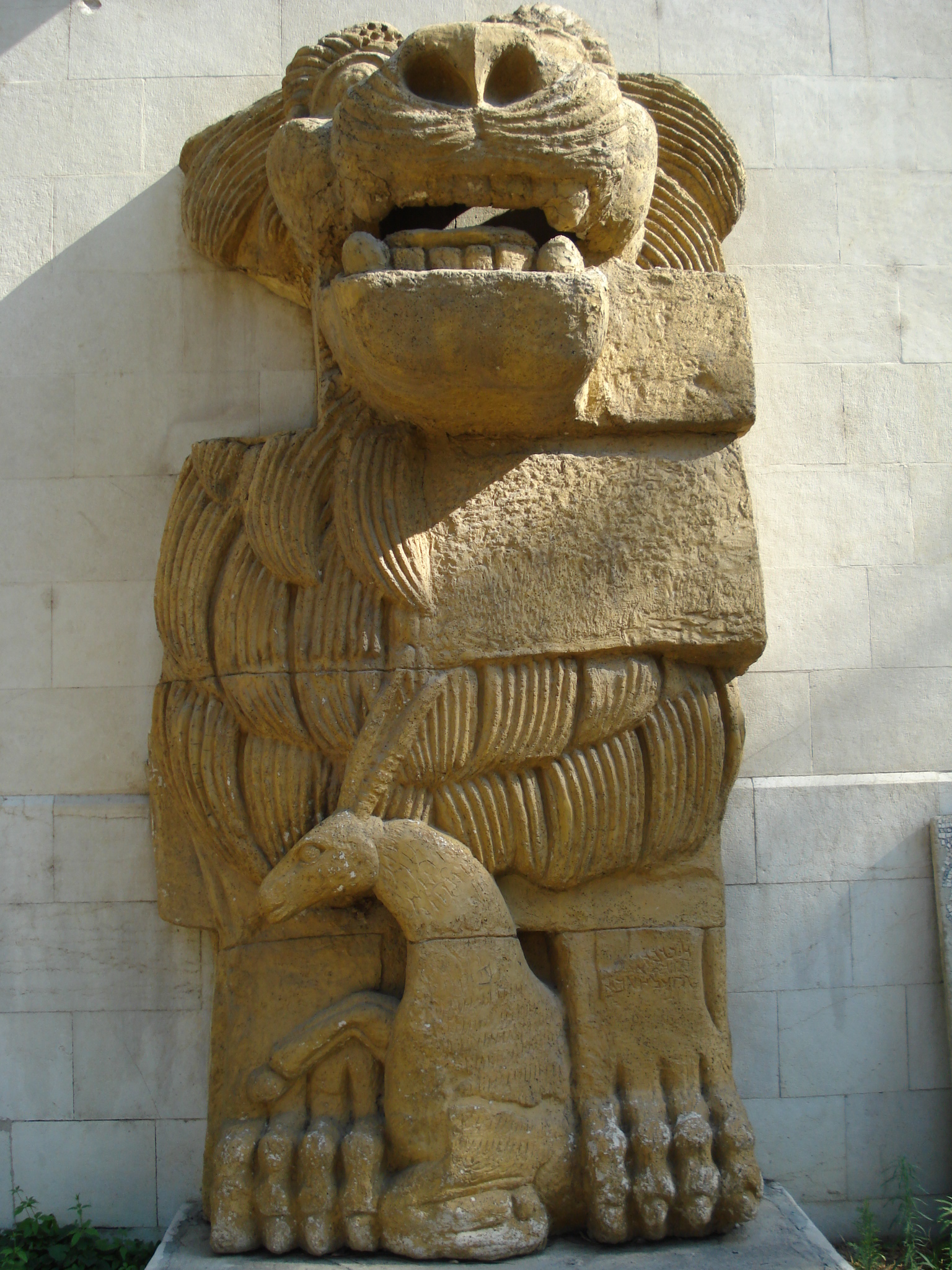
Arab istennőszobor (al-Lát) a pre-iszlám időkből, a damaszkuszi Nemzeti Múzeum kertjében

A sivatagi életben a vallás gyakorlására nem volt lehetőség, mivel ezek konkrét megnyilvánulási formáit háttérbe szorították a törzsi élettel összefüggő hagyományok, dogmák, másrészt a vallás állandó intézményesített háttere (templom, kegyhely) a nomád életforma miatt nem alakulhatott ki . Erre csak a városokban, nagyobb településeken volt alkalom, ahol a beduin részt vehetett az istenek tiszteletében, a bálványok imádásában. Sok istenük volt, de ezek számukra nem jelentettek többet, mint az ősök szokásainak formális tiszteletét. Mekkában a négyszögletű épület, a Kába egyik sarkában állt a Fekete Kő, amely felé imádattal fordultak, de szentként tiszteltek forrásokat, fákat, egyéb köveket, sziklákat. Némely tárgy vallásos tisztelete, még az iszlám szigorú bálványimádást tiltó rendelkezései ellenére is, máig megmaradt.
Az óarab vallásban jelentős szerepe volt a csillagoknak, a Vénuszt egyes források szerint al-Uzza néven imádták. Al-Uzzát a nabateusok is tisztelték Bosztrában és Irámban, és ő volt a kurajs törzs védőszentje is. Al-Láttal és al-Manáttal együtt Isten lányainak tekintették. Démonoknak hitték a kígyókat, kutyákat, macskákat.
A vallásos élet leginkább a letelepedett, városlakó népességre jellemző. A városokban voltak az arab istenségek központi szentélyei, melyek köré a nagy, országos vásárok és búcsúk alkalmával a legtávolabbi vidékről is odasereglettek a vándorló törzsek. A legkiemelkedőbb ilyen szentélynek tekintették Mekka városában a mai napig is tisztelt Kábát, de a korai idők arab pogányságának is ez volt a legfontosabb központja.
A szabad születésű beduin arab a becsület megőrzését a vallás fölé helyezte. A törzsi értékek tisztelete fontosabbá vált számára, mint a hit a természetfeletti jelenségekben, és az ezzel összefüggő kultuszok. Maguk az istenek sem a hit és erkölcs bálványszerű megtestesülései voltak, hanem az ősi szokásokon alapultak, amelyek követése az arabok szemében a legszentebb hitvallás volt.
Ez alapját képezte később az iszlámra jellemző hagyománytiszteletnek, amelyet a Próféta és társainak hagyományai, a szunna testesít meg. Hittek abban, hogy életük eseményeit egy felsőbb hatalom irányítja, amelyet időnek vagy sorsnak (ad-dahr) neveztek, de a "törzsi humanizmus" becsületkódexét mindenek fölé emelték.
Ugyanakkor a bizánciak és perzsák, illetve csatlósaik uralta környezetben a zsidó, keresztény, és zoroasztánus vallási jelenlét is éreztette hatását. A Bar Kohba-lázadás következtében sok zsidó törzs vándorolt Arábiába (Medina lakosságának fele Mohamed előtt zsidó volt). Hitük abban, hogy ők kiválasztott nép, később jelentősen befolyásolta az iszlám vallás jellegét, és Mohamed viszonyát a zsidókhoz. A keresztény befolyás Bizáncnak köszönhetően még erősebb volt, Szíria, Palesztina, Egyiptom, Abesszína keresztény államok voltak, de nagy számban éltek keresztény nomád kereskedők Közép-Arábiában is. Mohamed sok megnyilatkozása utal arra, hogy ő maga koptok és más monofiziták közvetítésével ismerkedett meg a kereszténységgel. A szászánida perzsák vallása a zoroasztrizmus volt.

## Mohamed és kora (570–632)

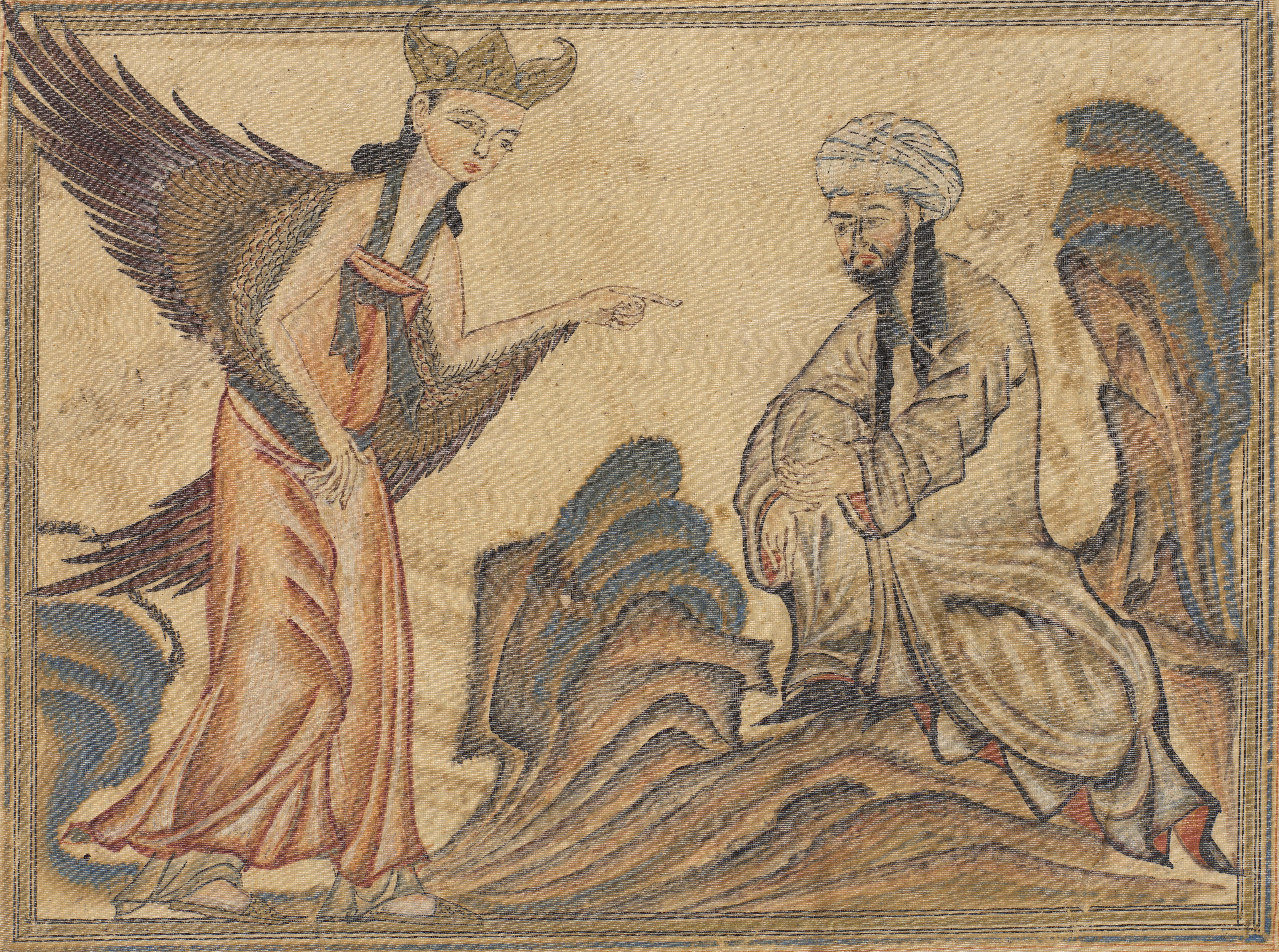
„Hirdess!”, parancsolja Gábriel arkangyal Mohamednek. 14. századi miniatúra Rasíd ad-Dín Világtörténelem c. munkájából

A 7. századra a városlakó arabok már eltávolodtak nomád őseik szigorú erkölcsi elveitől, és a vallási életet is közönyösség jellemezte. A városi arab kereskedők, bár büszkén vallották nomád származásukat, sokszor kereskedelmi partnereiket részesítették előnyben saját törzsük tagjaival szemben. A mekkai kultusz fenntartása és támogatása inkább volt a mekkai oligarchia gazdasági érdeke, mint a bensőséges vallási áhítat színtere. E szentély őrizetével együtt járt az a tekintély, amely ezt a tisztséget betöltő kurajs törzset övezte úgy Mekka városában, mint közvetve a teljes arabság körében. A kurajs őrizte a Kába kulcsát, ő szolgáltatta a közelében lévő régi szent kút, a Zemzem vizét, valamint tőle függött a kalendárium szabályozása is, azaz annak a meghatározása, mikor van az a három hónap, melyben a mekkai búcsúban való részvétel miatt a közbéke, a „treuga Dei” fenntartására köteles az ország folyton zavargó és nyugtalankodó beduin lakossága.
Mekka helyzete kivételes volt a kereskedővárosok között az Arab-félszigeten. A Kába-kultusz és a körülötte levő szent terület (al-Harám) lehetőséget adott éves vásárok megtartására, ahol a különböző törzsek felfüggesztették nézeteltéréseiket. A 6. században a szászánida Irak illetve a bizánci Szíria és Egyiptom területén zajló háborúskodás csatározások lehetetlenné tette az évezredes karavánutak használatát, amely Indiától a Földközi-tengerig (a Perzsa-öböltől Damaszkuszig, Aleppóig) biztosította a legkülönbözőbb termékek áramlását, ezért a kereskedők új utakat kerestek. A mekkaiak már közvetlenül Jemenből indítottak karavánokat Mekkán keresztül Gázába, Damaszkuszba, Aleppóba, így kizárva a jemenieket a kereskedelem bonyolításából. A nem ritkán ezer tevéből álló karavánok felállítása jelentős anyagi erőforrásokat igényelt, amelyet a törzs nemzetségei vagyonuk arányában finanszíroztak. Az általában 100%-os haszonkulccsal működő vállalkozás pénzügyi forrásait a szegényebb nemzetségek uzsorakölcsönökből fedezték, így idővel jelentős feszültség alakult ki a gazdasági tevékenység és a törzsi hagyományok érdekei között. A vagyoni különbségek növekedése a törzsi közösségre bomlasztó hatással volt, a kialakuló társadalmi rétegződés a nemzetségek szembenállásának csíráit hordozta magában. Ahogy a kurajs törzs a 6. század végére a Jemenből kiinduló kereskedelmet monopolizálta, egyre inkább szembetűntek azok a vagyoni különbségek, amelyek a nemzettagok között fennálltak. Leggazdagabb nemzetségeik, az Omajjádok (eredeti változatban Umajja-nemzetség) és Mahzúmok még azt is elérték, hogy „kettős nyári karavánjaik” isteni védelem alatt álljanak, ezzel tovább növelték befolyásukat és gazdagságukat a térségben.
A város csaknem minden lakója a Kurajs törzshöz tartozott, amelynek tizenkét ága volt, és ezek is több érdekcsoportra tagolódtak. 570 körül ennek egyik szegényebb nemzetségében (Hásimita) született Mohamed, teljes nevén Muhammad ibn Abdalláh ibn Abd al-Muttalib ibn Hásim al-Kurasi (Muḥammad ibn ʿAbdallāh ibn ʿAbd al-Muṭṭalib ibn Hāšim ibn ʿAbd Manāf al-Qurašī), a vallásalapító. Történetisége vitathatatlan, de életének mozzanatait sok helyen homály fedi. Az általa megismert kinyilatkoztatásokat csak jóval halála után jegyezték le, és mintegy húsz évvel a halála után, Oszmán kalifa idején állították belőlük össze ma is ismert formájában a Koránt (al-Qurʾān; jelentése: olvasmány). Az általa életre hívott társadalmi, ideológiai mozgalom a mekkai törzs kevésbé tehetős rétegei között formálódott. Mohamed társadalmának problémáit elsősorban etikai oldalról közelítette meg, korának ellentmondásait erkölcsi kérdésként fogalmazta meg, és olyan vallást alapított, amely ma már százmilliók világnézetét alkotja.

## A négy "helyesen vezetett" kalifa (ar-Rasidún) korszaka (632-661)

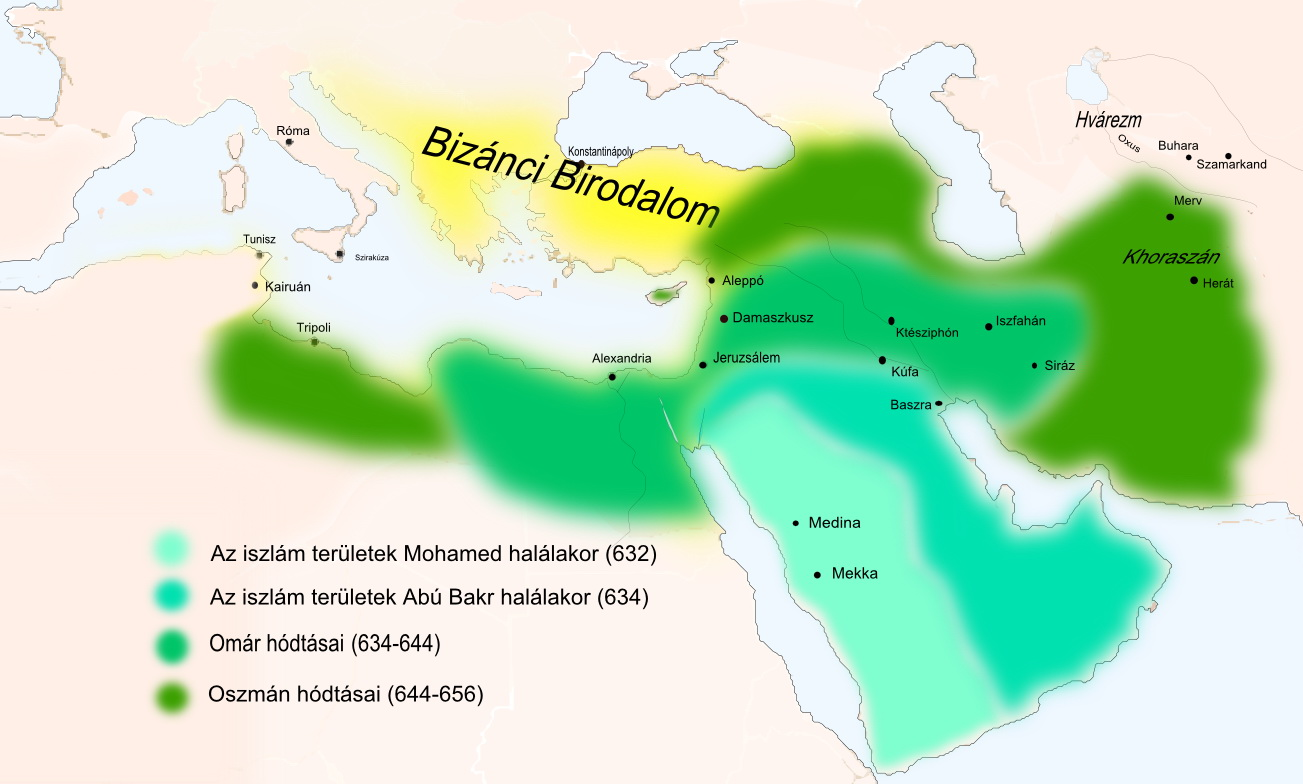
Iszlám hódítások Oszmán kalifa haláláig (656)

Mohamed halála (632) előtt nem rendelkezett az általa kialakított politikai-vallási közösség (umma) további vezetéséről. Ez a kinevezés egyrészt ellentmondott volna az arab szokásoknak, másrészt mivel Mohamed hatalmának legitimitását az adta, hogy ő Isten küldötte (raszúl Allah [رسول الله]) és prófétája (nabi [نبي]), ezért ez a cím nem örökölhető (különösen, hogy a próféta művét biztosítandó többször kijelentette: ő a „próféták pecsétje”, azaz Isten már nem küld több kinyilatkoztatást).
Az iszlám ekkorra már az egész Arab-félszigeten elterjedt, ám a muszlimok hatalmi pozícióit és az umma egységét a csak látszólag megtért, az új vallás terhei miatt lázongó beduin törzsek, hamis próféták fenyegették.
Mohamed közvetlen harcostársai három csoportot alkottak, és ez a megosztottság már a későbbi pártharcok csíráit is magában hordozta. Az utódlási kérdésben ellentét alakult ki Mohamed mekkai tevékenységének tanúi, a korai muszlimok (muhádzsirún = „áttelepülők”), és a befogadó medinai muszlimok (anszár = „segítők”) között. A muhádzsirún tagjai között szoros rokonsági kötelékek voltak: Abu Bakr és Omár a próféta apósai voltak Áisa, illetve Hafsza révén, Oszmán és Ali a próféta vejei, utóbbi egyben Mohamed unokaöccse és kedvenc gyermekének, Fátimának a férje. Ali később az iszlám történetében nagy jelentőségű, harmadik „párt” vezére lett. Az anszár élén Szaad ibn Ubáda állt, Mohamed első medinai hívei között, aki az iszlám csatáiban jelentős érdemeket szerzett a próféta védelmében. Omár a közösség egységét megmentve végül puccs szerűen Abu Bakrot kiáltotta ki Mohamed utódjául, és a közösség, amely a hatalom megosztását követelte áttelepültek és segítők között, ezt a döntést elfogadta.

### Abu Bakr kalifasága (632-634)
Megválasztásában az is közrejátszott, hogy őt támogatta a Próféta kedvenc felesége, Áisa is, akit a muszlimok mint az igazhitűek anyját (umm al-muminín) tiszteltek. Abu Bakr mellett szólt még, hogy a próféta több ízben őt bízta meg helyettesítésével nyilvános fellépésein, illetve élete végén többször ő vezethette mint imám az imaszertartást.
Abu Bakrnak, akit a szunnita muszlimok a Sziddík („igazságos”) névvel illetnek, első ténykedése az iszlám ellen fellépő, az arab terület különféle részein megindult forradalmi mozgalmak leverése volt. Hálid ibn al-Valíd hadvezér segítségével megsemmisítette az iszlám egységét fenyegető hamis prófétákat, engedelmességre kényszerítette a Nadzsd beduinjait, akik a zakát (→Az iszlám öt pillére) megtagadása címén az iszlám ellen lázadtak (ridda-háború). A belső forradalmak sikeres leverése után ő kezdte meg az iszlám hatalmának kiterjesztését Arábia határain túlra is.
A szászánida perzsákkal Mezopotámiában, a Bizánci Birodalommal Szíriában már az ő hadvezérei mérkőztek meg. Hálid hadvezér a perzsa hadsereget a Kázima (a későbbi Baszrától két napi távolságra) mellett vívott „lánccsatában” győzte le és ezzel utat nyitott az iszlám hadseregének Irakba, ahol Híráig nyomult előre és az Alsó-Eufrátesz nyugati vidékét hajtotta az iszlám uralma alá. A hadakozó beduinok harci kedvét fokozta az a gazdag zsákmány, mely hatalmukba került. A győzelmes háborúból Medinába arany, ezüst ékszerek érkeztek, a megszerzett vagyon tovább erősítette az iszlám formálódó birodalmát.
 A muszlimok a Bizánci Birodalomhoz tartozó Szíriában is győzelmet arattak (ezt a támadó hadjáratot halála előtt még maga a próféta rendelte el). Hálidnak Irakból hazatérő serege Boszrát, a bizánciak szíriai erősségét megadásra kényszerítette, majd a Szíriába küldött muszlim hadsereg zömével Dél-Palesztinában egyesült. Az így felduzzadt sereg 634. július 30-án, néhány mérföldre Jeruzsálemtől, Theodorosz, Hérakleiosz császár testvérének vezetése alatt álló görög hadsereget semmisítette meg. Ez volt a muszlimok első nagy győzelme a Bizánci Birodalom felett.
Abu Bakr rövid ideig tartó uralma 634. augusztus 23-án ért véget, amikor betegség következtében meghalt. Halála előtt egyik legfontosabb bizalmasát, Umar ibn al-Hattábot, azaz Omárt ajánlotta utódjául, akit meg is választottak kalifának.

### Omár kalifasága (634–644)

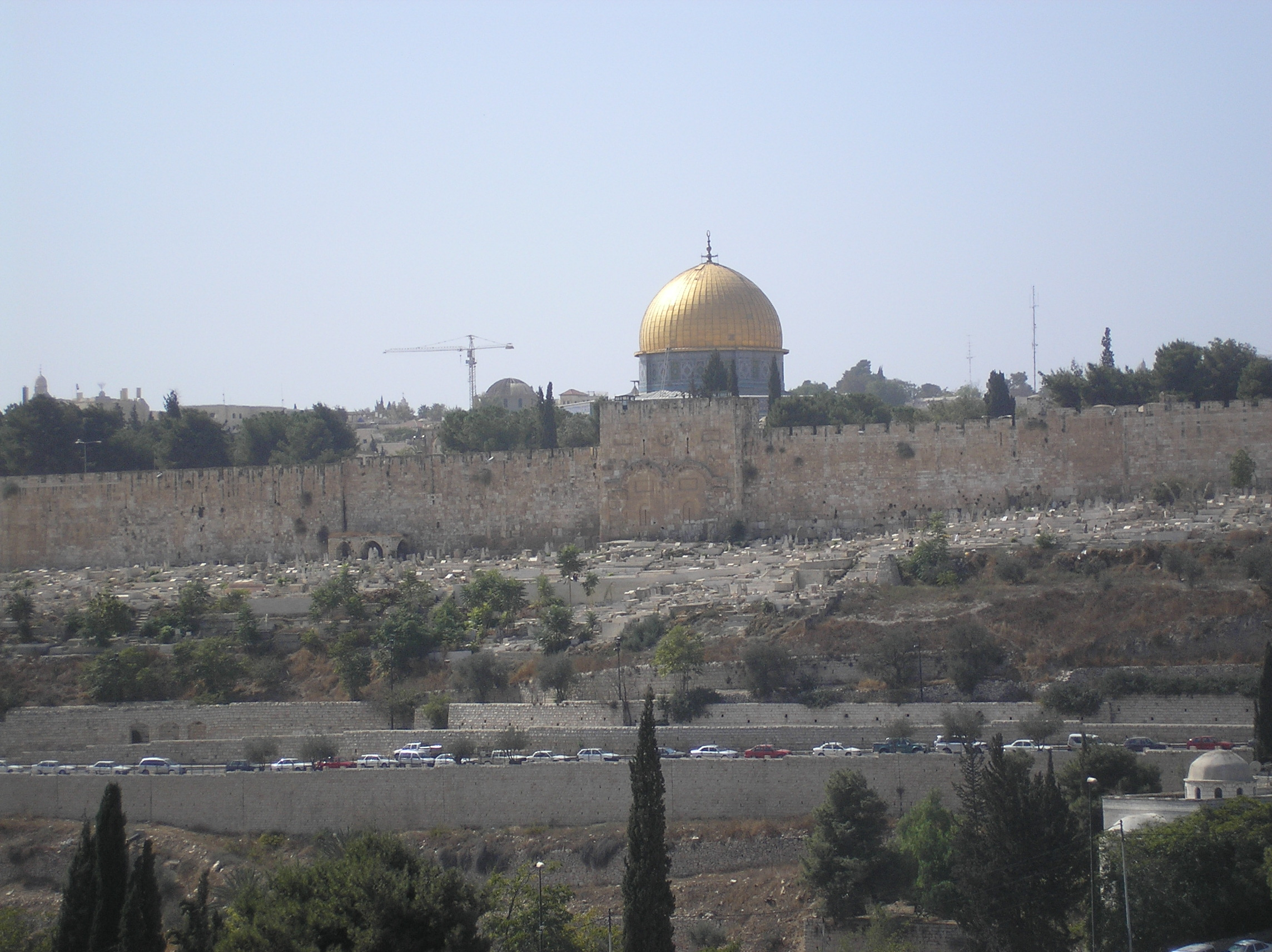
A jeruzsálemi Templom-hegy, középen az omajjád Abd-al-Malik által 705-ben felépített Al-Aksza-mecsettel

Omár sikereit a görög és perzsa birodalom vetélkedése, és az ennek következtében fellépő belső ellentétek mozdították elő. A bizánci tartományok zömmel monofizita lakossága szinte nem is fejtett ki ellenállást az arab hódítás ellen, mivel még Abu Bakr adta azt az utasítást a szíriai hadjáratba induló vezéreinek, hogy a keresztény lakosság a dzsizja befizetése után szabadon gyakorolhatja vallását. A behódolt terület lakosai pedig úgy ítélték, hogy ezek a kötelezettségek enyhébbek a bizánci adókhoz képest, ráadásul a konstantinápolyi ortodoxia sem fenyegette már őket.
Az arab seregek Palesztinából északi irányban nyomultak előre. Győzelemről győzelemre haladva elfoglalták Szíria legfontosabb erődítményeit, majd a Mardzs asz-Szuffar mellett vívott ütközet után került hatalmukba Damaszkusz városa. Észak felé haladva az arab seregek Baalbekig jutottak. A bizánci kormányzat nyomása alól felszabadult lakosság alig mutatott ellenállást, és tömegesen vette fel az iszlám hitet.
Bizánc, tartományának megmentésére, Theodórosz Szakellariosz vezetése alatt új sereget állított fel, mellyel a muszlimok a Jarmúk (Hieronax) folyó mellett, 636 augusztusában ütköztek meg egy döntő csatában (→Jarmúki csata), amely Palesztinát és Szíriát végképp elvágta a Bizánci Birodalomtól.
Antiokheia elfoglalása után Jeruzsálem meghódítása következett. Lakossága hősies elszántsággal védelmezte a várost, amelynek birtoklása Omár kalifának különösen fontos volt, mivel azt vallási szempontból a zsidóság és a kereszténység legyőzése szimbólumának tekintette.
 Az ellenállás eredménytelensége miatt Szophróniosz, pátriárka arra kényszerült, hogy Omár kalifával a város átadásáról alkudozzék. Mekka és Medina mellett, ekkortól vált az iszlám harmadik szent városává Jeruzsálem. Az Omar-mecset, a keresztényektől és zsidóktól egyaránt tisztelt Templom-hegyen mára az al-Harám as-Saríf („a nemes szentély”) néven, a muszlimok harmadik legszentebb helyévé vált.
A Szászánidák birodalma is elpusztult Omár seregeinek kíméletlen előrenyomulása alatt. Kétségbeesett erőfeszítésekkel 634-ben sikerült is nekik az ellenállás, de 637-ben Kádiszijjánál döntő vereséget szenvedtek. A muszlim győzelem elsősorban a Szászánida Birodalom dinasztikus konfliktusainak volt köszönhető. A legutolsó szászánida uralkodó, III. Jazdagird király elmenekült a fővárosból, Ktésziphónból, és az araboktól még el nem foglalt keleti tartományokban keresett menedéket. Itt a muszlim seregek 642-ben a maradék ellenállását is felőrölték (→Nihávandi csata). Az arabok ezzel már az Amu-darja és a Kaszpi-tenger partjáig terjesztették ki hódításaikat, míg dél felé az egész perzsa területet az iszlám fennhatósága alá csatolták. Omár a hódítás első részének befejezése után a meghódított gazdag tartomány biztosítására két katonai támaszpontot („amszár”) alapított: Kúfát és Baszrát, amelyek csakhamar a muszlim szellemi élet központjaivá váltak.
Perzsia meghódításával egyidejűleg a Bizánci Birodalom egy másik tartományára, Egyiptomra is sor került. Amr ibn al-Ász – aki korábban Palesztina meghódításában mint Omár egyik hadvezére vett részt – volt az egyiptomi hadjárat hőse. 640-ben kapott a kalifától engedélyt arra, hogy aránylag kis haderővel Palesztinából Egyiptom meghódítására induljon. Héliopolisz elfoglalása után Alsó-Egyiptom legfontosabb városát, Memphiszt fogták ostrom alá. A kalifától küldött segédcsapatok megérkezése után, hét hónapi ostrommal vették be a várost. 642-ben, Hérakleiosz halála után Alexandria is a muszlimok birtokába jutott.
A hódítók, ahogy Szíriában, Egyiptomban is kíméletesek voltak a lakossággal. Szigorúan beszedték az iszlám egyházjog által megkövetelt dzsizját, de ennek ellenében meghagyták egyházuk régi alkotmányát, sőt, politikai autonóm jogaik nagy részét is. A közigazgatást a görögök és a koptok irányítása alatt hagyták, akik még évtizedeken át saját nyelvüket használták az adminisztratív eljárások során. Omár kalifa Egyiptom kormányzását Amr ibn al-Ászra bízta.
Míg hadvezérei Perzsiában, Szíriában és Egyiptomban diadalmaskodtak, addig maga a kalifa Medinában az állam belső kormányzatának, közigazgatásának alapjait rakta le. A puritán életvitelű Omár erőszakos halált halt. Egy Fírúz nevű Kúfában lakó, perzsa keresztény gyilkolta meg.

### Oszmán kalifasága (644–656)
Omár még életében rendezni akarta a kalifaválasztás ügyét. Abd ar-Rahmán ibn Aufra esett a választása, aki azonban nem vállalta el a kalifa méltóságát, ezért a kalifa mellé mellé még öt főt nevezett ki, akik majd kiválasztják a kalifa személyét. Ali, Uszmán ibn Affán, Talha ibn Ubajdalláh, Zubajr ibn al-Avvám és a hadvezér Szaad ibn Abi Vakkász voltak a választóbizottság tagjai, akik önmaguk számára igényelték a tisztséget. Közöttük csak kettő volt a komoly jelölt, Ali és Oszmán, és az utóbbi felé hajlott Abd ar-Rahmán véleménye is. Alinak ártott Áisa ellenszenve is, aki mint a próféta özvegye még mindig nagy befolyással volt a gyülekezetre. Hosszas fontolgatás után a már hetvenéves Oszmánban egyeztek meg. Az Omajjádok befolyásos mekkai családjához tartozó Oszmán mindig előkelő helyet foglalt el a Próféta bizalmasai között, de megválasztása nem bizonyult jó döntésnek.
Elsősorban saját családja érdekei mozgatták. Oszmán az Umajja család egyik ágából származott, atyja, Affán, a mekkai kurajs törzs befolyásos és gazdag vezetője, Umajja unokája volt. Bár a mekkai családnak ez az ága nem tartozott a próféta heves üldözői közé, Oszmán választása azt mutatja, hogy az iszlám első küzdelmei a mekkai oligarchia ellen ekkorra már feledésbe merültek. Az iszlám vallásos vezetői tehát Oszmán megválasztásával előnyben részesítették az Omajjád klánt a Hásim-csoporttal szemben is, akit ebben a vetélkedésben Ali képviselt.
Az előkelő család nehezen tűrte eddigi mellőzöttségét, hiszen Mekkában a hatalom teljes körű birtokosa volt, így most megragadta az alkalmat, hogy a gyenge Oszmánon keresztül a vallást a saját érdekében használja fel. Omár a meghódított tartományokba felelős helytartókat nevezett ki, akik a vallásos és közigazgatási eszméket képviselték a medinai központtól távol eső részekben is. Az Umajja-család rábírta a gyenge kalifát, hogy a kipróbált és a közigazgatásban már tapasztalatot szerzett embereket a család tagjaival cserélje le. Nem csak a magas méltóságokat adományozta szűkebb családja tagjainak, hanem az állam pénzeit is közöttük osztotta szét.
Ennek ellenére az iszlám külső ügyei kedvezően alakultak Oszmán uralkodása alatt is. Észak-Afrikában tovább terjedtek az iszlám birodalom határai, és az Omár alatt meghódított tartományokban (Horászánban, Egyiptomban) kitört lázadásokat Oszmán leverte. Szíria helytartója, az Omajjád Muávija 648-ban, újonnan szervezett flottával Ciprus szigetét hódította meg, majd 654-ben, tengeri ütközetben visszavert egy görög támadást is Alexandriánál. Muávija már Konstantinápoly ellen is támadást szervezett a flottával, de a Tripoliszban kitört zavargások miatt tervét ekkor nem valósíthatta meg.
A közhangulat a belső kormányzati és vallásos állapotokkal szemben elégedetlenséggé fajult úgy Medinában, amelynek lakói az igazhitű tradíciók őrei voltak, mint a távoli tartományokban is, ahol a zsarnoki fosztogatás már-már ijesztő méreteket öltött. Számtalan összeesküvés keletkezett a birodalom különféle pontjain, amelyek célja a kalifa megbuktatása volt. A két nagy támaszpont, Baszra és Kúfa lakossága köréből indult ki a forradalom eszméje, de Egyiptomban is nyíltan mutatkoztak a lázadás jelei. A tétovázó kalifát egy pénteken, a fővárosba gyűlt egyiptomi zavargók a mecsetben, ájtatosság közben megtámadták és lakóházáig kergették. Ott több héten át ostrom alatt tartották, de külső segítségre nem számíthatott. 656. június 17-én a lázadók benyomultak a kalifa házába, és leszúrták.

### Ali kalifasága (656–661)
Az Omajjádok politikai ellenfelei Mekkában Alit, Mohamed vejét és unokaöccsét kiáltották ki kalifának, aki a szunna ismerőjeként és mint Mohamed közvetlen harcostársa nagy tekintélyt vívott ki magának. Tőle, a Próféta legközelebbi rokonától várták a vallásos viszonyok helyreállítását.
Az Omajjád párt kalifajelöltje, a szíriai helytartó, Muávija nem nyugodott bele a medinaiak döntésébe, és a befolyásos köröket megpróbálta Ali ellen hangolni azzal az indokkal, hogy Ali tevékeny részese volt rokona, Oszmán halálának. A vád feltehetően nem volt igaz, de az arabok többségét a jogos vérbosszú követelésével sikerült Ali ellen fordítania.

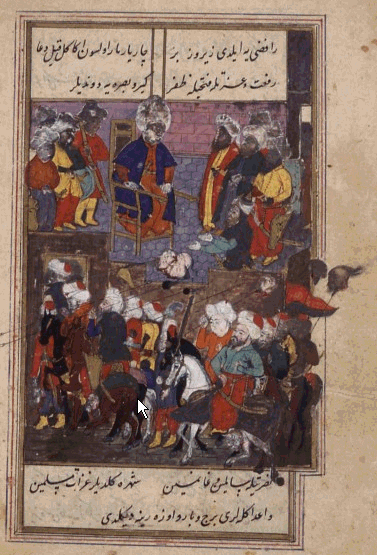
A sziffíni ütközet (17. századi ábrázolás)

Ali másik ellenfele az a csoportosulás volt, amelynek vezetői az Oszmánt megválasztó bizottság tagjai közül kerültek ki, és akik saját ambíciójukat most meghiúsulni látták. Ennek az ún. pietista pártnak az élére Áisa, a próféta özvegye, illetve két korábbi kalifajelölt, Talha és Zubajr állt és lázadást szítottak Ali ellen. Ali, hogy vezető pozícióját megőrizze, elsőnek kénytelen volt leszámolni ezzel a csoporttal (első fitna). Mohamed szigorúan tiltotta, hogy a muszlimok egymás ellen fegyvert fogjanak, de Baszra mellett Hurajbánál („A teve napja”) az iszlám történetében elsőként megszegték ezt a törvényt. Az ütközet Ali győzelmével végződött, Áisa kivételével a mozgalom vezetői elestek (682).
Mekkai ellenségeinek leverése után a kúfai híveihez áttelepülő Alinak Muávijával kellett szembenéznie, aki továbbra sem hódolt be előtte és sereget toborzott ellene. Ali, miután többszöri tárgyalásokkal megkísérelte elkerülni a vérontást, kénytelen volt fegyveres erővel indulni a szíriaiak ellen. A két hadsereg Sziffín völgyében (az Eufrátesz déli partvidékén, Rakka közelében) találkozott.
Ali seregében nagy számban voltak buzgó vallásos harcosok, akik az Omajjádokat a vérbosszú törvényét felemlegető érvelésük miatt a dzsáhilijja pogányainak tekintették. Eredménytelen tárgyalások után a harc már elkerülhetetlenné vált. Három napi küzdelem után a szírek belátták, hogy a hadi siker Alinak kedvez. Muávija ekkor Koránokat tűzetett csapatainak lándzsáira, amivel a fanatikus ellentábort tárgyalásra kényszerítette. A felek végül abban állapodtak meg, hogy egy-egy tárgyalót jelölnek ki, akiknek ki kell vizsgálnia Oszmán halálának körülményeit.
Az Ali képviseletében eljáró bíró úgy vélekedett, hogy mindkét harcoló fél mellőzésével a kalifaválasztást a népre kell bízni. Muávija képviselője, Amr ibn al-Ász (Egyiptom volt kormányzója, aki korábban Muávija oldalára állt) úgy interpretálta ezt a nyilatkozatot, hogy maga Ali választottja is méltatlannak tartja Alit a kalifaságra és Muáviját kiáltotta ki az igazhitűek uralkodójának.
Ali táborában eközben lázadás tört ki. Voltak, akik nem értettek egyet a választott bíróság létrehozásának gondolatával, arra hivatkozva, hogy a vallás ellenségével nem lehet tárgyalni, és nem ítélhet egyenlő joggal a kalifaság kérdésében (az ítélet ugyanis egyedül Istent illeti), és rossz néven vették Alitól, hogy erre az ajánlatra ráállt. Hozzájuk csatlakoztak azok, akik helyre akarták állítani a régi arab hagyományt, amely szerint a nép szabadon választja uralkodóját. Mintegy tizenkétezren ki is váltak Ali seregéből. Ezt a pártot háridzsitáknak nevezték (kilépők, elpártolók). Lázadásukat Ali 658 júliusában, a nahraváni ütközetben leverte. Ez súlyos baklövésnek bizonyult, ugyanis mérsékelt hívei körében is elvesztette támogatottságát azzal, hogy saját radikálisaival számolt le az ellenpárt helyett.
A kivárásra építő Muávija ezalatt a külső tartományokban, így Egyiptomban állította a maga oldalára a népet, majd innen Arábia felé terjeszkedett. Mekkában, Medinában is megjelentek seregei. Ali táborának meggyengülése miatt komolyabb harcokra nem került sor, a folytatódó tárgyalások során pedig szintén a szíriai kormányzó pozíciói erősödtek. Végül 661-ben a háridzsiták meggyilkolták Alit.
Ali hívei a kalifa halála után sem akartak Moávijának meghódolni és tovább folytatták ellenállásukat. Ali nagyszámú gyermekei közül, a Fatima gyermekeit, mint a Próféta unokáit, Haszant és Huszajnt ismerték el a meggyilkolt kalifa jogutódainak. A kettő közül az idősebbet, Haszant választották kalifának, aki azonban lemondott Muávija javára a kalifa jogairól és visszavonult a politikától.
A medinai vallásos muszlimok továbbra sem nyugodtak bele, hogy a Próféta öröksége az Umajja-család képviselőjére szálljon, de egyelőre nem találtak vezetőt, aki körül csoportosulhattak volna. Haszan öccse Huszajn ekkor még úgy tűnt, nem ambicionálja a hatalmat. A négy „igaz úton induló” kalifa után Muávijával az Omajjád dinasztia állt az iszlám élére.

## Omajjádok (661–750)

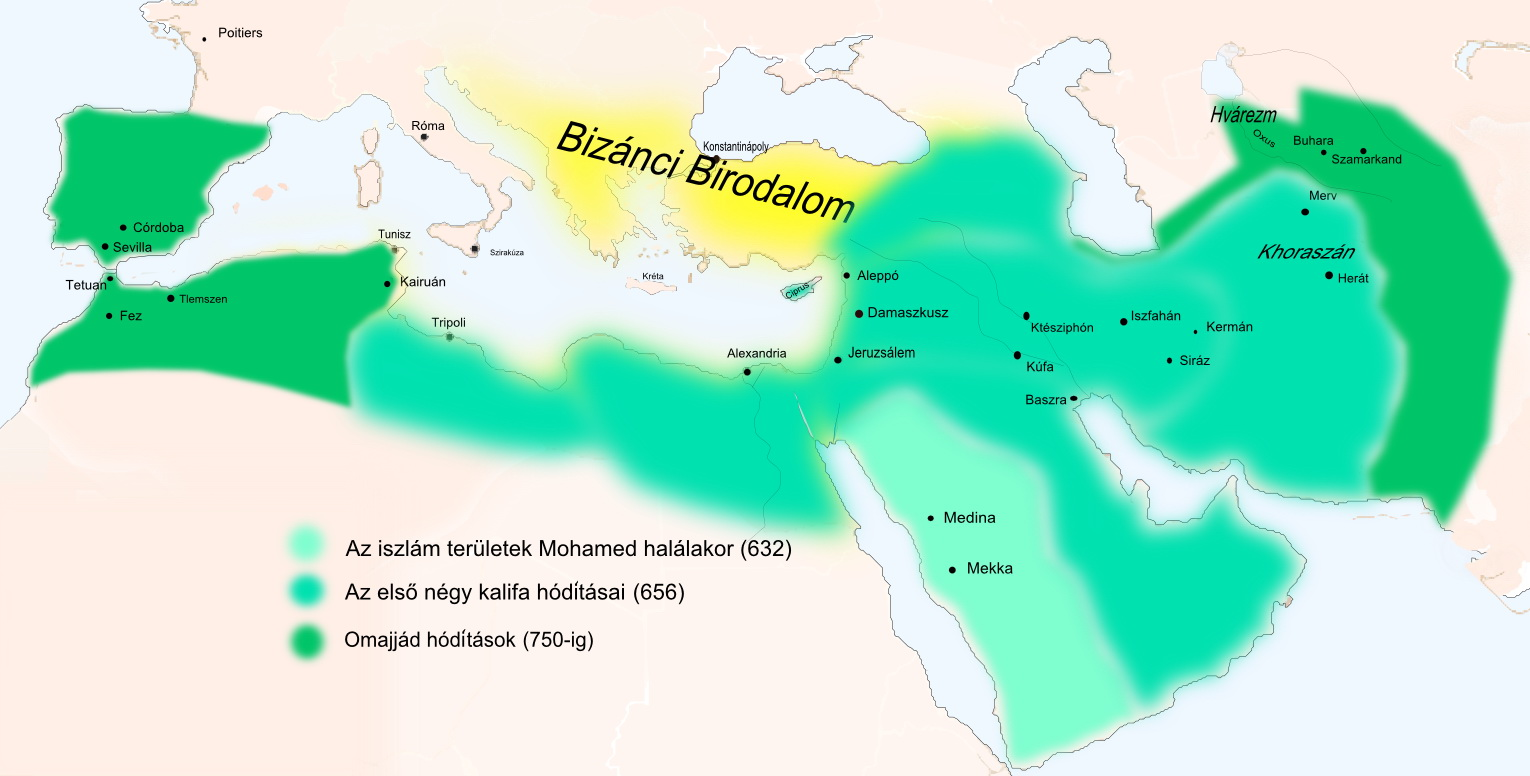
Az iszlám az omajjád hódítások időszakában (750-ig)

Miután Moávija, Szíria omajjád kormányzója Ali halála után kalifának kiáltotta ki magát, nekilátott hatalmának megszilárdításához úgy a szír központban, Damaszkuszban, mint az Ali szimpatizánsai által uralt mekkai, medinai területeken.
Ali hívei 680-ban lázadást robbantottak ki, amelynek élére Ali másik fia, Huszajn állt. Ezt még Moávija utódjának, I. Jazidnak (680-683) a csapatai leverték Kerbalában. Huszajnt családjával együtt lemészárolták. Halála mártírrá avatta Ali hívei körében, amelyről a mai napig megemlékeznek. Ez az esemény elősegítette azt, hogy Ali hívei az Omajjádok ellen már hitükben is megerősödve a birodalom különböző pontjain lázadásokat szítsanak. Ez lett az okozója az iszlámon belüli, a mai napig fennálló nagy szakadásnak, amikor Ali hívei pártba tömörültek (síiat Ali), és kialakult a két nagy iszlám áramlat, a szunniták és a síiták. A szunniták a Korán mellett a szunnát, a Próféta legközvetlenebb társainak hagyományait, valódi és állítólagos kijelentéseit és döntéseit tartalmazó gyűjteményt ismerik el; a síiták, akik amellett, hogy a Koránt elismerik, hangsúlyozzák a Próféta családjának jogát az uralkodásra. A szunniták és a síiták végleges különválása azonban csak évszázados fejlődés során következett be, bár ekkor, Jazid kalifa korában gyökeredzik.
Moávija halála után (680) Abdallah bin az-Zubair, Aisa egyik szövetségesének a fia is a kalifaság megszerzésére tört, és ebben a törekvésében a mekkaiak is támogatták. Az-Zubair iráni és arábiai hadjáratai során ugyan sikereket ért el, de 692-ben a kalifa seregei legyőzték őt. Ez volt a II. fitna, azaz a második muszlim polgárháború.
Az Omajjád-dinasztia alatt a birodalom terjeszkedése új lendületet kapott. Az iszlám uralom nyugaton az Ibériai-félszigeten keresztül Dél-Franciaországig, keleten Északnyugat-Indiáig, az Indus völgyéig jutott el.

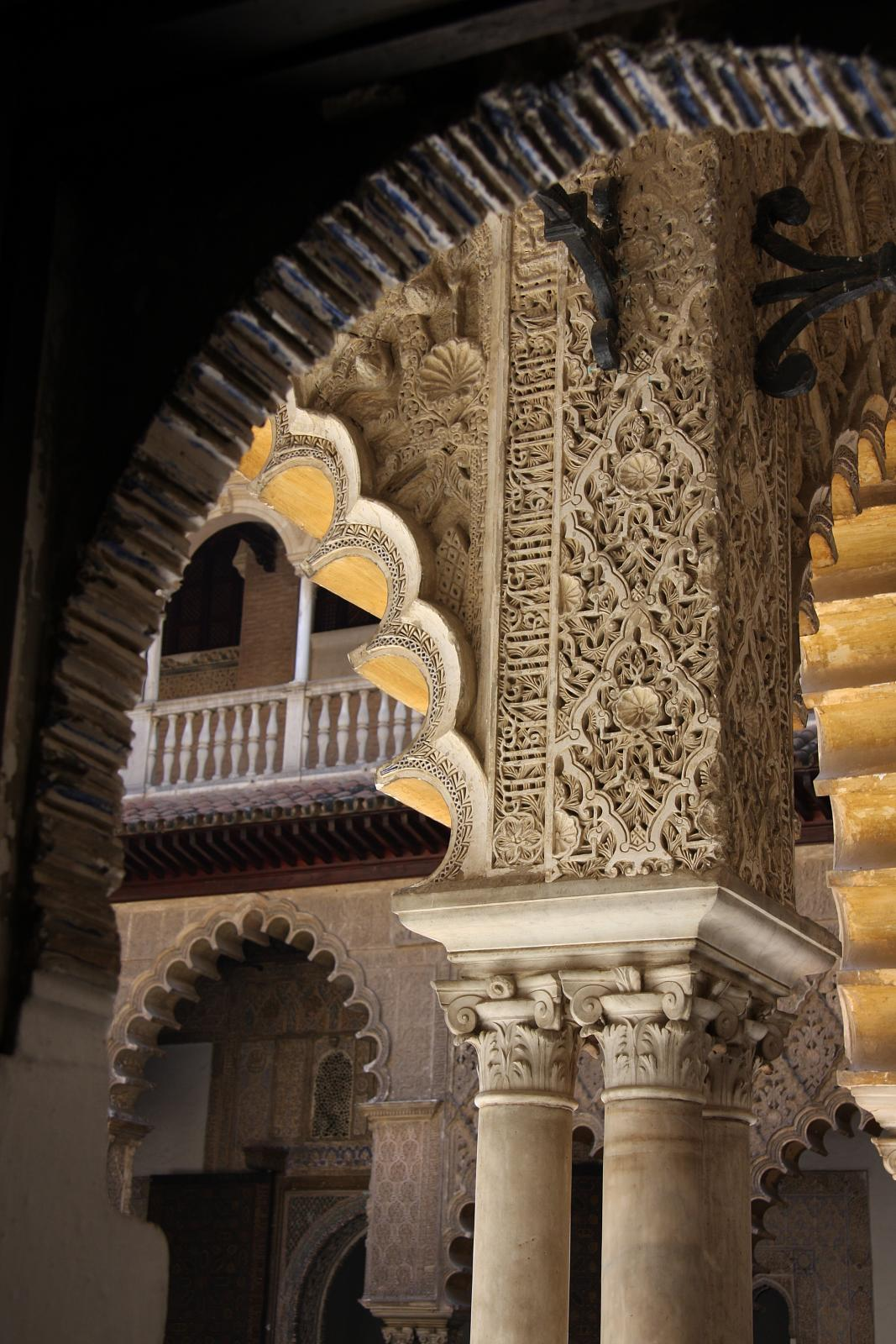
A sevillai Alcazar

Az erős kezű Abd al-Malik kalifa (685–705) uralkodása alatt a kormányzati rendszer megerősödött, bár jelentős feszültségek keletkeztek az uralkodó arab (muszlim) elit és a nem muszlim, az iszlám védelme (ahl adz-dzimma) alatt álló rétegek és csoportok (ahl al-kitáb, a könyv népei, a keresztény, zsidó, zoroasztránus vallású kliensek), illetve a nem arab muszlimok között. Ez utóbbiak azt nehezményezték, hogy nem élvezhetnek azonos jogokat az arab muszlim lakossággal. Ez a körülmény aláásta az omajjádok hatalmát is, és elősegítette az Abbászidák felemelkedését.
Az omajjád dinasztikus kormányzat 750-ig állt fenn.

### Omajjádok az Ibériai-félszigeten (711–1492)
Nyugaton a muszlim terjeszkedés elérte Észak-Afrika földközi-tengeri területeit, majd a Gibraltári-szoroson keresztül eljutott Hispániába, ahol 711-ben a berberek segítségével legyőzték a vizigót Roderik királyt. A sereg elfoglalta az Ibériai-félsziget fontosabb városait, sőt még a Frank Királyságban fekvő Narbonne-t is. A terjeszkedést 732-ben Martell Károly Poitiers és Tours közötti csatában állította meg. Amikor a damaszkuszi Omajjád-dinasztia (ˁUmaiya) 750-ben az abbászida forradalom következtében megbukott, a kegyetlen leszámolást csak egy omajjád élte túl (Abd al-Rahmán), aki később az Ibériai-félszigetre menekült, és ott córdobai székhellyel megalapította a hispániai Omajjád-dinasztiát. Utódai a várost virágzó kulturális és tudományos központtá tették, és 756–1031-ig fennhatóságuk alatt egy toleráns befogadó jellegű centrum alakult ki a körzetben. 1031 és 1090 között azonban nagymértékű szekularizáció tapasztalható, 23 uralkodóház osztozott meg a területen, amelyek legnagyobb része egy időben létezett.
Az Omajjádok csökkenő politikai hatalma és befolyása lehetővé tette a keresztény mozgalmaknak, hogy egységes offenzívát indítsanak ellenük a „keresztény területek” visszaszerzéséért (reconquista= visszafoglalás). Bár néhány észak-afrikai berber dinasztia, mint az Almorávidák, illetve az Almohádok időlegesen sikereket értek el a keresztény seregekkel szemben, Córdoba 1236-ban, Sevilla 1248-ban került keresztény fennhatóság alá. Granadában még több mint kétszáz évig fennmaradt egy apró királyság, ezt 1492-ben Aragóniai Ferdinánd és Kasztíliai Izabella hódította meg.

## Abbászidák (750–1258)

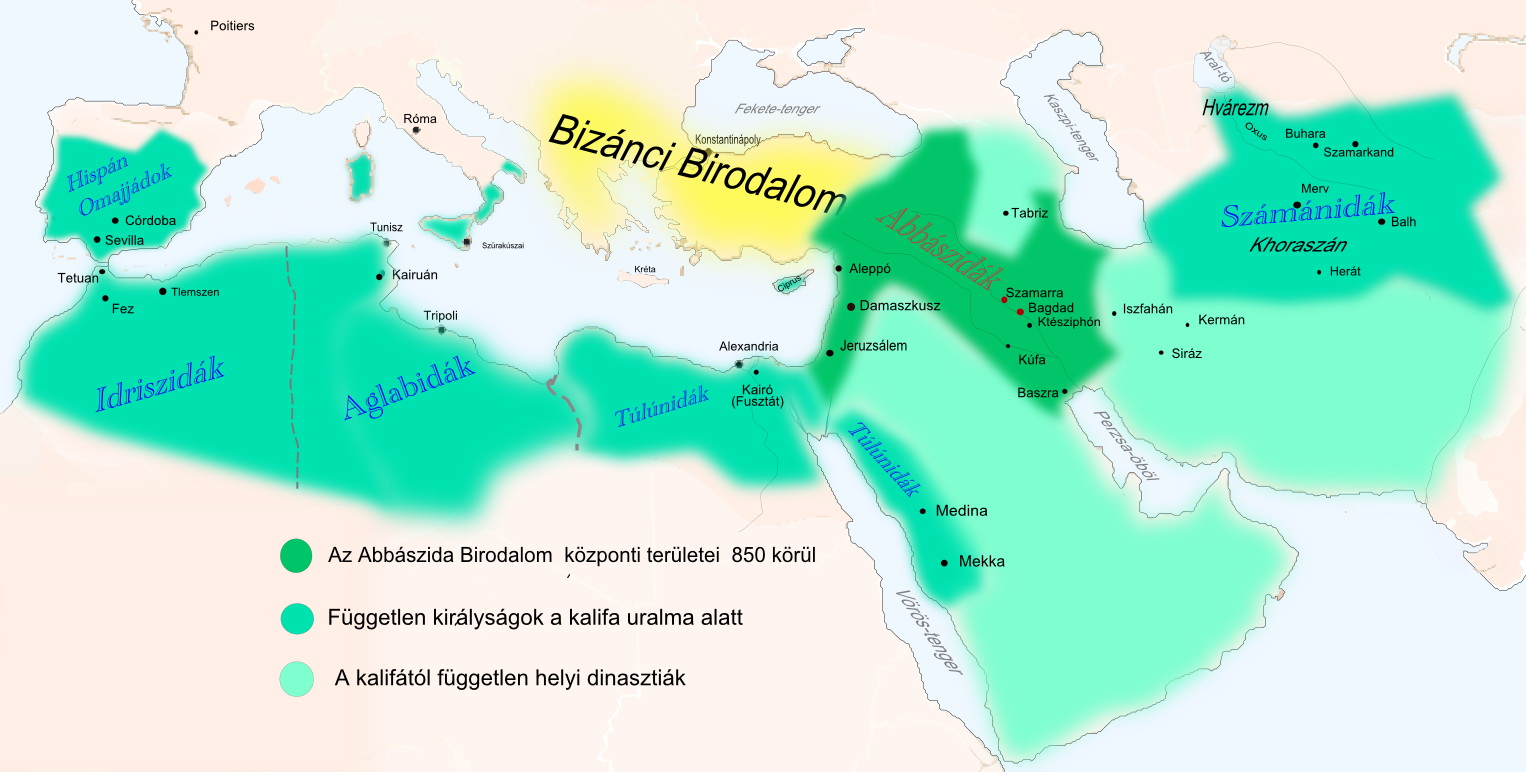
Iszlám államalakulatok az abbászida időszakban, 850 körül

Az Abbászidák al-Abbász ibn Abd al-Mutallib ibn Hásimra, a Próféta nagybátyjára vezették vissza családfájukat, és kezdetben sikeresen egyesítették az elégedetlenkedőket a szír Omajjád-dinasztia megdöntésére. Fővárosukat egy újonnan alapított városba, a mai Irakba, a Tigris folyó mellé helyezték és Bagdadnak nevezték. A kalifa a korszak végére már csak itt uralkodott, mivel hatalmát akkorra már nagymértékben csökkentették az újonnan alakult rivális dinasztiák.
Az Abbászidáknak már nem az Omajjádokra jellemző törzsi összetartozás jelentette a hatalom alapját, hanem maga a vallás, amely az államot erőteljesen arabizálta. Arab lett az állam és a műveltség nyelve, amely képes volt a szíreket, perzsákat, szogdokat, koptokat és zsidókat kulturálisan egyesíteni. Ebben az időszakban alakult ki a Közel-Kelet ma ismert, többé kevésbé egységes arab jellege. Az iszlám ezzel párhuzamosan üldözni kezdte a buddhistákat, manicheusokat, keresztényeket, zoroasztránusokat, mandeusokat, ami elvándorláshoz, illetve elkeseredett felkelésekhez vezetett.
Az abbászida kalifáknak uralkodásuk alatt számtalan lázadással kellett szembenézniük. 752-ben Szíriában a kajsziták (→Omajjádok) lázadtak fel, majd a pártütéssel vádolt abú Muszlim hívei 755-ben, azt követően 760-ban a libanoni keresztények bizánci támogatással, és a koptok lázadása is már 725 óta tartott. Felső-Egyiptomban még mindig egy omajjád (780–785) uralkodott. Észak-Iránban és Transzoxániában 776–779 között egy Mukanna („Elkendőzött”) nevű lázadó vallásháborút indított az iszlám ellen, mivel azonban akkorra már sok áttért muszlim volt a körzetben, ez polgárháborút indukált. Birodalom szerte abbászida büntetőhadjáratok járták a vidéket, és a lázadásokat kegyetlenül vérbe fojtották. A háridzsiták is felkeltek Mezopotámiában, Arábiában, Szíriában, sőt, Iránban még átmenetileg államot is alapítottak, ami ellen a kalifa csapatai hosszan tartó küzdelmet vívtak. Eközben háridzsita berberek foglalták el a táborváros Kairuánt. Ali hidzsázi hívei Jementől Irakig is összeesküvést szerveztek a kalifa ellen. A Próféta két dédunokája Mohamed és Ibrahim 862-ben felkelést robbantott ki, amelyet a kalifa seregei könnyűszerrel levertek.
Az Abbászidákat már saját korukban is ellentmondásosan értékelték. Abú Abbásznak (750–754), a „mészáros” csúfnevet adták. Magát a birodalmat ténylegesen testvére és utóda, al-Manszúr (754–775) alapította , aki birodalmának ideológiai alapot is adott az iszlám teológia és jogtudomány fejlesztésével. Ez nagy előrelépés volt, hiszen a törvényrendeletek, amelyeket alkotott, alapját képezték a mai napig saríának nevezett törvényegyüttesnek. A törvény alapelveivel az iszlám vallástudósok, az ulamák foglalkoztak, az alkalmazási részterületeket a fukahák dolgozták ki (fikh). A fikh a jogi rendeletek és törvények mellett erkölcsi és vallási útmutatásokat is tartalmaz. A közigazgatás szervezésében a fukahák jelentős befolyást szereztek, ekkor indultak meg a nagyszabású hadíszkutatások, amelyek a Korán által nem szabályozott kérdésekben adnak támpontot. Az Abbászidák korszakában alakultak ki a ma ismert jogi iskolák is (madzhabok) Málik ibn Anasz (715–796), Abú Hanifa (699–767), As-Sáfí (767–820), Ahmad ibn Hanbál (780–855) jogi értelmezései alapján.

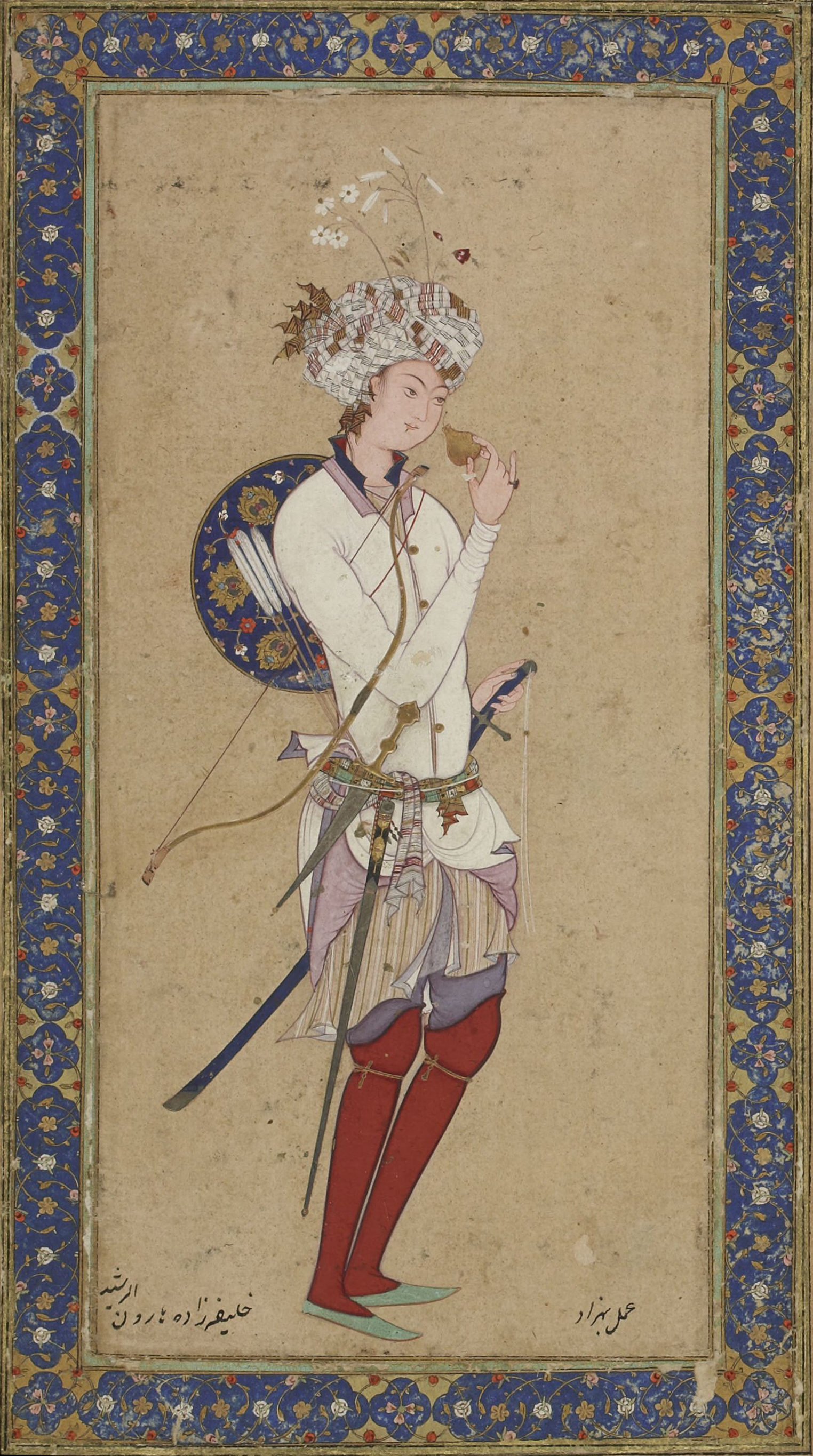
Hárun al-Rasíd, az Ezeregyéjszaka uralkodójának ábrázolása

Az abbászida kor felvirágzása Hárún ar-Rasídhoz (786–809), az Európában az Ezeregyéjszaka meséiből ismert kalifához köthető, de hanyatlása is az ő uralkodásának időszakában kezdődött. A háborús pusztítások és lázadások folyamatosan csökkentették az adóbevételeket a kincstár számára, a kalifák egyre nagyobb mértékben alapozták közigazgatási apparátusukat és a hadsereget vásárolt rabszolgákra, mamelukokra, akik megbízhatóbbnak tűntek, mint a törzsi vagy nemesi csapatok. Ezek idővel veszélyes hatalommá nőttek a kalifa államában.
Rasid halála után fia, al-Mamún (813–833) következett a trónon, akinek uralkodása alatt a politikai széthúzás fokozódott, ám kulturális vonatkozásban uralkodása az abbászida korszak csúcspontjának tekinthető. Antológiákba gyűjtötték az arab, perzsa költészet alkotásait (al-Hamasza), és ezek az új művek már nem a törzsi arab hősköltemények mintáira készültek, hanem az udvari élet pompáját, az élet mulandó dolgait dicsőítették. A tudományok és művészetek állami támogatásban részesültek. Megkezdődött a görög filozófusok műveinek lefordítása, Arisztotelész hatása alatt alkotott a turkesztáni al-Farábi, de indiai és görög tudásra épített al-Horezmi, akinek algebráról szóló könyve Európában is elterjedt. A filozófia a fénykorát élte, különösen két nagy téma váltott ki élénk érdeklődést: az ember akaratszabadságáról szóló viták, illetve a Korán teremtett, vagy teremtetlen volta (→kalám). Az egyik iskola, amely tagadta a Korán örökké létező voltát, mutaziliták („elkülönülők”) néven lettek ismertek. Tanításuk lehetővé tette a dogmatika átformálását a kor kihívásainak megfelelően. 827-ben al-Mámún a mutaziliták tanait kötelező érvényűvé tette, azok ellenfeleit kegyetlenül üldözte.
A birodalom baszrai kikötőjéből megélénkült az Indiába, Afrikába irányuló kereskedelmi forgalom, így keleten eljutottak Kanton, Ceylon, Jáva kikötőkig, illetve Afrikában Zanzibár, Mozambik is bekapcsolódott az iszlám vérkeringésébe.

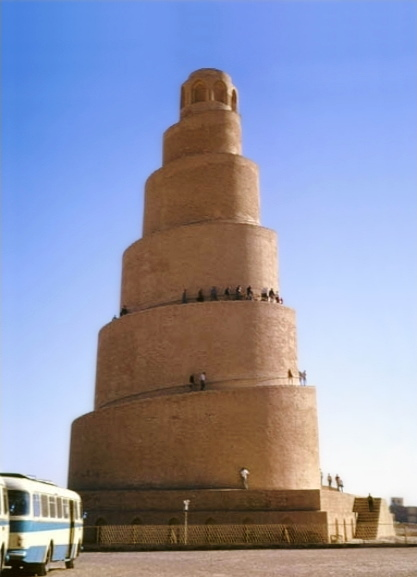
A szamarrai nagymecset

A városok ellenállása a fényűző udvar és a török zsoldoscsapatok ellen olyan méreteket öltött, hogy al-Mámún utóda, al-Mutaszim új birodalmi székhelyet épített Bagdadtól északra a Tigris folyó keleti partján, Szamarra néven (836). Itt építette fel az uralkodásban őt követő al-Mutavakkil (847–861) a valaha emelt legnagyobb mecsetet, amely mintegy százezer hívő befogadására volt alkalmas.
Erre a korszakra jellemző a török katonarabszolgák burkolt hatalomátvétele is, akiknek maga, al-Mutavakkil is az uralomra jutását köszönhette. Hatalomra kerülése után a mutaziliták ellen fordult, és a nem muszlimok, valamint a síiták üldözésébe kezdett. Utódai uralkodását a véres trónviszályok és a teljes török hatalomátvétel elleni küzdelem jellemezte. Al-Mutamid (870–891) és testvére energikus uralkodása alatt a birodalom némileg megerősödött, központja ismét Bagdad lett.
Hispániában virágkorát élte a kis omajjád állam, Marokkóban, Fez környékén az Abbászidáktól független helyi hatalmak jöttek létre. Afrika északi területein, Tuniszban az Aglabidák uralkodtak, akik névleg ugyan elismerték az abbászida kalifátust, de gyakorlatilag függetlenek voltak tőle. A birodalom kisebb hatalmi központokra forgácsolódott szét.
Egyiptomban a Tulunidák függetlenítették magukat a kalifától, időlegesen megszállva Szíriát, Palesztinát. A keleti tartományok is veszélybe kerültek, az afganisztáni határvidéken Jákub ibn Laisz (a „Rézmetsző”) szervezett felkelést (869), és fokozatosan bekebelezte Irán nagy részét, elfoglalva Sirázt. Seregeivel Bagdad ellen is vonult, de ezt a támadást al-Muvaffak el tudta hárítani. Még a 9. század elején a transzoxániai térségben létrejött az első iráni iszlám államalakulat, a Számánidák birodalma, Buhara központtal.

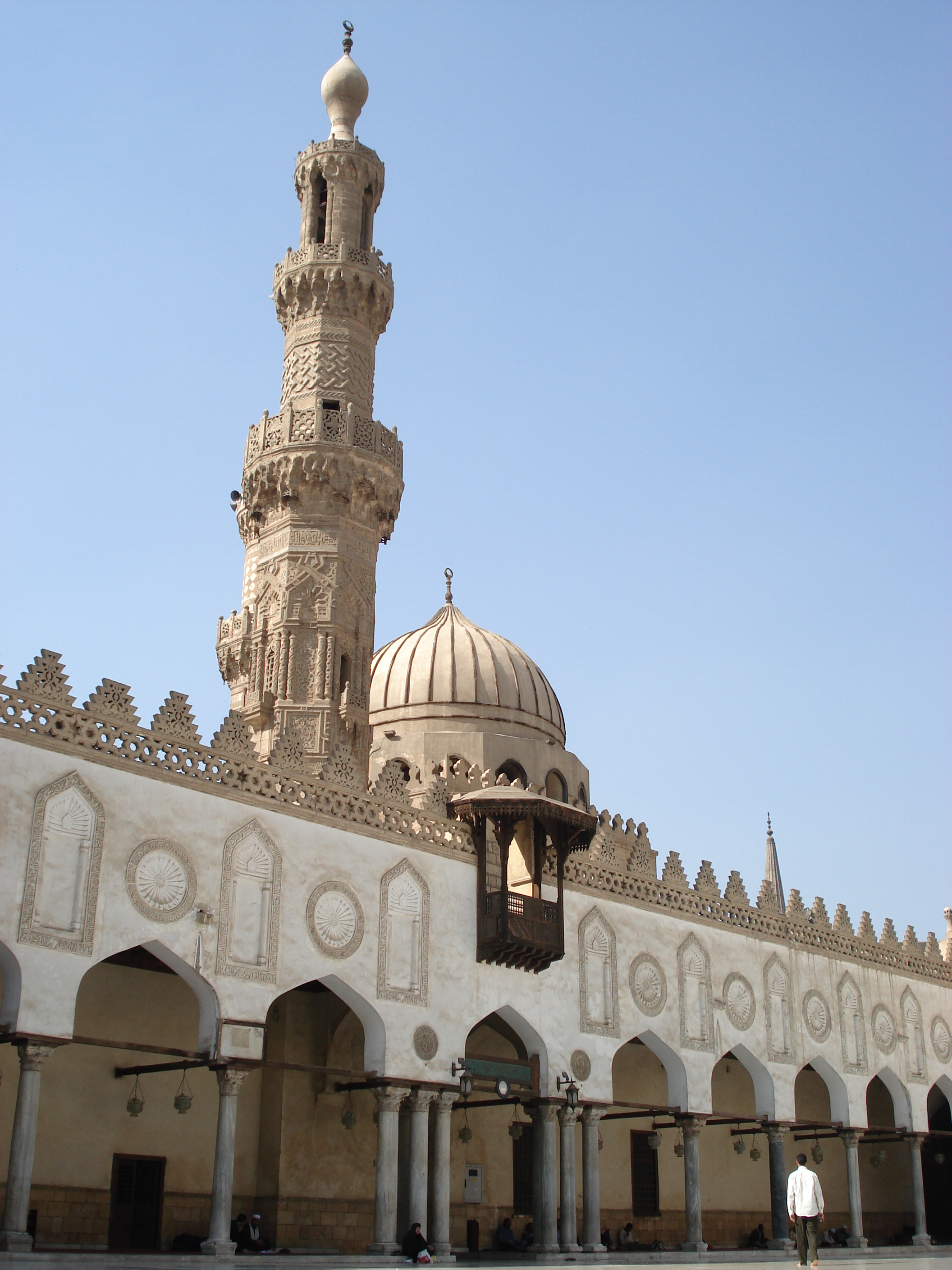
Az al-Azhar egyetem

A bagdadi kalifátusnak 869-ben nagyszabású rabszolgalázadással kellett szembenéznie. A rabszolgák („zandzs”) külön államot hoztak létre a dél-iraki Muhtara központtal. A kalifa mintegy tizennégy éven keresztül harcolt ellenük, végül győzelme után kegyetlenül kiirtotta őket. A folytonos lázongások különböző szekták létrejöttét segítették, ekkor alakultak meg az első szúfirendek, ekkor tűnt fel al-Halládzs (a „Gyapjúkártoló”) aki Isten megtestesülésének vallotta magát. A misztikus tanok népszerűek voltak a nép körében, és a művelt muszlimok nagy része is úgy vélte, hogy a filozófia merő spekuláció, mivel Isten átérzése az egyetlen út hozzá.
A birodalom széthullása a hatalmi harcok és a lázongások miatt rohamosan gyorsult. Szíriában és Észak-Mezopotámiában a Hamdánidák ragadták magukhoz a hatalmat, míg az iráni területeken a síita Bújidák tűntek fel 932-től, akik 945-től Bagdadot is megszállták, és a kalifátust gyakorlatilag gyámság alá helyezték. Ettől az időszaktól a kalifa már csak vallási vezető volt, tényleges hatalom nélkül.
A bujida birodalom polgárháborúk közepette esett szét (1055), míg Egyiptomban az Ihsídidák (935–969) kerültek hatalomra, akiket a síita (iszmailita) Fátimidák üldöztek el. A Fátimidák az Aglabidák uralmának megdöntésével kerültek hatalmi helyzetbe. Kairó központjában e korszakban épült fel az iszlám legrégibb egyeteme, az al-Azhar, amely a mai napig az arabság ilyen jellegű legfontosabb intézménye.
A 10. században a törökök első néphulláma indult meg a Számánida Birodalom területéről, közülük az oguz eredetű szeldzsukok, áttérve az iszlámra hatalmas birodalmat hoztak létre az Oxus és a Fekete-tenger közötti területen (Nagyszeldzsuk Birodalom), és a Bújidákat elüldözve felvették a „Kalifa Védelmezője” címet Bagdadban. A szeldzsukok bukása után birodalmukon a Hvárezmi-sahok osztoztak, akiket a mongolok söpörtek el a történelem színpadáról. 1257-ben a mongol csapatok Hülegü ilhán vezetésével Bagdad előtt álltak, és az utolsó abbászida kalifához, al-Musztaszimhoz (1242–1258) intéztek ultimátumot. 1258 januárjában a főváros elesett, és az abbászida kalifátus mintegy ötszáz éves fennállás után megszűnt létezni.

## Tunézia és Egyiptom

### Aglabidák (800-909)

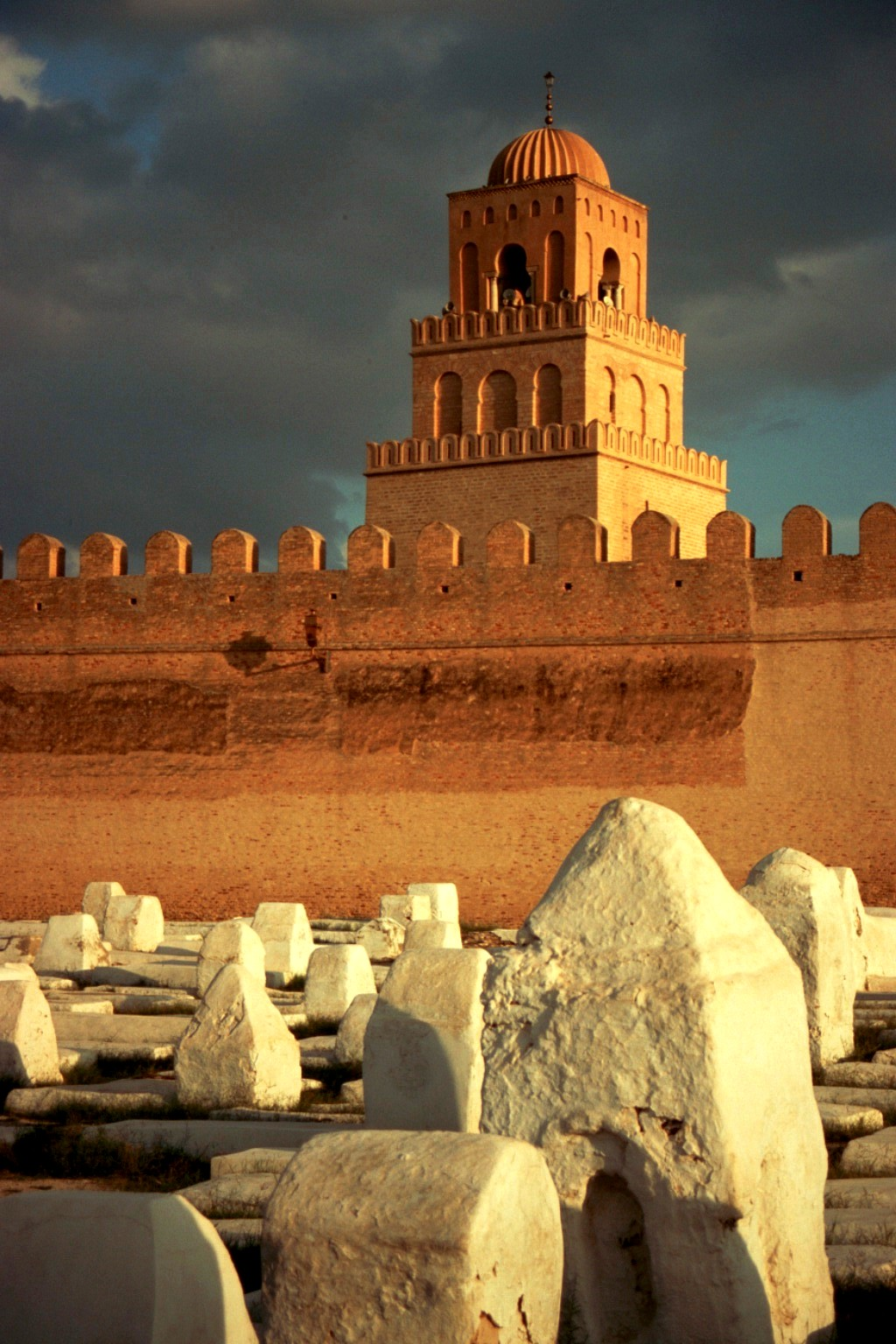
A 9. század végén, az aglabida korszakban épült kairuáni nagymecset.

Amikor 800-ban Hispániában az omajjád állam a virágkorát élte, és a marokkói Fezben az Idríszidák kormányoztak, akkor Tunéziában, az Abbászidák afrikai provinciáiban (Ifríkija) Harun ar-Rasid kalifa Ibráhim ibn al-Aglabot tette meg kormányzónak, akinek székhelye Kairuánban volt. Al-Aglab jelentős autonómiát kapott azzal a feltétellel, hogy az Abbászidáknak adót fizet és elismeri a kalifa fennhatóságát. Kiterjedt nyugat-európai kapcsolatokkal rendelkezett, még a frankok is felkérték szövetségesnek a hispán omajjádok ellen. Al-Aglab Nyugat-Afrikából zsoldoshadsereget szervezett, és annak segítségével alakította ki gyakorlatilag független államát. Észak-Tunézia agrárterületeire támaszkodva és felhasználva a hajdani római és bizánci kikötők adta lehetőségeket, fejlett hajóhadat szervezett, amelyekkel jelentősen befolyásolta a földközi-tengeri kereskedelem alakulását. Mivel a bizánciak Szicília és Dél-Itália birtoklásával jelentős stratégiai előnyöket élveztek, elkerülhetetlen volt Bizánc és az Aglabidák összeütközése. 827-ben a muszlimok Szicília ellen vonultak, és 15 évnyi háború után, Dél-Itáliával együtt meghódították. A 842. évi tarantói ütközet után, amikor a velencei flottát is elpusztították, ostrom alá vették Nápolyt, majd Róma ellen vonultak, ahol kifosztották a Szent Péter-bazilikát. Az aglabida hódítást csak hajóhaduk teljes megsemmisítése után sikerült megfékezni (Ostia, 849). Palermóban 831-ben, Szürakuszaiban 871-ben jelentős politikai és kulturális centrumot alakítottak ki.

### Túlúnidák (868–905)
Ebben az időszakban Egyiptom is függetlenségi törekvésekkel lépett fel az Abbászidákkal szemben. Ahmad ibn Túlún, török származású tiszt zsoldoscsapatainak segítségével megszállta a Nílus völgyét, majd 877-ben Szíriát. A Túlúnidák becsvágyó célokat tűztek ki maguk elé, túl akarták szárnyalni a szamarrai abbászida főváros pompáját, hatalmas mecseteket (Ibn Túlún-mecset), díszes palotákat építettek Fusztátban (Kairó). A Túlúnidák üldözték a koptokat, főleg azok kereskedelmi tevékenysége ellen léptek fel, azonban szigorúan ellenőrzött közigazgatásukat mégis kopt mintára szervezték meg. Államilag támogatták az öntözéses gazdálkodást, ami Egyiptomot gazdaságilag virágzó tartománnyá tette. A Túlúnidákat az abbászida csapatok győzték le 905-ben, akik mintegy harminc évre magára hagyták a területet, míg végül 935-ben török kormányzót neveztek ki Egyiptom élére. Muhammad ibn Tugdzs 939-ben felvette a perzsa al-Ihsíd (herceg) uralkodói címet, és az Ishídidák (935–969) dinasztiájának első uralkodója volt. Az Ishídidák hamarosan Szíriában is átvették a hatalmat, azonban a nyugat felől támadó ellenséges népcsoport, a Fátimidák, 969-ben elűzték őket.

### Fátimidák (910-1171)

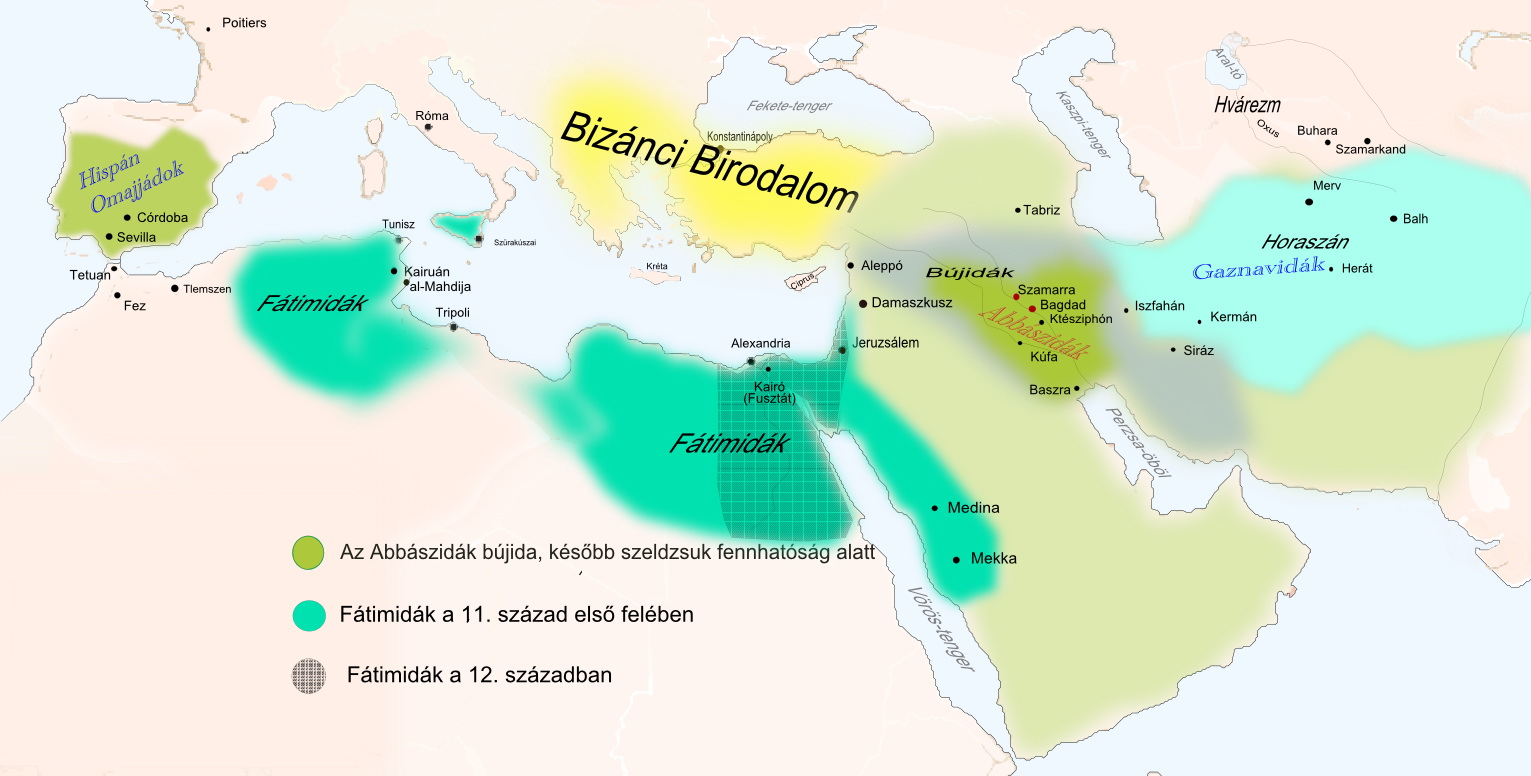
A Fátimida kalifátus a 11-12. században

A Fátimidák eredete ma is viták tárgyát képezi. Feltételezések szerint a 9. század végén a síita iszmaelita mozgalomban tűntek fel Dél-Irakban (Huzisztán). A Fátimidák úgy tartották, hogy az uralkodójuk, a mindenkori imám a Próféta lányától, Fátimától származik, és hittek a rejtőzködő imámban (al-Mahdi), aki letaszítja majd a trónbitorló abbászida kalifát és megteremti a muszlimok egységét. Mivel ezekért a tanokért a szunnita Abbászidák üldözték őket, Dél-Irakból a szíriai Szalamíjjába menekültek, és ott térítettek. Ubaddialláh, a Fátimidák vezetője a monda szerint elküldte Abú-Abdalláh as Síi misszionáriust az ifríkijai Aglabida Birodalomba, aki a hegyi pásztorok és parasztok csapataival 909-ben megszállta Kairuánt, és letaszította az aglabida uralkodót a trónról. Ubaddialláh Abú-Abdalláh után Ifríkijába ment, és itt alapította meg a Fátimidák dinasztiáját 910-ben. Fővárosuk akkor még a Kairuán melletti al-Mahdíja volt. Abú-Abdalláh as Síi eltávolításával Ubaddialláh kalifának kiáltotta ki magát. Ekkor fordult elő először, hogy a kalifátusi egység megbomlott, és ellenkalifátus alakult az iszlám világban.

## Keleti tartományok, Közép-Ázsia és Kis-Ázsia
Az iszlám fennhatósága a keleti tartományok szempontjából jelentős Transzoxániában a 751-es talaszi csata után szilárdult meg, amikor az arab seregek a karluk törökökkel szövetkezve legyőzték a kínaiakat. Ez a terület mint kereskedelmi, mint hadászati szempontból jelentős volt, egyúttal a keleti és nyugati népcsoportok keveredésének egyik színterének számított. Az iráni-török népesség kapcsolatai révén új színt vitt az iszlám fejlődésébe, a török törzsek fokozatos beáramlása iráni területre hatalmas birodalmak kialakulását tette lehetővé.
A karlukok a Balhas-tó mentén, 776 körül az iráni eredetű szogdok városait magukba olvasztva államot alapítottak. A szogdok a Szír-darjától délre fekvő területekről menekültek a már akkor rendkívül aktívan betörő arab törzsek támadásai elől. 874-ben Buhara körül kialakult iszlám tartományok az iráni eredetű Számánidák (875–999) államában egyesült, amely Transzoxánia, Kelet-Irán, azaz Horászán térségeket egyesítette.
A harcedzett török harcosok rendkívül keresettek voltak, a Számánidák exportárui közül kiemelkedő szerepet játszottak a török rabszolgák. Az Abbászida kalifa hadseregének magva is 850 körül törökökből állt, de Egyiptom arab kormányzói, például a Túlúnidák is közép-ázsiai törökök voltak. A Számánidák bukása után 960-ban a Karahánidák karluk dinasztiája egyesítette a közép-ázsiai területeket, elűzve több népcsoportot nyugat felé. Többek között ez a mozgás volt az, ami a magyarokat vándorlásra késztette.
A 9. század közepétől a hanyatló Abbászida Birodalom több kisebb helyi emírségre, hatalmi központokra esett szét. Csak fővárosuk, Bagdad körül tudták megőrizni politikai és katonai befolyásukat, nyugaton a síita Fátimidák szakadár dinasztiája, keleten török eredetű hadseregek parancsnokai gyakorolták a tényleges hatalmat.
A 11. századtól török népcsoportok hullámai árasztották el a közép-ázsiai sztyeppéket, és fokozatosan kiszorították onnan az ott élő iráni és arab népességet. Az első nagy vándorlási hullám a széthulló iráni eredetű Számánida Birodalom területéről indult ki. A török népek mint rabszolgakatonák és zsoldosok részt vettek a kisebb helyi csatározásokban és szerepük a hatalmi villongásokban fokozatosan nélkülözhetetlenné vált. A nomád életmódot folytató karluk és oguz törzsek (utóbbiak élén Szeldzsuk törzsfővel) még számánida zsoldban áttértek az iszlámra. Amíg a karahánidák („fekete kánok") dinasztiája alatt a Tarím-medencétől a Balhas-tóig sztyeppeállamban éltek, a Gaznavidákkal szövetkezve 1000 körül elhódították a Számánidáktól Transzoxániát. Az iszlám hitre tért török nagykánok fejlett kézműipart, kereskedelmet, mezőgazdaságot örököltek a meghódított népcsoportoktól.

### Gaznavidák (977–1186)

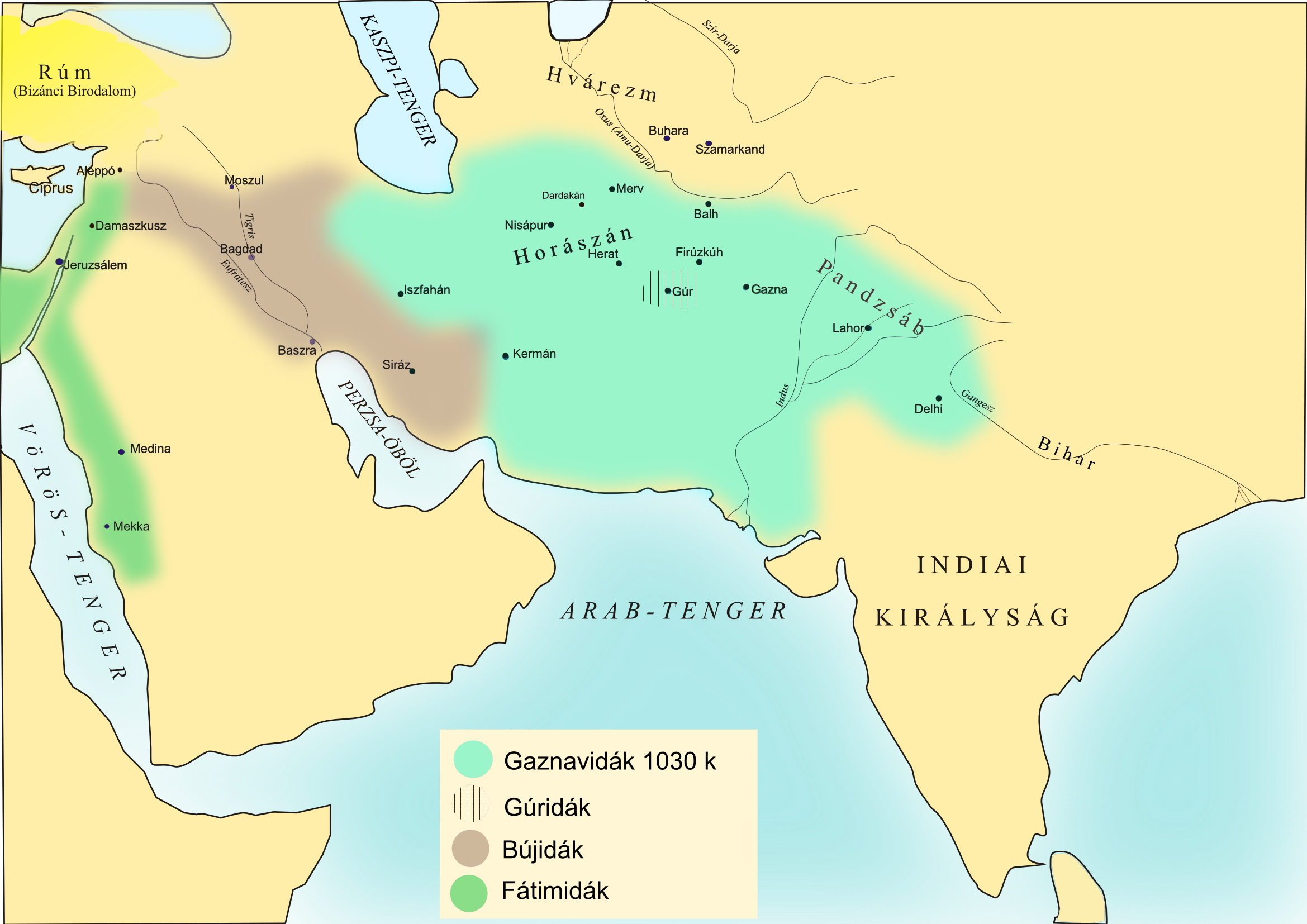
Gaznavidák, Gúridák, Bújidák 1030 körül

Az abbászida kalifa fennhatóságát elismerő, de gyakorlatilag független Számánidák birodalma már leáldozóban volt, amikor a török származású parancsnok, Alptegin kapta meg azt a feladatot 961-ben, hogy biztosítsa a Számánidák fennhatóságát a horászáni térségben. A terület teljhatalmú uraként azonban képtelen volt biztosítani saját utódlását, ezért visszavonult a kelet-afganisztáni Gazna hegyei közé, ahol a Számánidák alattvalójaként független emírséget alapított.
977-ben Szebüktegin (977–998) török rabszolgavezér átvette a hatalmat, és kiterjesztette a uralmát a mai Afganisztán egész területére. Fia, Mahmúd (998–1030) erősen militáris államot szervezett, amely főként rablóhadjáratairól volt hírhedt az iszlám világban. A kialakult Gaznavida Birodalom hamarosan komoly fenyegetést jelentett a Bújidákra, a Számánidákra és a Karahánidákra egyaránt. Jelentőségét növelte, hogy a törökök már nem mint „gázik" jelentek meg az iszlám népek történelmében, hanem mint államalkotó erő, amely önálló politikai és kulturális központot hozhatott létre a peremterületeken.
A Gaznavidák kezdték meg India meghódítását az iszlám számára. Mahmúd rabszolgákból álló serege élén mintegy tizenhét hadjáratot vezetett, főleg Pandzsáb államba, és a gazdag zsákmánynak köszönhetően folyamatosan növelhette haderejét. Állandósult dzsihádja miatt a „hitetlenek kalapácsának” nevezték. A szunnita ortodoxia harcos képviselőjeként szembeszállt a síita tanokkal, különösen az iszmáilitákkal. Az abbászida kalifával jó viszonyt ápolt. Gazdagságát a főváros (Gazna) építészeti alkotásaiban örökítette meg és támogatta a művészeteket, a kultúrát. Udvarában alkotott Firdauszí (†1020), aki hatvanezer soros költeményét a Sáhnáhmét (Királyok könyve) Mahmúdnak ajánlotta.
Mahmúd utódainak nem sikerült egyben tartani a birodalmat. A szeldzsukok, akik ekkor már Hvárezm és Észak-Irán urai voltak, a dandakáni csatában győzelmet arattak felettük, és bár a hadakozás még csaknem húsz évig tartott, a Gaznavidák visszaszorultak Kelet-Afganisztán, Beludzsisztán, és Északnyugat-India területére. A 12. század folyamán azonban új ellenséggel kellett szembenézniük, az ugyancsak horászáni területről, Afganisztán belső elzárt vidékéről feltörekvő Gúridákkal, akik a gaznavida területeket meghódítva Indiáig üldözték őket. 1161–ben Gazna elesett, utolsó területeiket Indiában 1186-ban vesztették el (Lahor).

### Nagyszeldzsukok (1037–1194)

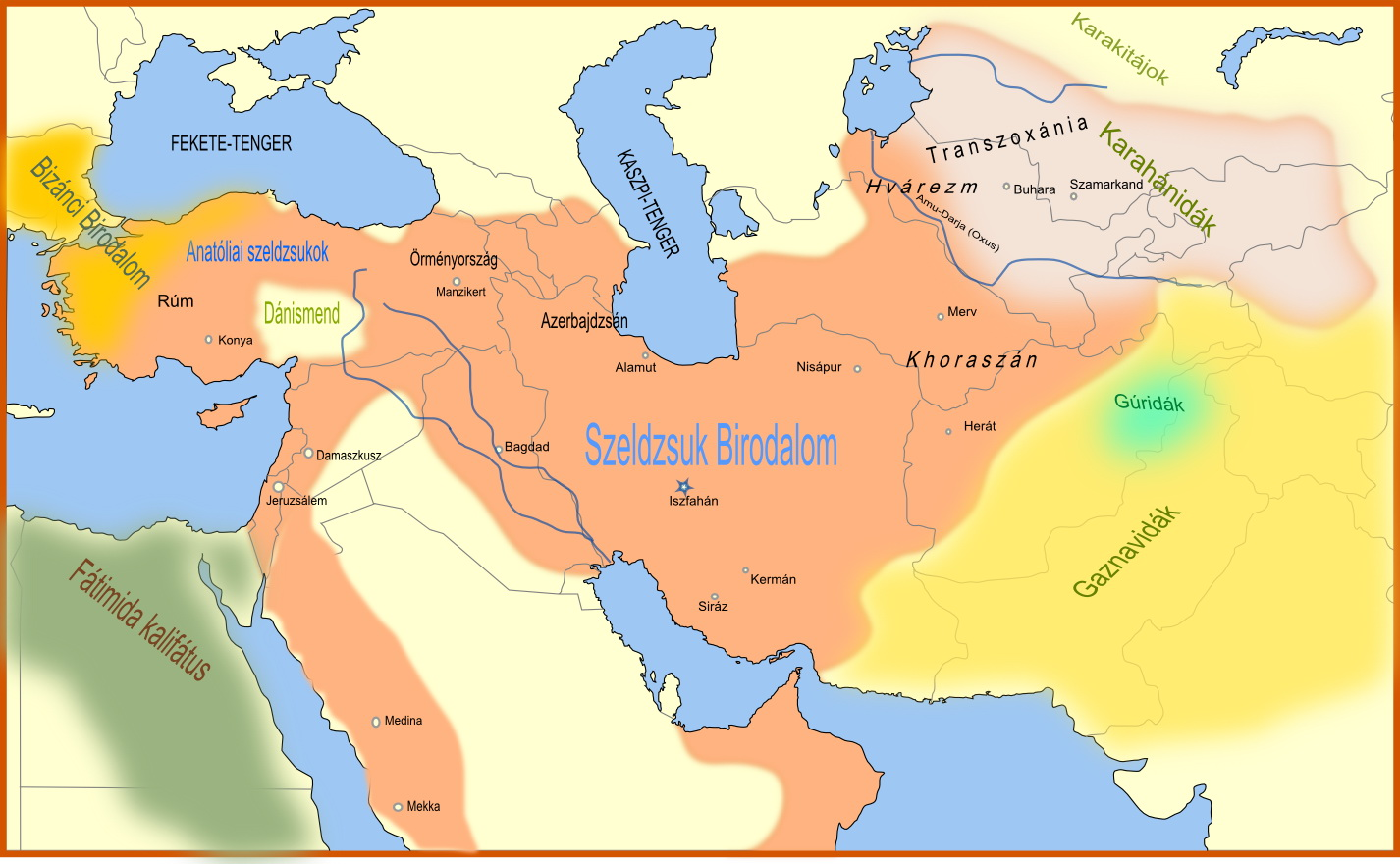
A Szeldzsuk Birodalom kiterjedése, 1092

Az egyik karahánida alattvaló, az oguz törzscsoport két részre vált, és egyik águk, az azóta türkménnek nevezett nemzetség bevonult Iránba, ahol 1039-ben meghódították a Gaznavidáktól Horászánt, Balfot, majd 1040-ben véglegesen átvették a Gaznavida Birodalom felett az ellenőrzést.
Szeldzsuk törzsfő unokája, Dzsagri bég Közép-Ázsiában alakított ki hatalmi centrumot, másik unokája Tugrul bég (990–1063) dél felé hódított. 1055-ben meghódította Bagdadot és felszámolta a Bújidák dinasztiáját, akik az Abbászida kalifát fogságban tartották. Togril unokaöccse és utóda Alp Arszlán (1063–1072) 1072-ben meghódította a Fátimida fennhatóság alatt álló Szíriát, majd egy évvel később elfoglalta Jeruzsálemet. A Bizánci Birodalommal Manzikertnél ütköztek meg, Orbán pápa ennek a vereségnek a hatására, illetve Jeruzsálem elfoglalásának hírére hirdette meg az I. keresztes hadjáratot.
A Szeldzsukok már a Földközi-tengertől a Tiensanig terjedő hatalmas területét uralták, az iszlám világ történelmének egyik legnagyobb birodalmát kormányozva, és mint Nagyszeldzsuk Birodalom váltak ismertté az utókor számára.
Alp Arszlán, illetve fia Malik sah (1072-1092) a harmadik szultán, vezírére Nizám al-Mulk-ra, a gaznavida iskolát járt perzsa származású politikusra bízta a birodalom megszervezését. Nizám al-Mulk nevéhez fűződik a birodalom szerte azonos elvekre épülő medresze rendszer kialakítása, amelyben a jövő iszlám tudósait képezték. Védence, a filozófiában és a hittudományokban (→kalám) jártas al-Ghazáli újraértékelte a görög filozófia eredményeit, és összevetve az arab filozófusok műveivel, arra a megállapításra jutott, hogy végső soron az Istenhez vezető út Allah belső átélésén keresztül vezet. Ezzel az ortodoxia részéről addig vegyes megítélésben részesülő szúfizmust a valláson belül legitimizálta.
A Nagyszeldzsuk birodalom sem kerülhette el a hatalmi harcok, politikai széthúzás, és a központi vezetés gyengeségének következményeit. A feudális anarchiába zuhant birodalom könnyű prédája volt a függetlenedni vágyó, kisebb regionális katonai központoknak, akik az állami földterületeket szolgálataikért kapták, és területükön önálló kánságokat hoztak létre, ahol dinasztiákat alapítottak. Ez az egész birodalom szétesését eredményezte, és a még török törzsi rendszerből örökölt atabégek intézménye ezt a folyamatot felgyorsította. Ez a hivatal többnyire magas rangú katonai vezetők kiváltsága volt. Az egyik legjelentősebb atabégek által alapított dinasztia a Zengidák voltak.

### Anatóliai szeldzsukok - Ikóniumi szultánság (1077–1307)
A szeldzsukok anatóliai jelenléte a viszonylagos önállósággal rendelkező Rúmi szultánság (Ikóniumi Szultánság) kialakulását eredményezte, amely a Nagyszeldzsukok egyik tartománya lett, és amelynek viszonylag hosszabb ideig sikerült megőrizni egységét a hatalmas Szeldzsuk Birodalom szétesése után is.
Fennállásának csaknem két és fél évszázada alatt (1077–1307) Anatólia (Rúm) önálló kulturális fejlődésnek indult. A szúfizmusnak elkötelezett Dzsalál ad-Dín Rúmí (1207–1243) itt alkotta legjelentősebb költői műveit, itt alapította meg az iszlám világszerte híres, máig fennálló rendjét, a Mevlevi rendet (kerengő dervisek). Az iszlám kultúrát a bizánci hagyományokkal ötvözve, fővárosuk Konya (Ikónium) palotái gazdag külső szobordíszítésekkel emelkednek ki az amúgy nonfiguratív iszlám művészetből. A legrégebbi fennmaradt iszlám típusú szőnyegek is rúmi szeldzsuk eredetűek.
A rúmi szeldzsukok a bizánciakkal folytatott állandó csatározásokban folyamatosan nyugat felé terjesztették ki birodalmuk határát, a 13. század közepén már Konstantinápoly elfoglalása állt küszöbön. Erre jó esélyük volt, ugyanis a velenceiek által uralt egykori főváros nem volt olyan erős, hogy ellenálljon a török nyomásnak. A görögök (Nikaiai Császárság ) 1261-ben, amikor Konstantinápolyt a latinoktól visszafoglalták, helyreállították Bizánc erős véderejét, és a török gázikat visszavonulásra késztették.

### Gúridák (1148–1215)

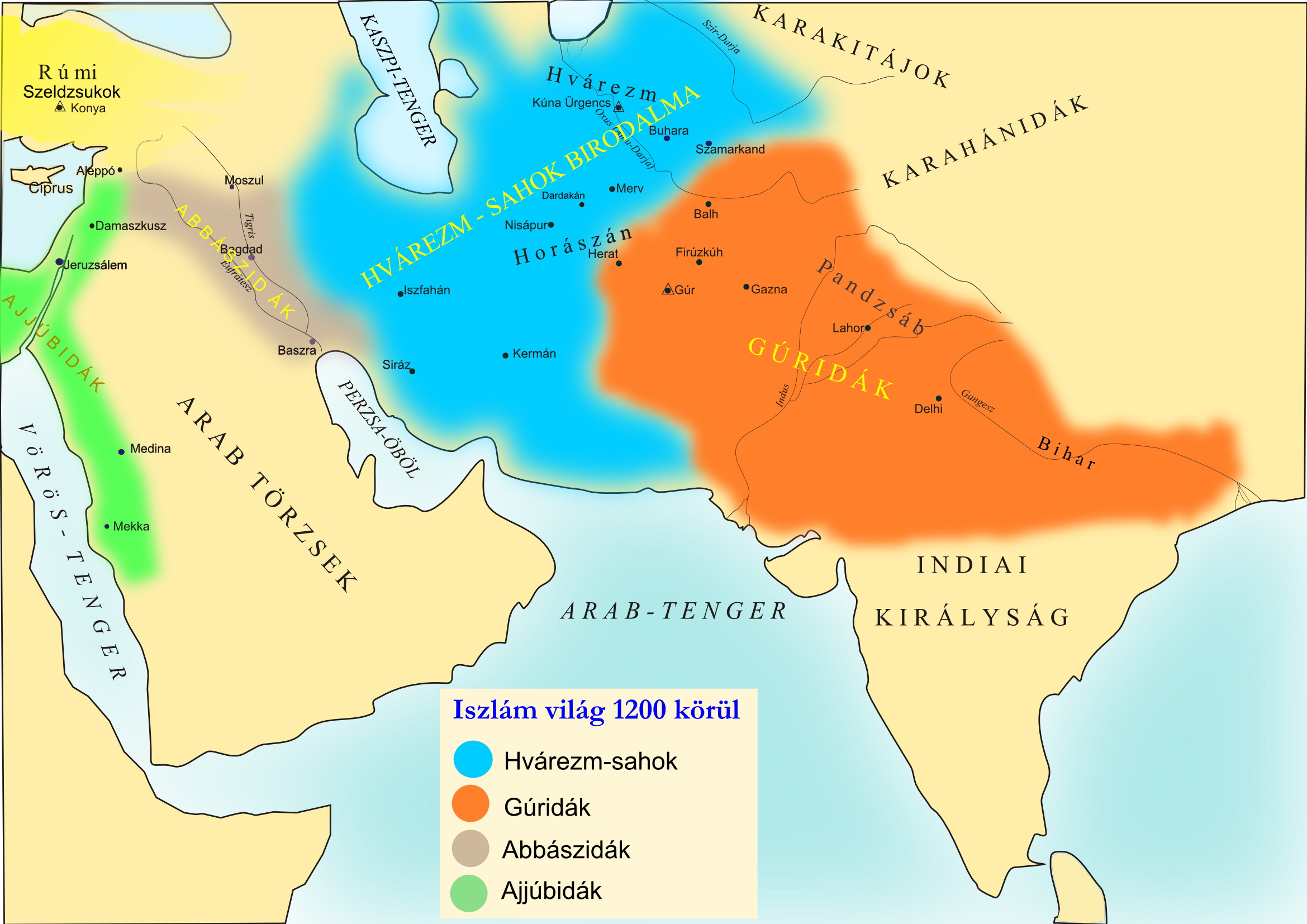
Közép-Ázsia a 13. század elején

A Gúridák történelme szorosan kötődik a Gaznavidák történetéhez. A mai Afganisztán eldugott hegyei közül emelkedtek ki, és a Gaznavidák fennhatóságát a közép-ázsiai térségben átvéve Indiába mélyen benyúló (a Bengáli-öbölig) terjedő birodalmat hoztak létre. Bár történelmüket a 11. század elejétől számítják, amikor az iráni-afgán Sánszabáni család Gúrban hatalmi bázist alakított ki, igazán jelentős birodalommá a 12. század derekától fejlődött. A Gaznavidákkal folytatott hadakozások során kezdetben alulmaradtak, és mint vazallusok vettek részt uraik indiai hadjárataiban. Amint a szeldzsukok lassan felőrölték a gaznavida birodalom nyugati tartományait, a Gúridák kihasználták az alkalmat a leszámolásra, és elfoglalták a Gaznavida fővárost Gaznát (1150), majd a Gaznavidákat fokozatosan Pandzsábba szorították, ahol 1186-ban azok kénytelenek voltak feladni utolsó fővárosukat, Lahort, végül Delhinél végső vereséget szenvedtek (1192).
A Gúridák hatalmuk csúcsán Kelet-Irán, Afganisztán, és India északi területeit uralták, csaknem a Kaszpi-tengertől a Gangeszig. Ez a tündöklés azonban nem tartott sokáig. A Szeldzsuk Birodalom szétesését kihasználó Hvárezm-sahok, ahogy fokozatosan a szeldzsukok helyére léptek, könnyen felszámolták a belső hatalmi harcoktól szabdalt gúrida birodalom nyugati tartományait (1206).
1206-ban indiai területükön a török származású Kutb ad-Dín Ajbak, a Gúridák rabszolgahadseregének parancsnoka Delhi meghódítása után független szultanátust alapított (Delhi Szultanátus 1206–1526). A Gaznavidák és a Gúridák hódításaikkal az iszlám kultúrát olyan vidékekre terjesztették ki, amely rendkívül összetett politikai és vallási szerkezetével merőben eltért a nyugati és közép-ázsiai világszemléletektől. Ezekben a tartományokban mutatkozott meg először a vallás különleges képessége arra, hogy szülőhelyétől távol, évezredes kultúrák talaján is képes gyökeret verni.

### Hvárezm-sahok (1077–1231)
A 10. század végén a transzoxániai térségben a Számánidák birodalma a Gaznavidák és Karahánidák támadásának esett áldozatul, amely a térség eltörökösödését eredményezte. Az itt kialakult helyi kánságok geopolitikai helyzetüknél fogva egyre inkább meghatározó szerepet töltöttek be a kereskedelmi utak ellenőrzésében és jelentős vagyonokat halmoztak fel, melynek segítségével erős hadsereget tarthattak fenn. A kezdetben Kath, majd később Kúna Ürgencs központokkal kormányzó kánok rövid Gaznavida alávetettség után a szeldzsukok szolgálatába szegődtek, akik rájuk bízták Hvárezm tartomány igazgatását. A feltehetően török származású Anús-tigin 1077-ben lett helytartó, és utódai a Hvárezm-sah címet felvéve kormányoztak. A távoli tartományokra jellemző elszakadási törekvések hamarosan jelentkeztek, amire a Szeldzsuk Birodalom polgárháborús viszonyai rövidesen alkalmat is adtak. Kezdetben a mongol eredetű karakitájoknak adót fizetve biztosították hátországukat, így Nyugat-Irán felé tudtak terjeszkedni, ahol 1170 körül elfoglalták Nisápurt. Alá ad-Dín Tekes (1172–1200) 1192-ben bevonult Rejbe, és ahogy a Bújidák és a Nagyszeldzsukok is, a bagdadi kalifától elnyerte a "Kalifa Védelmezője" címet. 1199-ben Tekes Irak, Horaszán és Turkesztán szultánja címet is megkapta.
A Hvárezmi Birodalom Tekes fia, Alá ad-Dín Mohamed (1200–1220) uralkodása alatt érte el hatalma csúcspontját. 1206-ban Mohamed a Gúridák területeit birodalmához csatolva (1208-ban foglalta el Herátot), majd a karakitájokkal kötött megállapodást is felrúgva a Karahánidákkal kezdett háborút.
1215-ben Mohamed felvette a diplomáciai kapcsolatot Dzsingisz kánnal, aki Kína leigázása után hvárezmi területeken keresztül akart kereskedelmi útvonalat létesíteni nyugat felé. A megállapodást 1218-ban Utrar kormányzója hiúsította meg, amikor egy mongol kereskedőkaraván tagjait kivégeztette.
A keleti muszlim birodalmak sorsa ezzel a döntéssel évszázadokra megpecsételődött. Dzsingisz kán mongoljai a hat évszázados iszlám kultúrát kegyetlenül elsöpörték a közép-ázsiai térségből.

## Ajjúbidák, keresztesek és Mamlúkok

### Keresztes háborúk, Ajjúbidák (1171–1341)

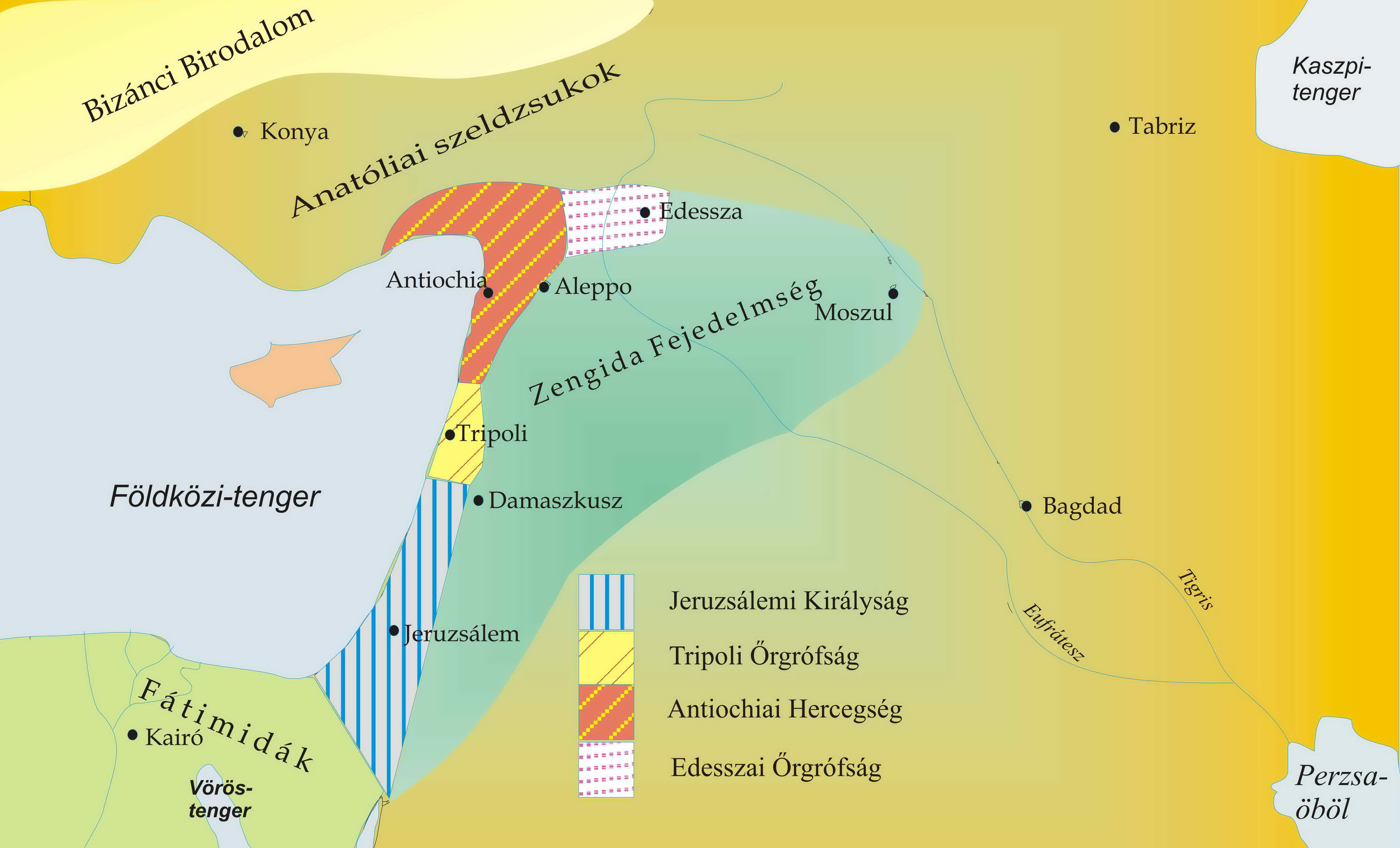
Keresztény államok a Közel-Keleten a 12. században

A szeldzsukok 1071-es manzikerti csatában a Bizánci Birodalom felett aratott győzelmükkel fokozatosan kitolták az iszlám világ határait nyugat felé. Mezopotámia, Irán, Horászán, Kis-Ázsia hatalmas területeinek meghódítása után már közvetlen veszélyt jelentettek az európai kereszténységre. Bizánc (Alexiosz Komnénosz) segítségért kiáltott, és II. Orbán pápa meghirdette az első keresztes hadjáratot, melynek során a keresztény hadak elfoglalták Szíriát és Palesztinát. Jeruzsálem 1099-ben kegyetlen mészárlás során került keresztény fennhatóság alá, és ez lett az újonnan létrejött Jeruzsálemi Királyság fővárosa is.
Núr ad-Dín (1146–1174), a zengida atabég, Aleppóból az iszlám visszavágás reményében egyesítette a szíriai, moszuli emírségeket Egyiptommal, ezzel erős muszlim hátországot teremtett a palesztinai területek visszafoglalásához. A keresztények és a muszlimok közötti katonai összecsapások mintegy száz évig váltakozó hadi sikerekkel zajlottak, azonban előfordultak hosszabb-rövidebb békés időszakok is. Bár a békés szakaszokban a muszlim-keresztény kereskedelem fellendült, a keresztény területeken élő muszlimok elnyomása jelentős volt.

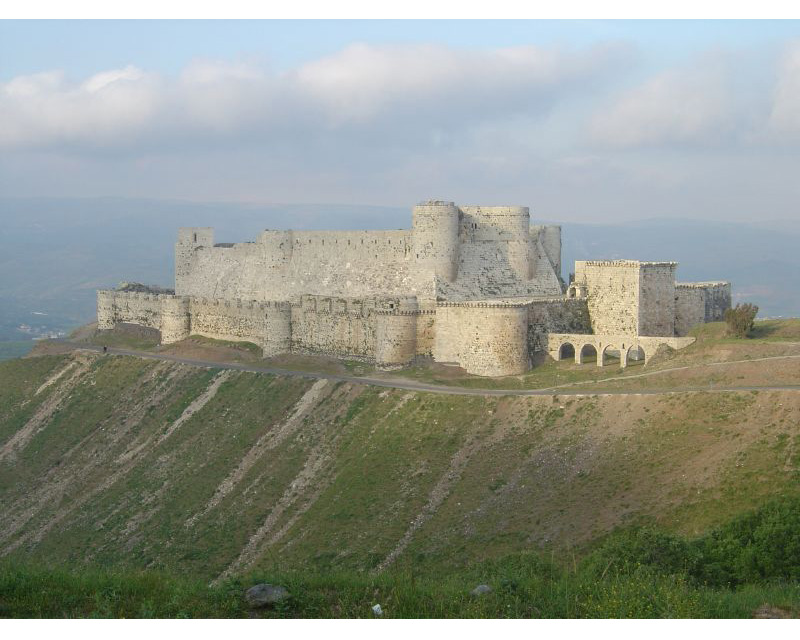
Krak des Chevaliers (Szíria, 1110) Az erődítmény a keresztes háborúk alatt épült, és fontos szerepet játszott az arab területek elleni háborúkban. 1271-ben Bajbarsz mamlúk szultán foglalta el.

Núr ad-Dín seregei a Földközi-tenger partvidékére szorították a kereszteseket, de Jeruzsálemet nem tudták bevenni. Egyik tisztje, a kurd származású Szaladin (Szaláh ad-Dín al-Ajjúbi) 1169-ben az egész hadsereg főparancsnoka lett, és hadjárataival jelentős sikereket ért el a hitetlenek elleni harcokban. Az ekkor még Egyiptomban uralkodó síita (iszmáilita) Fátimidák vezérükké nevezték ki, ám Szaladin két év múlva (1171) megdöntötte hatalmukat, visszaállította az Abbászida kalifa fennhatóságát, és visszatérítette a lakosságot a szunnita hitre. Núr ad-Dín halála után Szaladin átvette annak tartományait, és székhelyét Damaszkuszba helyezte. A kalifa kinevezte a muszlimok teljhatalmú vezetőjévé a keresztesek elleni háborúban, egyúttal „Mekka és Medina szent helyeinek védelmezőjeként” a keresztesek által zaklatott zarándokok, és a kereskedelmi utak védelmét is kötelességévé tette.
Amikor a keresztesek Keraknál egy karavánt kiraboltak, Hattínnál megütközött a keresztény sereggel és fényes győzelmet aratott. Számos palesztin erődítményt és várost elfoglalva 1187-ben, a Próféta mennybemenetelének napján visszafoglalta Jeruzsálemet. Bár a keresztények még több hadjáratot indítottak a Szentföldre, az első sikereit egyik sem múlta felül. Barbarossa Frigyes serege nem jutott el odáig, Fülöp Ágost és Oroszlánszívű Richárd egyesített csapataival Akkó kikötővárost tudta csak visszahódítani, így az elkövetkező száz évben ez a város lett a Jeruzsálemi Királyság fővárosa. Kölcsönös, sikertelen hadműveletek után a két fél belátta, hogy nem bírnak egymással, ezért egyezséget kötöttek. Szaladin engedélyezte a keresztényeknek a szent helyek látogatását muszlim területeken, a keresztesek pedig mintegy száz évig, ott tartózkodásuk alatt nem háborgatták a muszlim zarándokokat.
Szaladin halála (1193) után utódai, az Ajjúbidák megpróbálták megőrizni a kialakított állapotokat, azonban az európaiak Egyiptomot megtámadva lerombolták Damietta kikötővárost, borzalmas vérfürdő közepette. Az egyiptomi ajjúbida uralkodó, al-Malik al-Kámil (1218–1238) megrettenve a hadmozdulatoktól, felajánlotta a Szentföldet a kereszteseknek, és később a tárgyalások során a Szaladin által meghódított összes területet. II. Frigyes német-római császárt, aki 1229-ben bevonult Jeruzsálembe, a Szent Sír-templomban Jeruzsálem királyává koronázták.
Al-Kámil alkuja az egész muszlim világban általános felháborodást keltett, amelyet fia, asz-Szálih Ajjúb (1240–1249) a Hvárezm-sahok segítségével tett jóvá, végleg kiűzve a kereszteseket Jeruzsálemből (1244).
A keresztes háborúk az iszlám világ számára a szent területek birtoklása miatt inkább eszmei jelentőséggel bírtak, a hatalmas, iszlám uralta területek szempontjából csak határmenti villongásoknak tekinthetők.

### Mamlúkok (1250–1517)

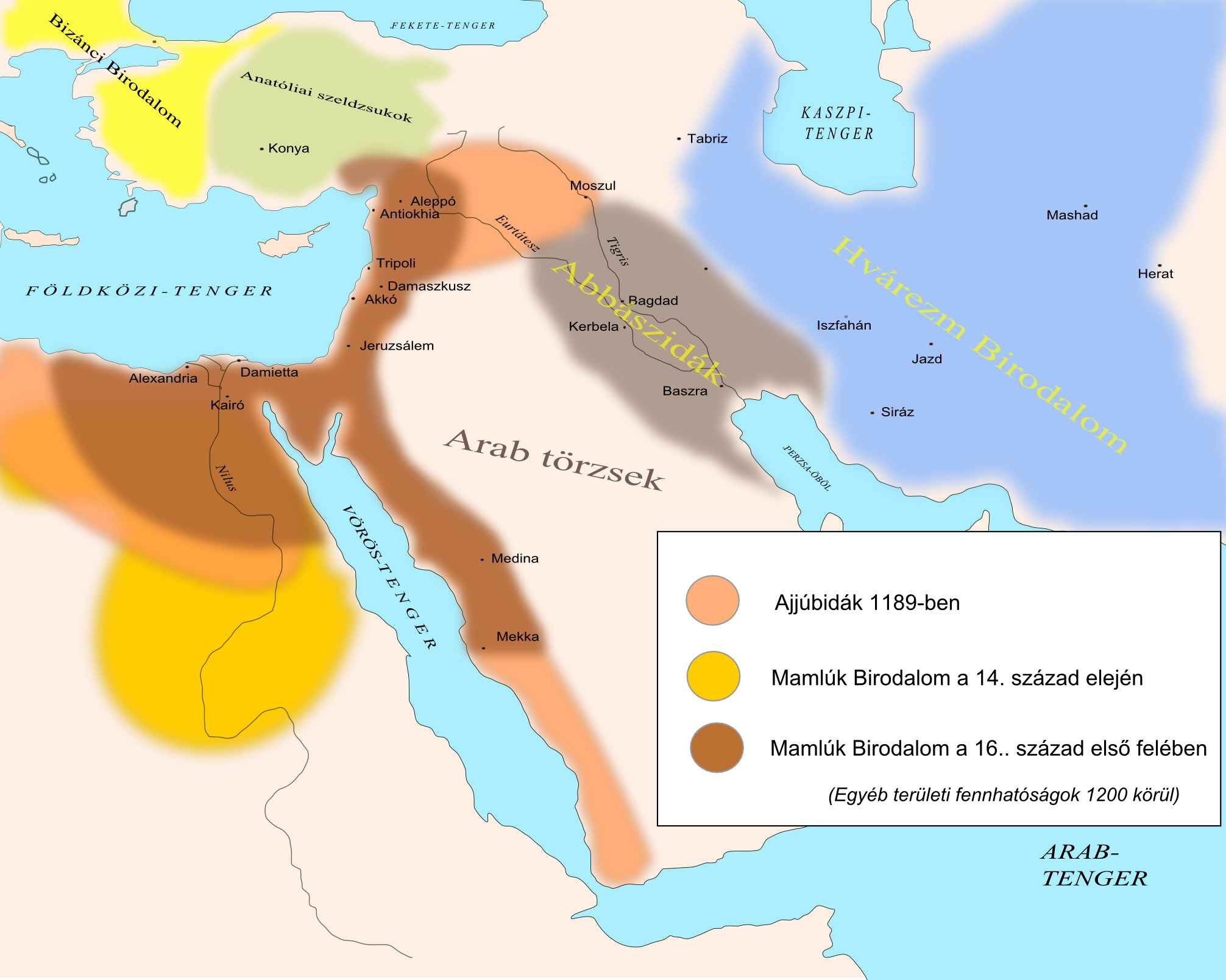
Ajjúbidák és Mamlúkok 1200 körül

Asz-Szálih Ajjúb, az utolsó ajjúbída szultán Dél-Oroszországból iszlám hitre térített kipcsak török rabszolgákat („Mamlúk” - birtokolt, rabszolga) vásárolt, hogy segítségükkel hatalmát megerősítse. Halála után fia, a trónörökös gyilkosság áldozata lett, és a török testőrség magához ragadta a hatalmat. Ugyanebben az időben, 1250 körül Egyiptomban, majd 1260-ban Szíriában is megbuktatták a helyi Ajjúbida uralkodókat, és átvették területeik felett az ellenőrzést. A mamlúk előkelőségek közül választották feljebbvalójukat, így a szultánt is. Egyiptomot katonai módon vezették.
A szultanátus legnagyobb egyénisége a kun származású I. Bajbarsz (1260–1277) volt, aki 1250-ben IX. Lajos (Szent Lajos) keresztesei felett Egyiptomban aratott győzelmet. A hatalmas mongol birodalom fenyegetésének az iszlám világból egyedül Bajbarsz seregei voltak képesek ellenállni, vezetésével Ain Dzsálutnál 1260-ban győzelmet arattak a mongolok felett. A keresztesekkel kötött egyezséget felrúgva hadjáratokat vezetett Szíriába és Palesztinába, és ezek hatására, már az őt követő Kaláún (1279–1290), majd An-Nászir Muhammad uralkodása alatt az utolsó keresztes lovag is elhagyta a Szentföldet (1291). Politikusként azonban jó kapcsolatokra törekedett a Bizánci Birodalommal, és az időközben a keleti tartományokat uralmuk alá hajtó Arany Hordával is. Az Abbászida herceget befogadta, kalifává választatta, és megszerezte a Mekka és Medina feletti ellenőrzést is.
A mamlúkok a mongol hódítások következtében kialakult hatalmi űrt kihasználva az „iszlám védelmezőjének” szerepében léphettek fel, és erős, jól szervezett államot alakítottak ki a földközi-tengeri térségben. Az Abu Szaíd ilkánnal kötött békeszerződés értelmében megnyíltak az Ázsiából Egyiptomba irányuló kereskedelmi útvonalak, és a rendszeres adóbevételeknek köszönhetően rendkívüli pénzeszközökkel gazdálkodhattak.
A Mamlúk Birodalmat sem kerülték el azonban a belső viszályok, az alkirályok (emírek) hatalmi torzsalkodásai. 1382-ben Kaláún dédunokáját, II. Hadzsit Barkúk fővezér taszította le a trónról, és ezzel a cserkesz burszi  származású mamlúkok kerültek fölénybe az addig uralkodó kipcsak-török bahri  mamlúkokkal szemben. A hatalomváltással kialakult feszültségeket a különböző tartományok alkirályai között dúló csatározások elmélyítették, így a belső feszültségektől legyengült birodalom egy újabb külső támadásnak már nem tudott ellenállni.
A világbirodalmat építő mongol-török Timur Lenk kegyetlenségéről hírhedt csapatai egyetlen hadjárattal a földdel tették egyenlővé a virágzó mamlúk városokat, Damaszkuszt, Aleppót, Hamát (1400-1401). A lakosságot kegyetlenül legyilkolták, csak a kézműveseknek kegyelmeztek, akiket fővárosukba, a távoli Szamarkandba hurcoltak. Ezt a csapást a birodalom csak rendkívüli erőfeszítések árán tudta kiheverni.
A mezőgazdaság újraszervezésével, a keletre irányuló kereskedelmi útvonalak átirányításával időlegesen stabilizálni tudták az állami bevételeket, ám a portugálok a Jóreménység-fok megkerülésével ez utóbbi bevételi forrásukat is bizonytalanná tették. Káitbej szultán (1468-1496), bár hatalmas anyagi ráfordításokkal megerősítette birodalma védelmi erejét, amikor menedéket nyújtott II. Bajazid oszmán uralkodó testvérének Dzsemnek, szembekerült a formálódó Oszmán Birodalommal. 1507-ben Jeruzsálem és Kairó elfoglalása után a Mamlúk Birodalom véglegesen oszmán tartomány lett.

## Mongolok az iszlám világban

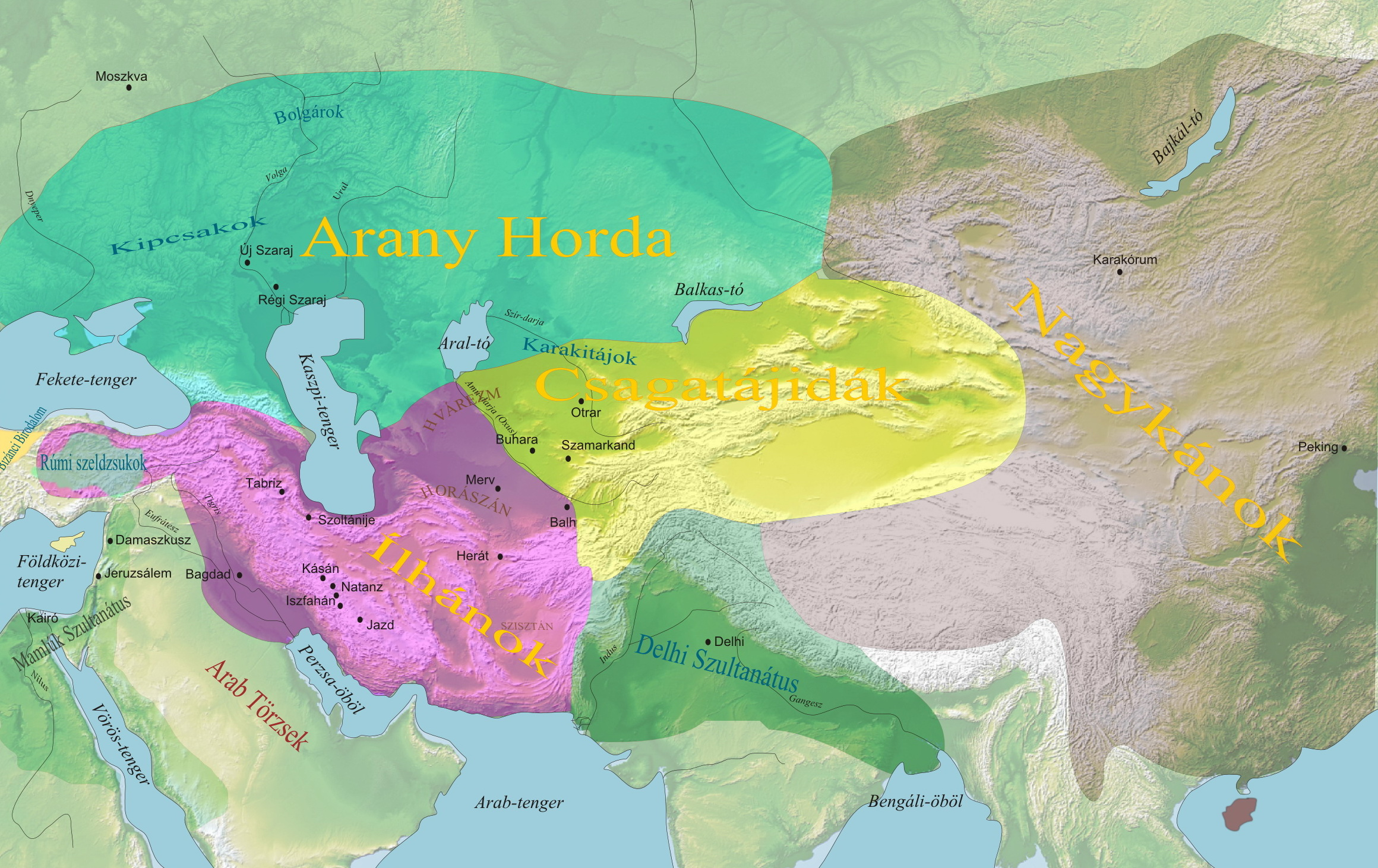
Mongol hódítások 1300 körül

A Mongol Birodalommal szomszédos és a Szeldzsuk Birodalom romjain nagyhatalmi álmokat dédelgető Hvárezm sahok 1218-ban végzetes hibát követtek el, amely csaknem a teljes iszlám civilizáció vesztét okozta, és csak a vallás rendkívüli alkalmazkodóképességének volt köszönhető, hogy nem roppant bele véglegesen az ezt követő eseményekbe.
Amikor keleten, a mongol sztyeppéken, laza törzsszövetségi államot építő fiatal Temüdzsint Dzsingisz (kb. 1162 – 1227) néven a törzsek tanácsa (kurultáj) nagykánná választotta (1206), „minden mongolok kánja” a mongolok legelőterületekért folytatott törzsi feszültségeit terjeszkedő külső hódításokban vezette le. Nem kisebb célt tűzött maga elé, mint a világ meghódítása. A kezdetben Kína városait feldúló nomád haderő feltartóztathatatlanul kebelezte be a környező államokat és idővel a világtörténelem legnagyobb birodalmát hozta létre.
A kereskedelmi útvonalak birtoklása miatt, az akkor fénykorát élő, az Aral-tótól Mezopotámiáig terjedő és viszonylagos gazdagságban regnáló Hvárezm-sahokkal 1218-ban, az úgynevezett otrari incidens során került összeütközésbe, amikor Otrar hvárezmi kormányzója a mintegy száz főből álló mongol kereskedőkaraván tagjait kémeknek nyilvánította, és Alá ad-Dín Mohamed (1200–1220) Hvárezm-sah közvetlen utasítására kivégeztette. Ez indokot adott Dzsingisz kánnak a nyugati területek meghódítására. 200 000 lovassal, ostromgépekkel felszerelve indult Kelet-Irán ellen, a Hvárezmi Birodalmat megsemmisítve, az uralkodót elüldözve pusztította végig a vidéket. Évezredes kultúrájú városok tűntek el a föld színéről, 1220-ban Buhara, Hodzsend és Ürgencs, 1221-ben Merv, Nisápur és Balh. A kegyetlenség a mongolok fegyvertárához tartozott, a szigorúan szervezett csapatok halottak hegyeit, elpusztított épületeket és mezőgazdasági területeket, lerombolt öntözőműveket hagytak maguk után. Korabeli források szerint csak Mervben 1,4 millió áldozat volt.
Ennek a hadjáratnak a során jutottak el Anatóliába, ahol 1242-ben legyőzték a Rúmi szeldzsukokat, és vazallusukká tették őket.
Bár az utolsó hvárezm-sah, Dzsalál ad-Dín (1220–1231) többször megütközött velük, ám azok mindannyiszor megfutamították. Átmenetileg Indiába menekült, majd visszatérve csapatokat szervezett, és Irán területén (a mai Afganisztánban) sikerrel felvette velük a harcot. Később azonban újra menekülnie kellett, és a megmaradt déli és nyugati helyőrségének maradékával, Irán nyugati területein, Azerbajdzsánban önálló állam kialakításába fogott. Ezt az tette lehetővé, hogy a mongol nagykán kivonta főerőit a hvárezmi területről, csak kisebb, néhány tízezer fős sereget hagyott hátra. Dzsalál ad-Dín megpróbálta elfoglalni a rúmi szeldzsukok területeit, illetve támadást intézett az Ajjúbidák ellen is, de vereséget szenvedett. Menekülés közben egy kurd pásztor oltotta ki életét. Ezzel a Hvárezm-sahok birodalma végérvényesen felbomlott.

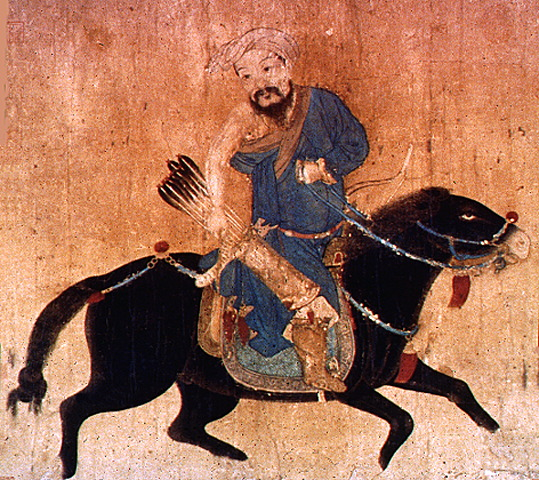
Mongol lovas íjász

A mongolok eközben az ukrán sztyeppéken az egyesült orosz–kun sereget verték meg (1223), ezután Kína leigázását vették tervbe, amelyhez hatalmas katonai erőforrásokat mozgósítottak. Ezzel Európa időlegesen megmenekült a mongol inváziótól.
Dzsingisz kán, halála (1227) előtt szétosztotta birodalmát fiai között: uluszként (hűbér) a nyugati területeket (Nyugat-Szibéria, Kipcsak-sztyeppe) a korán meghalt Dzsocsi fiai Batu (1227–1255) és Orda (1226–1280) kapták; a középsőt Csagatáj (1227–1241) (a volt Karakitáj Birodalom területét, Turkesztánt); Ögödej (1186–1241) a Balkas-tótól északkeletre eső vidéket, azaz Nyugat-Mongóliát; míg az eredeti szálláshelyet a Kerülen és Onon folyók mellett a legkisebb fiú, Toluj (1193–1232) örökölte. Toluj fiai (Hülegü, Kulbiláj, és Möngke) később Kína történelmének meghatározó alakjai lettek.
Orda Nyugat-Szibériában megalapította a Fehér Hordát, Batu apja területeit Dél-Oroszország, illetve Hvárezm felé terjesztette ki, és a Kék Horda, vagy későbbi nevén az Arany Horda dinasztiájának megalapítója lett. Az iszlám története szempontjából ennek azért van jelentősége, mert ebben az államalakulatban, Dzsánibek (1342–1357) uralkodásától kezdve az Arany Horda már mint muszlim állam létezett.
A 14. század végén Orda egyik leszármazottja, Toktamis (1377–1395) egyesítette a két államalakulatot az Arany Horda név alatt, azonban halála után a birodalom kisebb kánságokra hullott szét (Asztrahányi, Krími, Kazányi, Kazimovi Kánságok).
Batu a kazányi volgai bolgárok elleni támadással egy régi iszlám államot semmisített meg (1237–39), és Kijev elfoglalása évszázadokra biztosította a mongolok jelenlétét a délkelet-európai területeken. Ez később az iszlám elterjedéséhez vezetett ebben a térségben. 1241-ben Batu csapatai felmorzsolták a kunokat, majd Liegnitznél az egyesített német–lengyel lovasságot. A kunok üldözése során végigdúlták a Magyar Királyságot (1242), majd Ögödej halálának hírére elvonultak, hogy részt vegyenek az új nagykán választásán. A védtelenné vált Nyugat-Európa ismét megmenekült.

## Ilhánok (1256-1335)

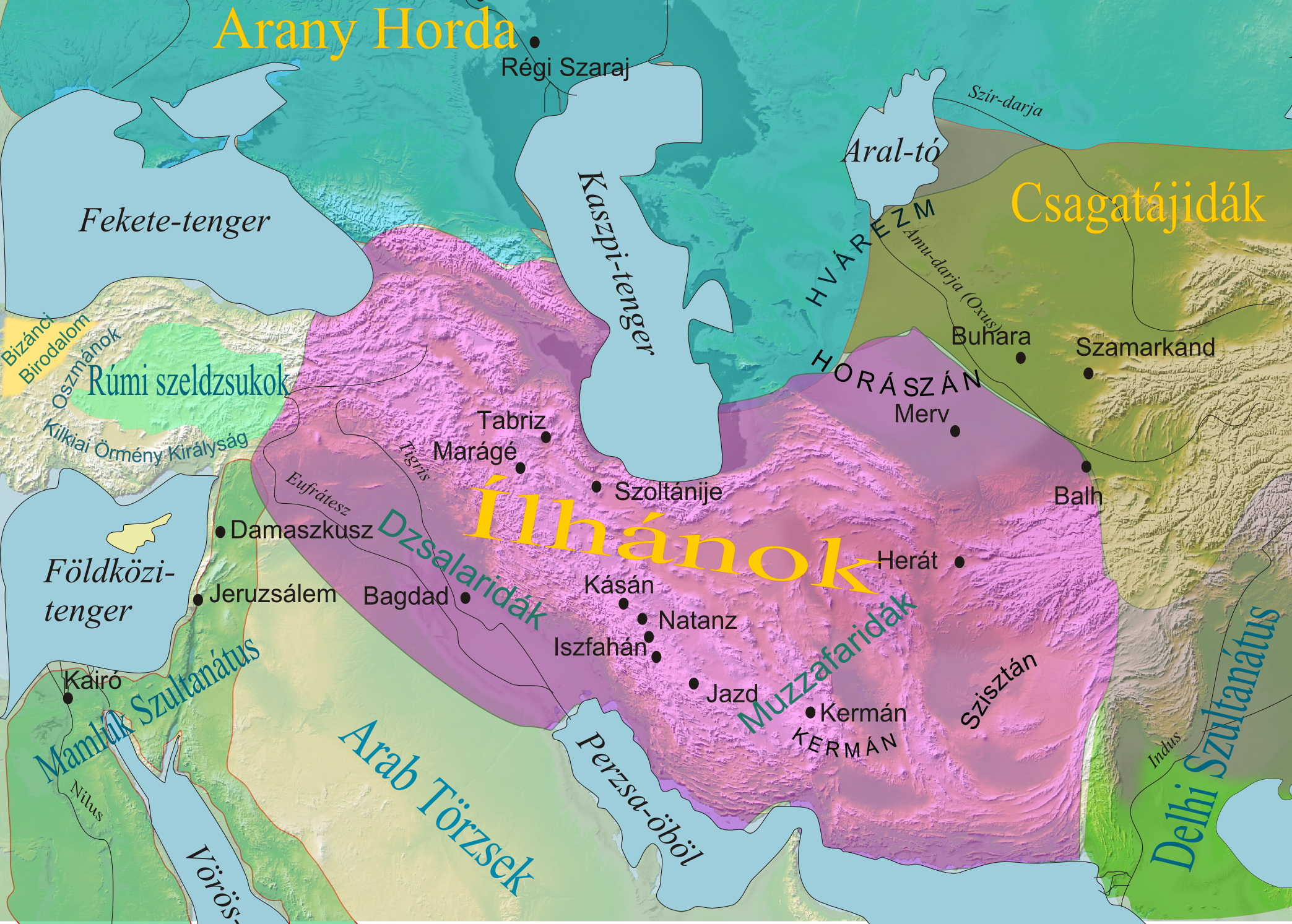
Ilhanida Birodalom 1335 körül

Az ilhánok vagy ilhánidák egy mongol dinasztia volt Perzsiában és a környező országokban 1260-tól 1335-ig. A dinasztiát Dzsingisz kán unokája, Hülegü alapította és a mai Irán, Türkmenisztán, Észak-Afganisztán, a Dél-Kaukázus (a mai Örményország, Grúzia, Azerbajdzsán), Irak és Anatólia egy része által lefedett területen. A dinasztia neve az il-khán címből származik, ezt a címet bizonyos mértékig a dinasztia minden tagja viselte. Kezdetben uralkodóik átvettek buddhista vallási irányzatokat, ám Gázán uralkodásától kezdve a szunnita iszlám államvallás lett.
A mongolok harmadik nagykánja Möngke (Toluj kán fia) lett, akivel Batu kán szövetkezett Ögödej utódai ellen, ezzel biztosítva függetlenségét az Arany Horda által birtokolt területeken. Möngke öccsét, Hülegüt küldte Iránba, hogy az iszlám területeket véglegesen uralma alá vonja. Hülegü, bátyja Möngke iránti tiszteletből felvette az ilhán („vazallus kán”) címet.

## Közép-ázsiai birodalmak és kánságok

### Timuridák

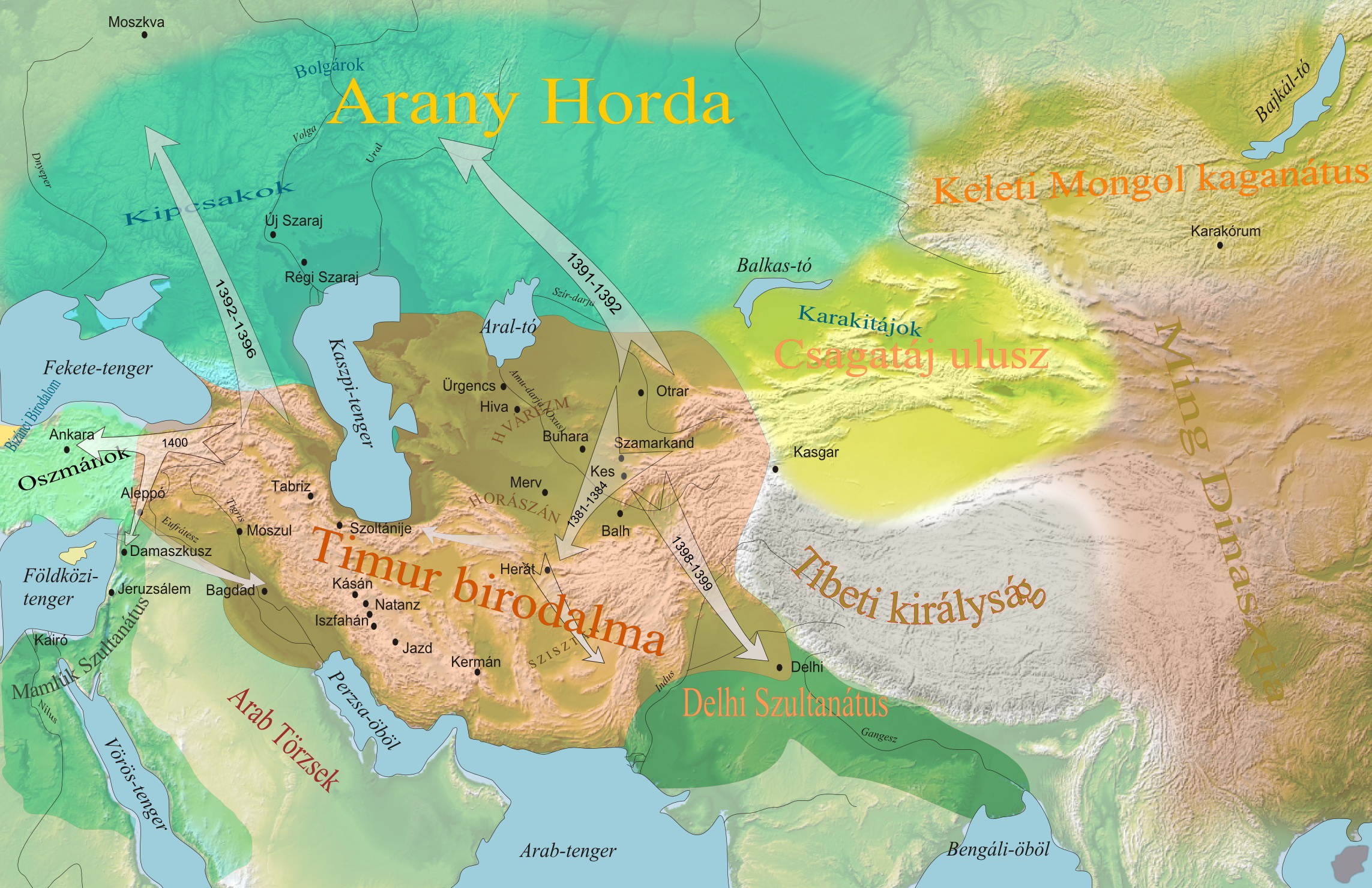
Timur Lenk birodalma, főbb hadjáratai és az ázsiai térség 1400 körül

A hanyatló Csagatáj-ulusz egyik kalandor vezére a 14. század közepén hatalmas birodalmat szervezett, amely jelentősen befolyásolta nem csak Közép-Ázsia, hanem az egész iszlám világ történelmét. Timur Lenk, azaz sánta Timur (1336–1405) rendkívüli energiával próbálta visszaállítani a mongol birodalom fennhatóságát és régi fényét a mongolok által valaha birtokolt területeken, bár maga barlasz török volt.

### Sejbánidák, közép-ázsiai kánságok (Buhara, Híva, Kokand)

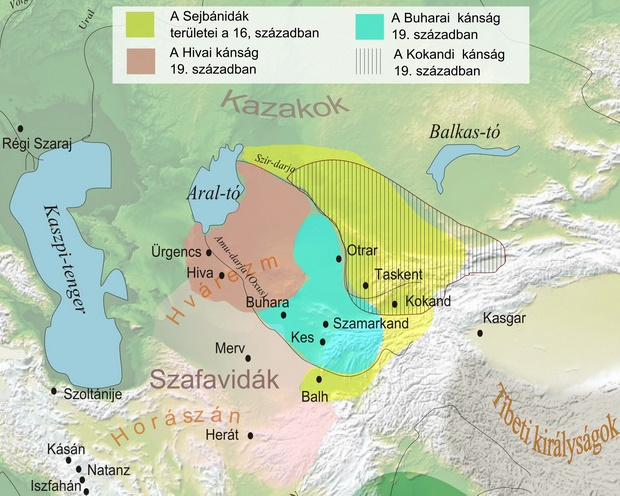
Közép-ázsiai kánságok a 16–19. században

A kelet-iráni területeken és Horászánban, Transzoxániában, Hvárezmben a csatáktól és belviszályoktól megtépázott városok lassan újjáéledtek és fokozatosan virágzásnak indult egy muszlim turko-perzsa kultúra a térségben. A 16. század közepére kristályosodtak ki azok a nagy és stabil muszlim birodalmak, amelyek több évszázadon keresztül meghatározták az iszlám világ politikai és kulturális arculatát.
Az oszmánok Timur Lenk csapásai után magukhoz tértek, és nyugat felé terjeszkedve világbirodalom építésébe fogtak. A szintén türk származású timurida Bábur által alapított Mogul Birodalom Indiában vetette meg egy sajátos muszlim-hindu együttélés alapjait, míg a harmadik és negyedik tartósabban berendezkedő birodalom Közép-Ázsiában és Iránban az ugyancsak török eredetű Szafavidák, valamint a közép-ázsiai peremterületekről beözönlő törzsszövetség nomádjai voltak. Utóbbiak az iszlamizált török-mongol sztyeppei pásztorok, az üzbégek, akik a két és fél évszázaddal azelőtti Arany Horda és a Csagatáj ulusz területein élő nomadizáló népekből (kipcsakok) alkottak szövetséget.
Már a Timuridák alatt is - annak vallási nyitottsága miatt - az iszlám misztika, a szúfizmus újabb fejlődésnek indult, de az üzbégek alatt különös elhivatottsággal és küldetéstudattal fogott a világi hatalom vallási átformálásába.
A közép-ázsiai városokból eredeztethető naksbandíja szúfi rend tagjai céhekbe tömörült kézművesek voltak. A gyakorlat talaján, a napi rendes munka után végezték ájtatos tevékenységüket, és szervezettségüknek köszönhetően erős hatalmi ágat alkottak a birodalom közigazgatásában. A szunnita ortodoxia, amely elkeseredett harcot vívott a tizenkettes síita irányzatot államvallássá formáló Szafavidák terjeszkedése ellen, elnézte a misztikusok előretörését, így a sejbánida állam területén ritkán tapasztalható kulturális és vallási egység valósulhatott meg. A Sejbánidák buzgón építettek valamikori mongol-török hagyományaikra, megtartották az ősi törvényt, a jászát, amely a vallást és a hatalmat kettéválasztotta, de a szúfik és az ortodox vallástudósok együttműködése hosszan fennálló iszlám államalakulatot eredményezett. Buharában nagyarányú építkezésekbe fogtak, ekkor épült fel a Mír-e Arab medresze és épületegyüttes.

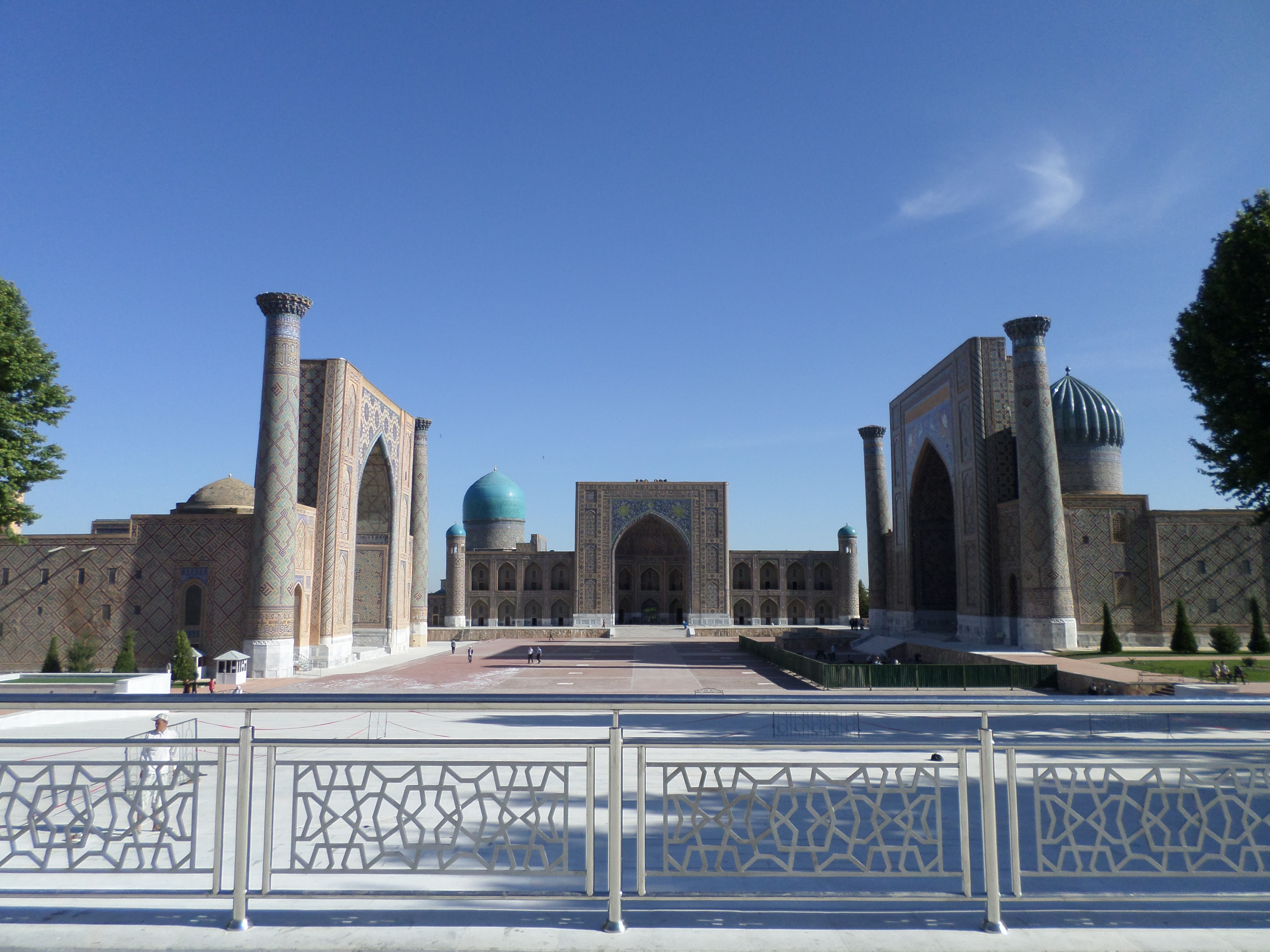
Szamarkand, Regisztán-tér. Balra Ulug bég medreszéje (1417), vele szemben a Sír Dar-medresze (1619–1635/1636), középen A Tilla Kári-medresze (1646–1660)

1599-ben új dinasztia került hatalomra Buharában, az asztrahányi kánoktól származtatott Dzsanidák nemzetsége.
A Dzsanidák szoros kapcsolatokat építettek ki az oszmánokkal, ezzel bizonyos mértékig biztosították a békés fejlődést, így Buhara szerény virágzásnak indulhatott. A Kúna Ürgencsben hatalmon levő Sejbánidák székhelyüket Hívába helyezték át (1613), és innen próbálták megfékezni a területükre betörő kalmüköket, akik 1600 körül még mint torgut népcsoport végigvonultak Közép-Ázsián, majd vándorlásaik végén harcos sztyeppeállamot hoztak létre a Volga mentén.
A nomád türkmének és karakalpakok támadásainak kitett vidéket a Mogul Birodalom szultánjai is támadták. Sáh Dzsahán mogul sah, a dinasztia valamikori szülőföldjének visszafoglalására küldött seregeket.} Balh elfoglalása (1647) után azonban visszaszorultak az Indus környékére, mivel az üzbégek harci cselekményei miatt nem tudták a területet megvédeni.Abdul-Aziz kán (1647–1680), majd Szubhán-Kuli kán (1680–1702) már erős központosított hatalmat alakított ki a térségben, és a viszonylagos békeidőszakban az építészet és kézműipar látványos fejlődésnek indult (a szamarkandi regisztán-téri medreszék, Sír-Dár, Tilla-Kári). Az építészet másik fellegvára Kokand volt.
A továbbra is nomadizáló üzbég kazahokat az ojrátok támadták, akik nem eredeti üzbég törzsükhöz, hanem a gyarmatosító oroszok fennhatósága alá menekültek (1731–1742 körül). Az ojrátokat a kínai mandzsuk verték le 1757-ben, akik Kokandra is szemet vetettek. A kokandi kánok a mandzsuk ellen ugyancsak az oroszokat hívták segítségül, akik 1876-ban a kánságot megszüntették.
Buhara a Szafavidáktól szenvedett vereséget, akik Nádir perzsa sah(1688–1747) vezetésével, 1740-ben délről foglalták el a várost. Nádirt nem érdekelte az akkor nagy szegénységben tengődő városi lakosság, és hamarosan kivonult Buharából, a mangitok hatalmi harcainak engedve át a települést. A mangitok 1868-ban behódoltak az oroszoknak, és tétlenül nézték, amint a cári csapatok bevonulnak a hvárezmi kánságok nagy múltú városaiba: Hívába, Kokandba, Szamarkandba, Buharába (1873). Az orosz gyámság és a kánok, emírek túlkapásai a mintegy 3 milliós népességet az éhínség szélére sodorták. Az elnyomással szembeni lázadások a 19. század folyamán az elmaradottságot súlyosbították.
A félgyarmati sorból kitörni képtelen muszlim lakosság az orosz forradalom után az erőszakos kollektivizálásnak és szekularizációnak esett áldozatul. Az iszlám helyzete a 20. században a térségben reménytelenül meggyengült. A muszlim élet egyik alapja, a közösség gyülekezőhelyei, a mecsetek, illetve a vallásoktatás (medreszék) gyakorlatilag megszűntek. A vallás helyzetében csak a 21. század elejétől tapasztalható érdemi változás, amikor a Szovjetunió felbomlásával mint önálló államalakulatok próbálnak az évszázados hibernációból új identitástudattal magukhoz térni.

## Szafavidák és Kádzsárok – Irán

### Szafavidák

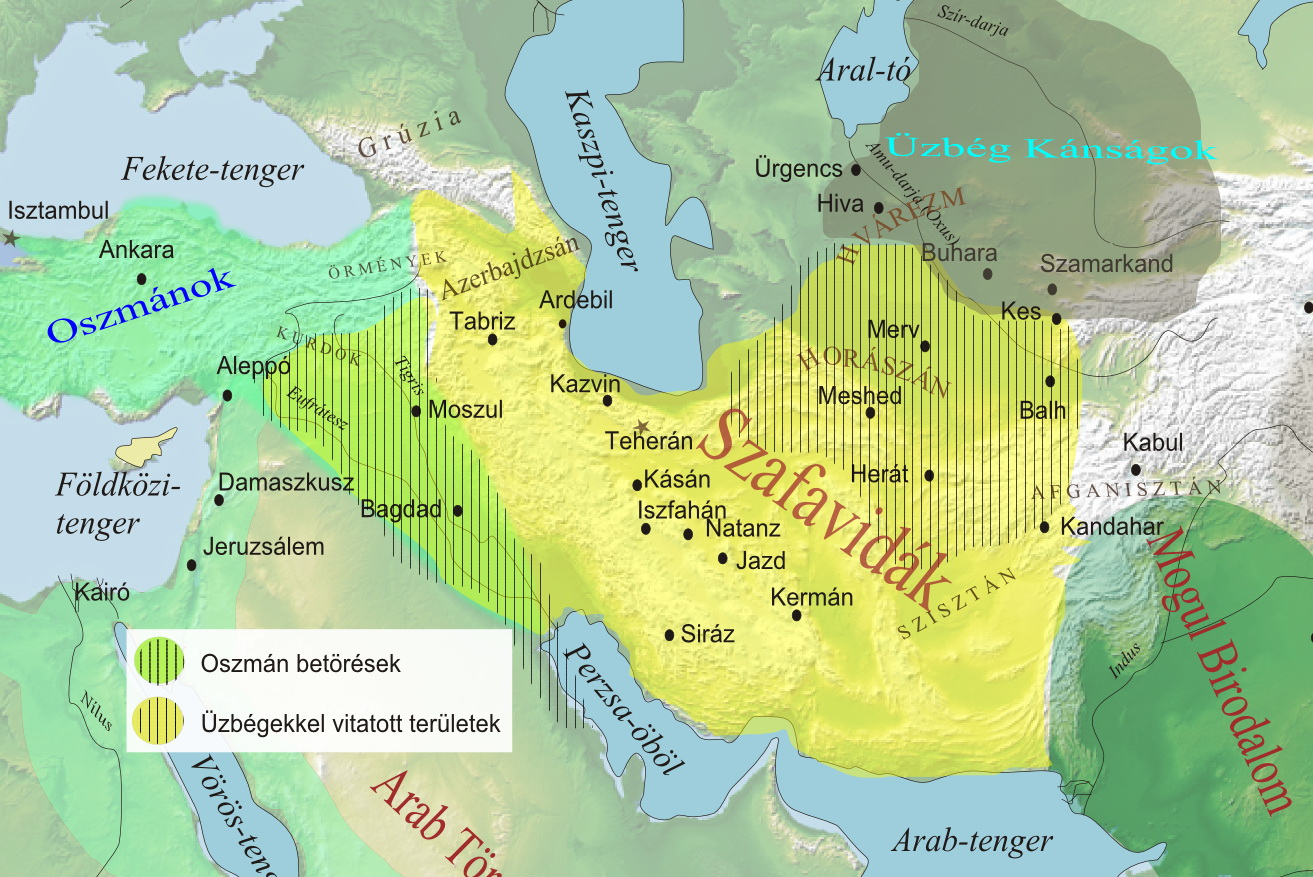
Szafavida Birodalom a 16. században

Az iszlám misztika, a szúfizmus 13–14. századi felvirágzása nem csak vallási, hanem politikai, hatalmi harcok gyújtópontja is lett. Az Iránt sújtó mongol–timurida inváziók megsemmisítették a több mint fél évezredes, muszlim hagyományokból táplálkozó és az ulamával együttműködő politikai irányítást, és a vallás a népi misztika talaján találta meg a megújulás lehetőségét.
Szafi szúfi sejk (1252–1334) a 14. század elején megalapította a szafavíja szúfi rendet az azerbajdzsáni Ardebilben. A rend körül erőteljes tömegmozgalom bontakozott ki, amely a társadalom átalakítását tartotta fő feladatának. Bár kezdetben Szafi és utódai szunnita elveket vallottak, átvették a tizenkettes sía szellemiségét és misztikus tanait, és fokozatosan harcos, fegyveres mozgalmat hoztak létre.
I. Iszmáil (1501-1524) a 16. század elején államvallássá tette a síitizmust, és teokratikus államalakulatát erre a vallási-ideológiai alapra építette. Iszmáil családja a hetedik imám, Múszá al-Kázim leszármazottainak vallotta magát, és ezt kihasználva erőszakos térítésbe kezdett. Iszmáil a tizenkettedik imám reinkarnációjaként uralkodott, az állami hivatalnokok egyben vallási vezetők is voltak, a belső rendet szigorúan szervezett katonai egységgel (kizilbasok) tartotta fenn. A misztikus uralkodó eszményében éppen a kizilbasok csalódtak először, amikor a szafavida állam Csaldiránnál vereséget szenvedett az Oszmán Birodalomtól.
Az egyház (ulamá) és az állami irányítás között fokozatosan feszültségek alakultak ki, elsősorban annak köszönhetően, hogy a korabeli Iránban kevés vallástudó volt, így azokat távoli síita területekről hívták meg az országba. Ezek a „független” imámok kezdetben kénytelen-kelletlen elfogadták a sah szakrális uralkodásának misztikumát, csak hogy részt vehessenek a hatalomban, azonban főleg I. (Nagy) Abbász sah (1587-1529) uralkodása alatt ezt a szemléletet már nyíltan megkérdőjelezték. Mullá Ahmad Ardabílí imám kinhyilvánította, hogy Abbász nem isteni előjogánál fogva uralkodik az országon, bár az ulamá elismeri hatalmát azonban az elismerés jogát fenntartja. A sah halála után az ulamá és a hatalom ellentéte élesebben jelentkezett, a vallási vezetés a tizenkettedik imám képviselőjeként már csak tanult, rátermett mudzstahidot fogadott el.
A síita államalakulat ugyanakkor a szunnita többségű muszlim világban stabil kormányzati rendszert hozott létre, amely a 17. században erőteljes fejlődésnek indult. A földjuttatások és adókedvezmények az államilag támogatott intézmények megerősödését eredményezték, és ez a teológia, jogtudomány további elmélyítéséhez vezetett. Bár a szunnita közösséggel a kapcsolat nem szűnt meg, lassan kialakultak azok a szoros határvonalak, amelyek a két muszlim felekezet közötti kulturális, politikai és intellektuális különbségeket a mai napig meghatározzák.

### Kádzsárok

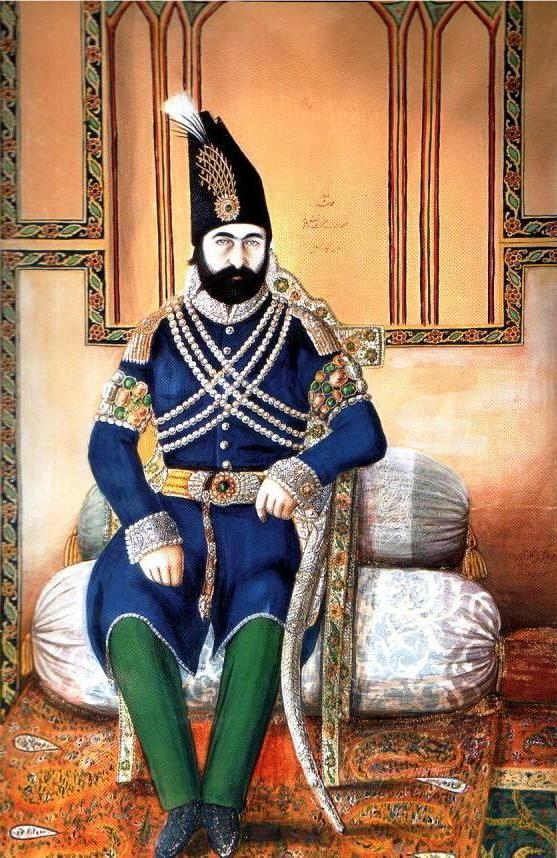
Mohamed sah Kádzsár (1834–1848)

A kádzsárok északkelet-iráni nomád turkománok voltak, akik harcias életmódjukkal fokozatosan meghódították Irán területeit. Vezérük, Aga Mohamed Kán (még Nadír sah egyik utóda kasztráltatta, innen származik az aga mellékneve) Karim kán Zand foglyaként élt, annak halála után, 1779-ben kiszabadult és csapatokat szervezett. 1786-ban megszerezte a hatalmat a teljes szafavida iráni területek fölött. Teheránt tette meg székhellyé, és 1796-ban perzsa sahhá koronáztatta magát. Amikor 1797-ben merénylet áldozata lett, Perzsia már egy újra egyesített közép-ázsiai nagyhatalomnak számított.

## Oszmánok

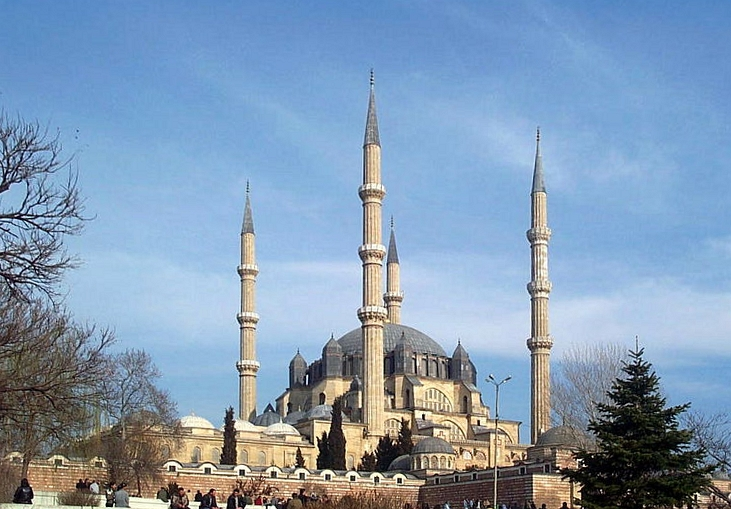
A Szulejmán-dzsámi Edirnében

Az Oszmán Birodalom a 14. század elejétől az első világháború végéig fennállt birodalom, amelynek törzsterületei a kis-ázsiai Anatóliában voltak. Maguk az oszmán-törökök a birodalom atyja I. Oszmán után kapták nevüket, aki megszerezte Kis-Ázsia területeinek nagy részét a szétbomló Ikóniumi Szultánság romjain. A törökök a Bizánci Birodalom és más szomszédos államok rovására fokozatosan terjesztették ki hatalmukat a térségben, de a 14. század közepétől már Európa felé tekintettek. A mozgékony, gyors és eredményesen harcoló oszmánok leigázták a balkáni szlávokat, függésbe vonták a románokat és kemény harcokat folytattak előbb Magyarország, majd Velence ellen is. Hűbéresévé tette a Krími Tatár Kánságot és csapataik megjelentek Lengyelország, Ukrajna és Oroszország területén is.
A főváros 1453 óta Konstantinápolyban (Isztambul) volt. I. Szulejmánnal érte el a birodalom a fénykorát. Szulejmán Bécset is ostromolta, Magyarországot javarészt ellenőrzése alá vonta, visszaszorította a perzsákat keleten, s megszállta Mezopotámia, Palesztina területét, Észak-Afrika partvidékét és az Arab-félsziget egy részét, ahol a szent városokat, Mekkát és Medinát birtokba vette. Ezzel az egész iszlám világ ura lett.
Szulejmán halálát követően (1566) az Oszmán Birodalomban a lassú hanyatlás jelei mutatkoztak és fokozatosan vesztettek területeiket Európában és Ázsiában egyaránt. A 17. század közepén még valamelyest sikerült stabilizációt felmutatni a birodalom apparátusában, hadseregében és gazdaságában, de ezek csak lassítani tudták a hanyatlást, amelynek rengeteg kiváltó oka volt.
A birodalom még növelte haderejét, hogy a nyugati világ felé erőt mutasson, de 1683-ban Bécs alatt a török hadsereg megsemmisítő vereséget szenvedett. Az első csapást katasztrófák sorozata követte, amit a modern és sokkal képzettebb nyugati hadaktól szenvedett el. 1699-ben a karlócai békével hatalmas területeket vesztett, és már semmi sem akadályozhatta meg a birodalom szétesését.
A 18. századtól, főleg az Oroszország elleni háborúkban az oszmánok felmorzsolódtak. A 19. században a nacionalizmus megjelenésével a birodalom több népében felerősödött a függetlenségi szándék. A balkáni nemzetek közül a görögök gyorsan kivívták a függetlenségüket, őket követték a szerbek, a románok és a bolgárok. Az északi tatár területeket az oroszok már Nagy Katalin alatt bekebelezték. Az Oszmán Birodalom 1912-1913-as balkáni háborúban a maradék európai birtokait is elvesztette, de a török hadsereg makacs ellenállása során a főváros Isztambul és környéke megmaradt.
Az első világháborúban az antant még megkísérelte innen is kiszorítani a törököket, sikertelenül, azonban az Arab-félszigeten birtokolt tartományok a háborúban sorra elvesztek és brit, valamint francia mandátumokká váltak.
Az Oszmán Birodalom sorsa megpecsételődött, de Kemal Atatürk vezetésével mozgalom indult az idegen csapatok kiszorítására, és megakadályozták, hogy Kis-Ázsiát is elveszítse az ország. Atatürk eredményes harca és politikája nyomán az Oszmán Birodalom romjain megszületett a mai modern Törökország.

## Az iszlám India
Az iszlám megjelenése Indiában nem békés térítés, hanem véres csatározások útján történt. A korai nagy arab expanzió csak az ország északi részeit, az Indus folyóig terjedő területeket érintette, az óperzsa Akhaimenidák letűnt birodalmának maradványait. Ez a térség már az első ezredforduló előtt is a hódítások célpontja, és rablóhadjáratok martaléka volt. A kalifátus felbomlása idején egy iszmailita államalakulat jött létre ezen a területen, amely a 11–12. században a Fátimidákkal szoros kereskedelmi és politikai kapcsolatokat ápolt. A 12. század végén afgán csapatok, először a Gaznavidák, majd a Gúridák rohanták le a területet, és rabolták végig a szubkontinens északkeleti tartományait, majd ez utóbbiak a Gangesz vidékéig merészkedve a Traori hegység lábánál megütköztek a hindu föderáció, Ráj Pitora vezette haderejével. Időlegesen megállították őket, azonban a Delhi kapujának számító hegységnél, egy évvel később, az afgánok már győzelmet arattak, és Delhi a muszlim hadak prédája lett. Vele együtt pusztultak Kanaudzs, Gvalijár és Bihár gazdag városai, az uddandapúrai utolsó buddhista egyetemmel együtt.

### Delhi Szultanátus

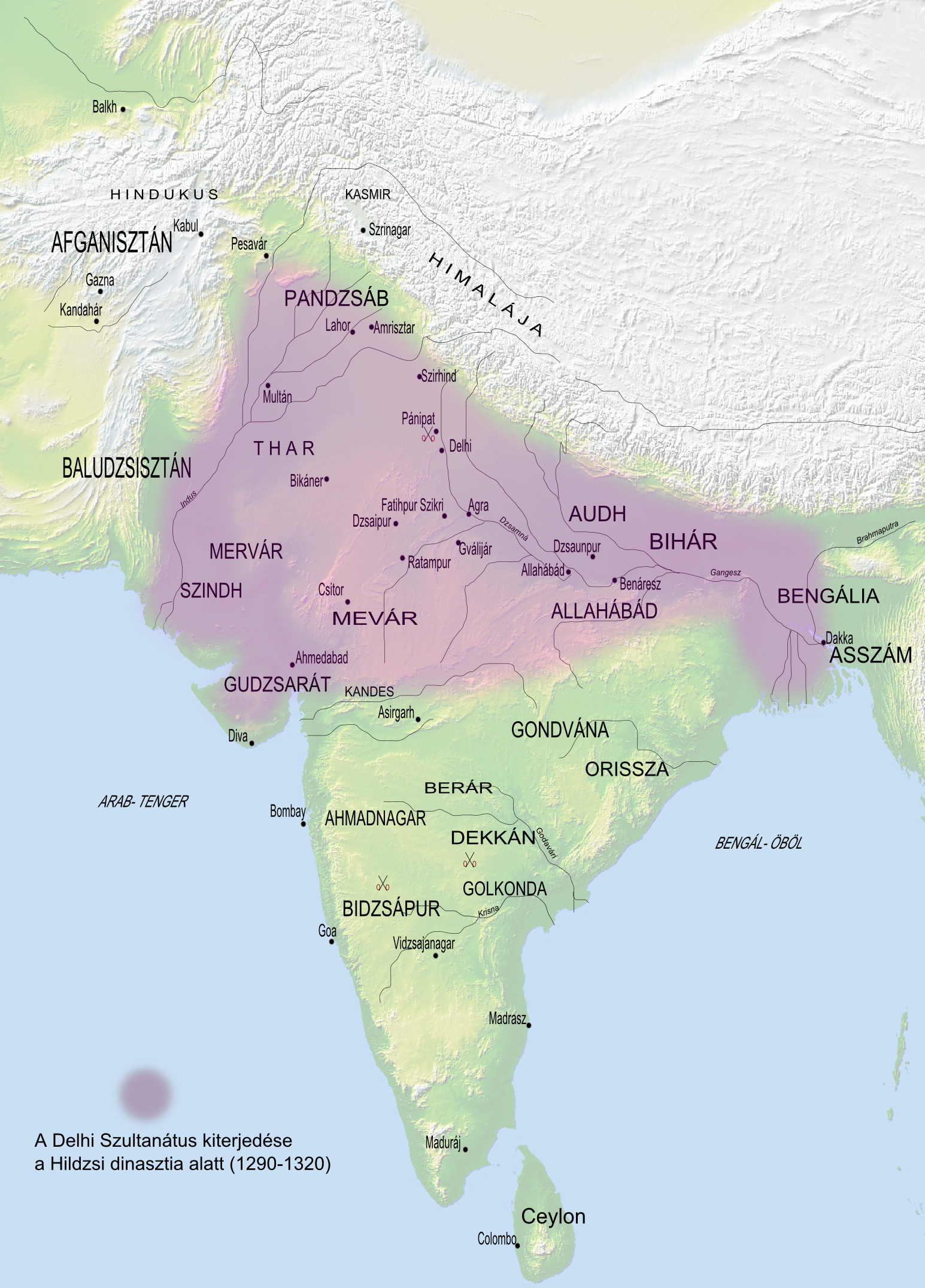
A Delhi Szultanátus kiterjedése a Hildzsi dinasztia idején

Az afgán Gúridák tisztjei a korai muszlim hagyományok alapján rabszolgákból és hadifoglyokból kerültek ki, akik szolgálataik jutalmaként igen magas posztokat kaptak a hadseregben, így egyes tartományok parancsnokaiként teljhatalommal rendelkeztek. Az 1193 óta Delhi helytartójaként szolgáló, Kutb ad-Dín Ajbak (1206-1210), 1206-ban levált a gúrida szultán, Muizz ad-Dín Mohamed (1173–1206) fennhatósága alól és megalapította az első rabszolgák alkotta mamluk dinasztiát, a Delhi Szultanátust.
A Delhi Szultanátust öt jelentősebb egymást követő dinasztia alkotja: a rabszolgákból lett szultánok, az indiai mamlukok (1206–1290), a Hildzsik dinasztiája (1290–1320), a Tuglukok (1320–1414), a Szajjidok (1414–1451), Lodik (1451–1526) és a Szurik (1540–1555).
Az iszlám előrenyomulás kezdetén néhány elszigetelt hindu fejedelemség, a rádzsputok még ellenálltak, ám a többség behódolt a muszlim hódításoknak. A kasztrendszer merevsége néhány gazdag család kezébe adta a hatalmat, India behódolása ezeknek a családoknak a politikai átállásától függött. A hinduk, amennyiben többé kevésbé tiszteletben tartották vallásukat, és a kasztrendszerre vonatkozó előírásaikat, bárkit elfogadtak felsőbb hatalomnak, annak ellenére, hogy a muszlimok kisebbségben voltak az évezredes kultúrával rendelkező hindu népességgel szemben.
Az alsóbb kasztokból, különösen az érinthetetlenek közül néhányan áttértek az iszlám hitre életük jobbítása reményében, ebben a folyamatban a szúfi mozgalom térítéseinek (elsősorban a Csisztijja szúfi rend) nagy szerepe volt. A többség azonban megmaradt eredeti hindu, dzsaina buddhista hiténél. A buddhizmus a közvélekedéssel ellentétben nem az iszlám hódításainak következtében tűnt el szülőföldjéről (mindössze egy buddhista templom lerombolásáról maradtak fenn hiteles leírások).
A hatalmas, kiépített úthálózattal alig rendelkező terület közigazgatását egyetlen szultán sem volt képes tartósan megszervezni, és ez kedvezett a kis hatalmi oligarchiák, fejedelemségek, királyságok kialakulásának. Ezek robbanásszerű fejlődése, majd bukása jellemezte a térség politikai arculatát és a közigazgatás jellegét.
A történeti India a 14. század első harmadára már a Delhi Szultanátus fennhatósága alá került. A mindenkori uralkodó viszonya a más vallású alattvalókhoz a mindenkori hatalmi érdekeket tükrözte. Az iszlám közösség, az ulamá nem nézte jó szemmel azokat az engedményeket, amelyet az uralkodó a nem muszlim vallásúak felé tett, és több alkalommal lázadásokat szított a hit védelmében. A központi hatalom gyengülésének következtében a többször is kis emírségekre szakadt szultanátus irányítását az ulamá vette át. A birodalom peremén, a határ menti államokban a gázi harcosok a szúfizmussal szimpatizáltak, és egyeduralomra törtek. A hatalmi villongások a 16. század elején az afgán származású Lodi dinasztia korában érte el csúcspontját, és ezt kihasználva Bábur (1483-1530), Timur Lenk unokája hatalma alá vonta Delhi környékét, majd utódai a „Nagymogulok” két-három évszázadig szinte az egész indiai szubkontinenst.

### Mogul Birodalom

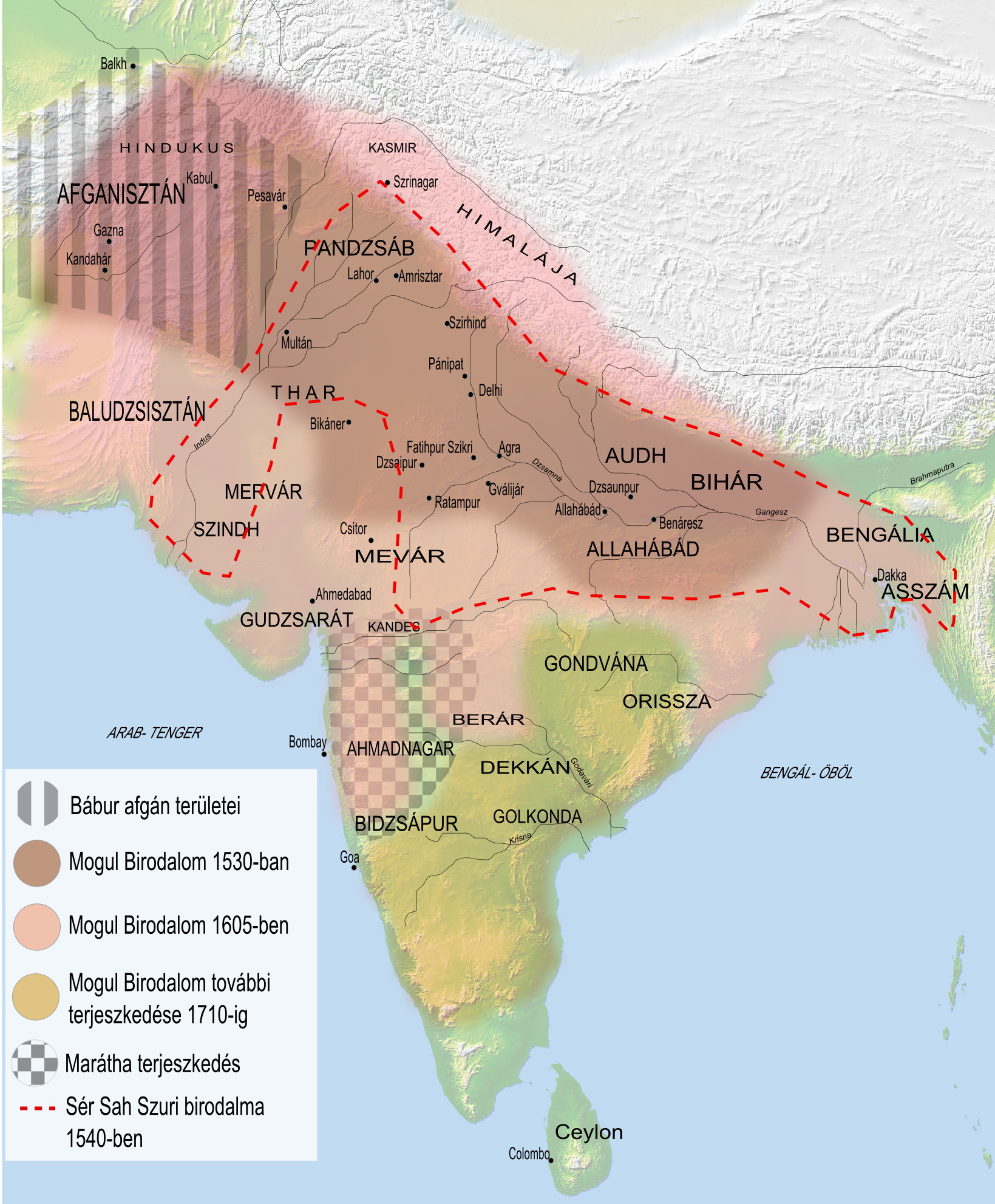
A Mogul Birodalom kiterjedései Báburtól (1526) 1710-ig

A Mogul Birodalom mint iszlám hatalom megjelenését az indiai szubkontinensen 1526-tól számítják, amikor Bábur elfoglalta és uralta a dél-ázsiai India (Hindusztán) központi területeit. Fénykora a 17. és a korai 18. századra tehető, és véglegesen a 19. század közepén szűnt meg. A mogul császárok a Timuridák leszármazottai voltak, ellenőrzésük alatt állt az indiai szubkontinens nagy része a keleti Bengáltól a nyugati Beludzsisztánig, az északi Kasmírtól a déli Kaveri-medencéig. A lakosság ebben az időben becslések szerint 110 és 130 millió között lehetett, a birodalom területe több mint 4 millió négyzetkilométer volt.
A mogul név a Timuridák központi területeiről származik. Dzsingisz kán a 13. században a közép-ázsiai sztyeppék után elfoglalta a hvárezmi és transzoxániai területeket, amelyen török törzsek telepedtek meg. Timur Lenk a mongolok örökösének tartotta magát (felesége Dzsingisz kán leszármazottja volt), így a szamarkandi fővárosának körzetét Mogulisztánnak, a mongolok földjének nevezték. Bár a korai mogulok csagatáj-török nyelven beszéltek és sokáig fenntartották turko-mongol hagyományaikat, lényegében a perzsa kultúrkör képviselőinek tekinthetők. A perzsa irodalmat és kultúrát átmentették Indiába, így teremtve alapot az indo-perzsa kultúra létrejöttéhez.
A birodalom „klasszikus időszaka” 1556-ban kezdődött, Mohammad Akbar Dzsaleuddin, ismertebb nevén a Nagy Akbar (1542–1605) uralkodásával, és Aurangzeb (1658–1707) halálával zárult le. Ezen időszak alatt a birodalom erősen centralizált közigazgatása összekötő kapocs volt a különböző régiókban. A mogulok leglátványosabb öröksége, az összes jelentős műemléke ebben az időszakban készült, amelyet az ekkor terjeszkedő perzsa kulturális befolyás jellemez, az iszlám megszokott előírásaitól némileg eltérő irodalmi, művészeti és építészeti eredmények formájában.

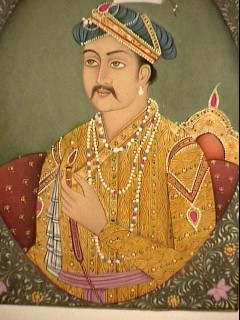
Nagy Akbar mogul uralkodó

Akbar nem nyomta el alattvalóit, hanem lehetőséget biztosított a birodalmában élő sokszínű vallási közösségek számára, hogy szabadon gyakorolhassák hitük előírásait. Még egy spirituális, szemlélődés-központú, monoteista vallási közösség létrehozásával is megpróbálkozott, amely elképzelése szerint egyesíti a különböző vallások filozófiáját. Ez a törekvés Indiában már jóval Akbar előtt testet öltött, amikor Guru Nának (†1539) megalapította a hinduizmus és iszlám egységét és felcserélhetőségét hirdető szikh vallást. A hindu politeizmus azonban a többség számára alapvető kulturális és vallási eszme volt, ezért a századok folyamán hamarosan szembekerült a muszlim kisebbséggel. Akbar hamar ráébredt, hogy a birodalom egysége a két meghatározó vallási közösség békéjétől függ, ezért a hindukat befogadta az államigazgatás legfelsőbb köreibe, eltörölte a nem muszlimok számára kivetett fejadót (dzsizja), maga vegetáriánus lett, abbahagyta a vadászatot, és érdeklődéssel hallgatta a hindu vallásfilozófusok előadásait. A muszlimok felé saját szúfi rend megalapításával kedvezett (tavhíd-i iláhí), amely az isteni monoteizmust hirdette.
Az indiai szúfik felfogásában az uralkodó a „tökéletes ember”, aki Allah akaratát közvetíti a vallási közösség, az ulamá felé, és ezt Akbar képviseli a maga valóságában. Mivel szerintük az Akbar által létrehozott társadalom csupa nemes lelkű egyénekből áll, ez gátját szabja a belviszályoknak. Ez az univerzalista istenkép a szigorú, az iszlám jog (fikh) és törvények (saría) talaján álló vallási közösségnek nem tetszett, hiszen a tökéletes ember eszménye csak a saría következetes betartásával, és a muszlim hit pilléreinek segítségével valósulhat meg.
Akbar unokája, a Tádzs Mahalt felépítő Sáh Dzsahán (1627–1658) még hasonló elveket vallott, mint nagyapja, pártolta a vallási megbékélést, ám maga már inkább a saría szerint élt. Fia, Aurangzeb (1658–1707) már bevezette a nem muszlimok számára kivetett fejadót (dzsizja) és betiltotta a Huszajn dicsőségére tervezett síita szertartásokat, a bor élvezetét, és hindu templomok sokaságát romboltatta le. A hindu társadalom erre birodalom-szerte lázadásokkal válaszolt. A szikh közösség Pandzsáb tartományban saját államot követelt, kiterjedt gazdasági válság bontakozott ki. Bár Aurangzeb utódai már valamelyest enyhülést hoztak a vallási megbékélés terén, Akbar fényes időszakát már nem tudták helyreállítani.
1725-öt követően a birodalom kiterjedése gyorsan csökkent, nagymértékben gyengült a befolyása a térségben az örökösödési háborúk, mezőgazdasági válságok, a helyi felkelések és a vallási türelmetlenségek következtében, majd a Marátha, valamint Durráni birodalmak felemelkedése, és végül a brit gyarmatosítás szüntette meg. Az utolsó szultán, II. Bahádur Sah Zafar, akinek uralkodása már csak Delhi városára korlátozódott, börtönbe került, és a britek száműzték az 1857-es indiai felkelés (szipojlázadás) után.

## Az iszlám Délkelet-Ázsiában

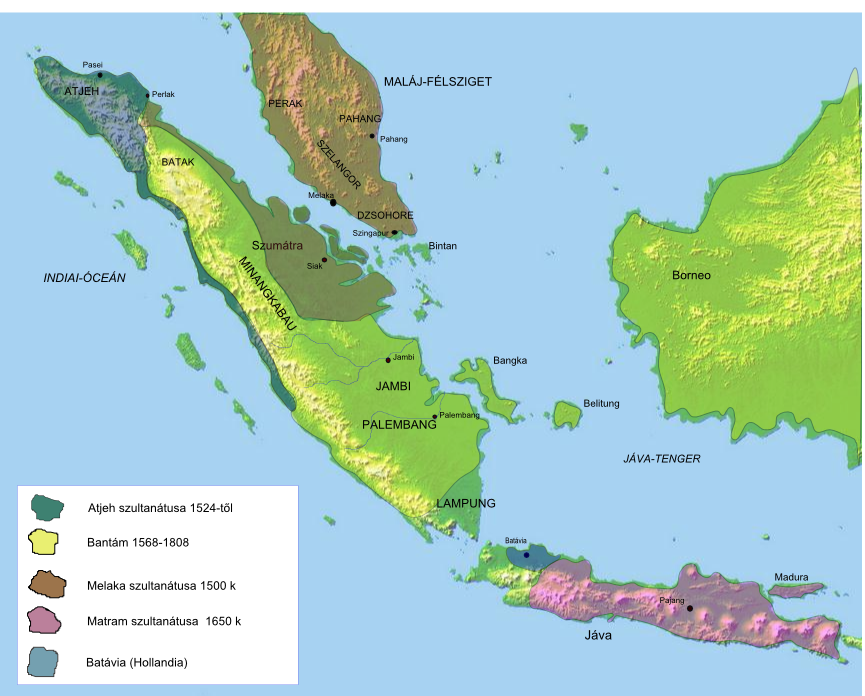
Az iszlám Délkelet-Ázsiában

Az iszlám délkelet-ázsiai terjeszkedése 1500–1800 közötti időszakra tehető, és ellentétben azzal, ahogy más periférikus területekre jellemző volt, ebben a régióban nem hódító, hanem kereskedelmi úton érkezett. A gazdag muszlim kereskedők, akikre a helyiek mint a tekintélyes muszlim kultúra hordozóira tekintettek, beházasodtak a régió uralkodócsaládjaiba, vagy a helyi döntéshozatal kompetens családjaiba. Ez az őslakosok számára is előnyös volt, mivel vagyonuknak biztosították a diplomáciai kapcsolatokat, és tájékozottságot szereztek a világban, egyúttal a vallás elfogadása megkönnyítette a helyi uralkodók számára, hogy felvegyék a harcot hindu ellenfeleikkel, akik a part menti régiókat ellenőrizték és uralták Közép-Jávát.
Az Arábiából és Indiából érkező szúfi tanítók, akik között néhány kereskedő is akadt, felismerték, hogy a hindu tanítások a népi vallásosság szintjén erős gyökeret eresztettek a térségben és megpróbálták az iszlám tanításait a helyi viszonyokhoz adaptálni. A kereskedelem bővülésével az iszlám folyamatosan a helyi közösség részévé vált.
Az iszlám többnyire békés terjedését többször megzavarta a portugálok terjeszkedése, akik a 16. században a világ egyik vezető tengeri hatalmává küzdötték fel magukat. Goa 1509-es bevétele után 1511-ben a portugálok elfoglalták Malaccát (Melaka) a Maláj-félszigeten. Paradox módon, ez segítette az iszlám kiteljesedését, mivel a portugálokkal szembeni ellenállás atjehi és jávai központjaiba muszlim tanárok és misszionáriusok áramlottak. A hollandok megjelenése (akik megalapították Bataviát, később Dzsakartát 1619-ben) bonyolította a képet, de nem állította meg az iszlám fokozatos hódításait a térségben, sőt a holland és a portugál konfliktusok mellett a kereskedelem tovább bővült az Oszmán Birodalommal és a mogul Indiával kialakított kapcsolatoknak köszönhetően.
Különbségek voltak a part menti régiók és a belső területek vallási igényei között is. A hindu és buddhista királyságok, a különböző eredetű – portugál, holland és brit – uralom rányomta bélyegét az iszlám jellegére a Maláj-félszigeten és az indonéz szigetvilágban. A közös elem a csapadék és a gazdag trópusi talaj, ami táplálta a gyarmati igényeket olyan termények kielégítésére, mint a kávé, és később a gumi. Délkelet-Ázsiában az iszlám olyan társadalmakkal találkozott, amelyekben a mezőgazdasági tevékenység politikai és társadalmi szinten is mélyen beágyazódott, ellentétben az alapvetően pásztornépek uralta Közép- vagy Nyugat-Ázsiával.
A falusi jávaiak muszlimnak tartják magukat, de a muszlim kultúrát valójában hindu és animista elemekkel ötvözik. Máshol, mint például Minangkabauban, a 18. századi gazdasági változásokat követően reformista áramlatok jelentek meg, amelyek követelték az iszlám tanok szigorúbb betartását és a saría következetes alkalmazását. Ez társadalmi konfliktusokat generált, ami a hollandok beavatkozását és további terjeszkedését eredményezte (1839–1845). Az iszlám fejlődését Indonéziában általában két nagy tendencia alakította: a vidéki abangan stílus, amely lehetővé teszi a toleranciát a nem a saría törvényei szerint élő muszlimoknak, és megengedte az anyai-ágú öröklési formákat, valamint a városokban általánossá vált a szigorú santri hagyomány. Bár a modern iszlamisták Malajziában és Indonéziában alapvetően ellenzik a pluralizmust és a kulturális keveredést, mindkét nemzet gazdasági fejlődése az ipari forradalom alatt meghaladta Irán, Pakisztán és az arab-muzulmán országok eredményeit.

## Az iszlám Afrikában

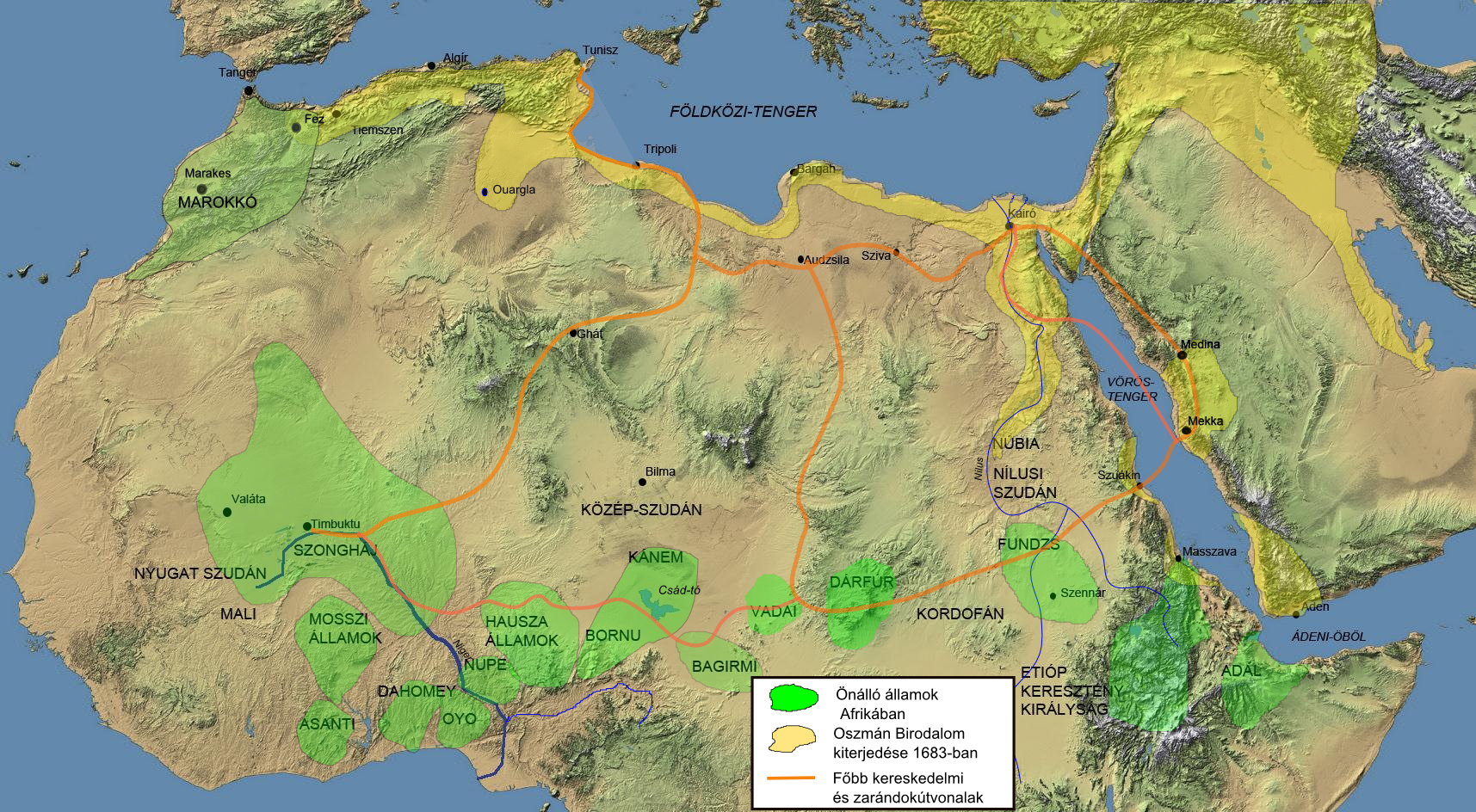
Iszlám királyságok Afrikában, a 16-17. században

A muszlimok Afrikában kis királyságokat alkottak. Ezek főleg a keleti partvidéken Kilváig, valamint a Szaharától délre, a berber kereskedők útvonalán helyezkedtek el, ahol virágzott a kereskedelem. Ilyen volt a Niger felső folyásának területe is.
Az iszlamizáció több szakaszban ment végbe. Bár a muszlimok igen korán jelen voltak a térségben, a vallást a szúfik terjesztették, akik rendkívüli módon alkalmazkodtak a helyi hagyományokhoz csakúgy, ahogy Délkelet-Ázsiában is tették. Kezdetben nem ragaszkodtak olyan erősen a saría betartatásához, csak amikor már kellő befolyást szereztek a helyi hatalmi körökben. Az Oszmán Birodalom befolyásán kívül eső afrikai területek nem alkottak egységes régiót. Marokkó, Szudán (Nyugat-Szudán, Nílusi Szudán), Afrika Szarva különálló történelemmel bír.
A szúfik mellett a 16. században megjelentek az iszlám harcos terjesztői is, akik már nem elégedtek meg az addig elnéző szúfi felfogással, és a saría általános elfogadását követelték. A part menti kikötővárosok (Mombasa, Pate, Kílva) a kereskedelem révén a muszlim terjesztők elsődleges terepei lettek, ugyanakkor a portugálok egyre nagyobb befolyást szereztek ezekben a térségekben is. A 16. századtól ezek a központok folyamatosan portugál kézre kerültek. Az északkeleti nagy kikötővárosok (Mogadishu, Zaila és a távolabbi kisebb államok, például Adal) továbbra is a muszlimok kezén maradtak úgy, hogy adót fizettek a keresztény Etióp Királyságnak. A 16. század elején (1527) Ahmad Gran a harari muszlim reformista szent háborút hirdetett Etiópia ellen, és hadaival pusztította az etióp városokat. Őt a portugálok állították meg 1543-ban.
A muszlimok a 17. század közepéig harcoltak a portugálok ellen, akiket ománi segítséggel kiűztek, ezzel megerősödött a muszlim jelenlét az Afrika Szarvának nevezett területeken.
Nílusi Szudánban már a 16. század elején a felső-egyiptomi arab törzsek bekebelezték a núbiai keresztény királyságot. Őket a fundzs pogány törzsek igázták le. Ez a vereség azonban a fundzsok áttérésével végül is a muszlim hit erősödését jelentette a núbiai, gezirai térségekben, ahol a 16. századtól a 18. századig muszlim dinasztiákat alapítottak.
A szultánságok vetélkedésével a fudzsokat különböző muszlim hatalmak váltották a kordofáni Dárfúr központtal. Afrika középső területén, a Csád-tó környékén kiemelkedett egy karavánkikötő, az iszlám hitre tért Kanem-Bornu Királyság, amely Tripolival és Egyiptommal folytatott kereskedelemből élt. A királyság a 15. századi megerősödésével, az 1570–1619 között uralkodó Idrisz Aloma király alatt érte el csúcspontját. A Kanem-Bornu állam az oszmánokkal szövetségben megerősödött, és széles körben bevezette a saríát. A szavannákon kisebb-nagyobb államok jöttek létre, akik a Nigertől keletre eső területeken állandó harcban álltak egymással (a legfontosabbak Katszina, Kano, Gobír, Zaria).
Nyugat-Szudánban, a Gao térségben létrejött Szongháj Birodalom volt a meghatározó katonai és gazdasági erő. 1493-ban a király egyik tisztségviselője, Aszkia Muhammad az iszlám térítésének fegyveres eszközéhez nyúlt, és legyőzve királyát bevezette a sariát a birodalomban. A szonghájok nem szakítottak korábbi babonás hitükkel, amelybe némi iszlám tanítás is vegyült, és folyamatos ellenállást fejtettek ki uralkodójuk ellen, ami a Szongháj Birodalom gyengüléséhez vezetett. Marokkó, kihasználva a belső ellentéteket, harcot hirdetett a szonghájok kereskedelmi útvonaláért, és 1591–1630 között hódítóként jelent meg a térségben.
Szudán volt az utolsó muszlim állam, amely ebben az időszakban az Oszmán Birodalom látókörén kívül területi autonómiával rendelkezett. A portugálok jelenléte ellen a szúfik (Marokkóban „marabutok”) vezetésével szent háborút indítottak, és kiűzték őket a területükről (1549) Banu Szaid vezetésével. A Szaidok egy 20. századig fennálló dinasztiát hoztak létre marrákesi központtal. Birodalmuk a kereskedelemnek köszönhetően olyan erős volt, hogy legsikeresebb uralkodójuk, Ahmad Al-Manszúr (1578-1603) I. Erzsébet angol királynővel Spanyolország meghódítását tervezte. Al-Manszúr halála után hatalmi harcok gyengítették a birodalmat, amit a marabutok támogatta Alavita család erősített meg. A hitéletet a szúfik (marabutok) irányították, iskolákat hoztak létre és jelentős befolyást szereztek a gazdaság irányításában is. Vezetésükkel vette fel az állam a harcot a keresztséggel a portugálok ellen is. A marabutok, mint ez a szúfiknál szokásos volt, hagyományi láncolat során adták át egymásnak a tudást és befolyásukat. Ezek a láncolatok egy-egy nagy (szent) család köré szerveződtek. A nílusi Szudánban például még a fundzsok előtt létrejött, Gulám Allah alapította hagyomány még a 18. században is befolyással bírt. Jelentős volt a Szanghananugh család, amelynek ősei a Felső-Niger vidékén, Guinea szavannáin térítettek, Korán-iskolákat hoztak létre.
A Korán-iskolák mellett tudományos központok is létesültek, amelyek között legjelentősebb Timbuktuban volt. A város leghíresebb professzora Ahmad Bábá (1556–1627) volt. Timbuktuban ekkor mintegy 150 Korán-iskola működött, és tudományos eredményeiket az egész iszlám világban nagy becsben tartották. Szudán írott nyelve az arab volt, de az arab volt a közigazgatás, tanítás nyelve is. A mecsetek kialakítása nem tükrözte az iszlám központok stílusát, vályogépítményeket emeltek, amelyeket a falakon túlnyúló támasztógerendák tettek jellegzetessé.
Marokkóban a marabutok hagyományai mind a mai napig éreztetik hatásukat. A marabutok tanításaikat az "isteni jegy" (baraka) ápolására építették, a szúfik síremlékeinek barakájához rituális extázissal imádkoznak a helyi muszlimok is. Ezt a mozgalmat a „sarifok”, a próféta leszármazottai éltették, különösen az után, hogy Fezben felfedezték I. Mauláj Ídrisz ( †791) sírját.

## Az iszlám világ az ezredfordulón
Az 1700-as évekig az Oszmán Birodalom és a nyugati hatalmak birodalmai közel azonos haderővel rendelkeztek. A technikai fejlődés során, elsősorban a hajózás fejlesztésével az európai államok a tengeri útvonalakat fokozatosan ellenőrzésük alá vették, és a muszlim gazdaság alapját képező kereskedelmi útvonalak elvesztették jelentőségüket. A keletről áramló fűszerkaravánokat felváltották a portugál, holland, francia, angol tengeri flották, akik megvetették lábukat a távoli vidékeken, és fokozatosan hatalmi bázist alakítottak ki a térségekben. A katonák, akik eredetileg a kalóztámadások elhárításában vettek részt, segítettek a helyi uralkodók egymás elleni viszályaiban, ezzel egyre nagyobb befolyást gyakoroltak a térségek politikai arculatára. A napóleoni háborúk idején a portugálok, akik a Dél-amerikai térségben voltak érdekeltek, felhagytak keleti gyarmataikkal, ahol az indiáért folytatott, angolok és franciák közötti vetélkedés az előbbiek javára dőlt el. Ebben az időben Afrikában az európai telepesek is gyarmatokká fejlesztették befolyási övezeteiket.
A nyugaton zajló ipari forradalom a hadászat területén is legyűrte a Oszmán Birodalom lehetőségeit, a technikai fejlődést a vallási hagyományokban megmerevedett muszlim társadalmak nem tudták követni. A fűszerkereskedelmet felváltotta a technikai javak európai kereskedelme, amely fokozatosan globálissá vált. Erre a kihívásra az iszlám sokszor vitatott, összetett válaszokat adott. Az uralkodók, hatalmuk megerősítése érdekében nem a technikai fejlődés társadalmi hasznait, hanem a fegyverekkel elérhető hatalmi pozíciókat tartotta szem előtt. Ennek érdekében kölcsönöket vettek fel a nyugati világtól, amelyek visszafizetését a nyugat katonai erővel kényszerítette ki, egyúttal gyarmati sorba taszítva muszlim államokat. Ez történt 1882-ben, amikor brit csapatok vonultak be Egyiptomba, megvédelmezni a brit érdekeket.
A muszlimok gyanakvással figyelték az akár saját területükön is zajló tudományos és intellektuális haladást, hiszen az ulemá véleménye szerint a Korán minden kérdésre választ ad. Ennek megfelelően idegenkedtek a nyugati típusú iskolákba adni gyermekeiket, és azokon a gyarmati vidékeken, ahol konkurens vallási közösségek éltek (például Indiában a hinduk) foglalkoztatás és az adminisztráció terén hátrányba kerültek. Ez számos lázadás kiváltó oka is volt, többek között ebben a térségben a szipojlázadásnak nevezett felkelésben is szerepet játszott, melynek leverése során az angolok nyíltan megszerezték a hatalmat a mogul uralkodók felett.
Az arab térségben, a Közel-Keleten, fundamentalista vallási mozgalmak bontakoztak ki, melyek elsősorban az európai fejlődésre pozitívan tekintő muszlim lakosság ellenében jöttek létre, és ideológiájukkal az ősi iszlám életformáját próbálták – sokszor erőszakos módszerekkel – visszaállítani (→ Vahhábizmus).
A vallás modernizációra törekvő szószólóit, akik szorgalmazták a nyugati típusú fejlődést, kiközösítették (például Szajjíd Ahmad Khán 1817-1898), mások bizonygatták könyveikben, hogy az iszlám megfér a nyugati technológiával és újításokkal (Amír Ali 1849-1928), egyúttal a nyugati típusú oktatást szorgalmazták. Mohammed Abduh (1849–1905) a nagy múltú kairói al-Azhar egyetem vezetője az oktatás megreformálásába kezdett.
Állami szinten az egyiptomi helytartó, Mohamed Ali Pasha (1769–1849) volt az első, aki felismerte, hogy a nyugati típusú hivatalnoki kar és hadsereg nélkül elmaradott országot irányíthat, ezért már a 18. század végén oktatási reformokat hajtott végre, így a 19. század elején már lehetőség nyílt a modern iskolarendszer kiépítésére az országban.
Az első világháború után a korábban az Oszmán Birodalom részét képező Szíria és Libanon francia fennhatóság alá került, az angolok Palesztinát, Irakot és Transzjordániát tartották ellenőrzésük alatt. Egyiptom függetlensége részlegesen már 1922-ben megszületett, Irak 1932-ben, a többi ország közvetlenül a második világháború után vált függetlenné (kivéve Palesztinát, amely az újonnan létrejött Izrael, és a Jordán Királyság része lett). A gazdasági függés a nyugati hatalmaktól azonban a legtöbb muszlim országban továbbra is fennmaradt. Bár Irán teljes területe soha nem volt az Oszmán Birodalom része (a szafavidákkal folytatott háborúk során az oszmánok csak részeket szakítottak le belőle), az Oszmán Birodalom visszavonulása után a 19. század végén, a 20. század elején – már a kádzsárok uralma alatt –, a nyugat gazdasági befolyása alatt állt. A kolonizáció a muszlim világ számára bizonyos mértékű fellendülést is hozott, többek között ebben az időszakban alakultak ki az iszlám vallású államszervezetek mai határai. Alapvető szociális és gazdasági problémákat azonban a folyamat képtelen volt megoldani, sőt sok esetben elmélyítette azokat.
Izrael állam létrehozása a muszlim területen az iszlám világ nyugat képét meglehetősen átírta. Az 1967-es katonai vereség után úgy érezték, hogy a nyugati típusú hatalmak fölénnyel rendelkeznek felettük és bizonyos mértékig frusztrálta a hívőket.
Az etnikailag, politikailag és a vallás különböző áramlatai között megosztott iszlám világ nagyhatalmi érdekek fókuszpontjába került, elsősorban a területükön fellelhető nyersanyagkészletek miatt. A 20. században helyi háborúk, forradalmak jellemezték a térséget, amelyben megjelentek az önmagukat a nyugattal szemben meghatározó, radikális iszlamista csoportok ugyanúgy, mint a megbékélést és az iszlám világ felzárkózását a globális fejlődéshez hirdető áramlatok is.
Az eltérő társadalmi berendezkedésű muszlim országok (parlamentáris köztársaság, iszlám köztársaság, monarchia) polgáraiban már a huszadik század vége óta folyamatosan erősödik az identitástudat a magán és közéletben egyaránt. Többen gyakorolják vallásukat, a nők büszkén öltenek hagyományos öltözetet. Erősödik az igény az iszlám vallási törvény, a saría által szabályozott társadalomra is. Ugyanakkor a 2010-2011-es tunéziai, egyiptomi, libanoni események rávilágítanak arra, hogy a demokratizálódási folyamatoknak, és a nyugati típusú forradalmaknak sem gátja az iszlám vallás. Az ezredforduló második évtizedének elején még nyitott kérdés, hogy ezek a forradalmak a társadalom fejlődését szolgálják-e, vagy utat nyitnak az iszlamizmus, esetleg annak radikálisabb, szélsőséges formái felé.
Bár a hívők között még jelen van az a nézet, hogy az iszlám területe a dár al-Iszlámra, a béke területére, illetve az idegen, a háború területére dár al-Harb osztható, azonban a valláshoz leginkább ragaszkodó muszlimok is elfogadják azt, hogy területükön más vallás hívői élnek. A mindennapi élet területén nyugati mintára gyárakat hoznak létre, nemzetközi szervezetekhez csatlakoznak, emellett létrehozzák saját érdekvédelmi szervezeteiket is. A különböző vallások közötti párbeszéd fontosságát egyre több muszlim ismeri fel.
Vannak, akik úgy vélik, a fő konfliktus nem az iszlám és a nyugat között valósul meg, hanem az iszlámon belül a vallás értelmezése, definiálása okoz belső feszültséget. Mi az iszlám, milyen hatása van a környezetére és mit jelent muszlimnak lenni a 21. században?  Egységes iszlám vallási álláspont szinte semmilyen kérdésben nem létezik. Az Iszlám Konferencia Szervezete, vagy az Arab Liga politikai formációk, ezekre a kérdésekre nem adhatnak választ. Edward Said kifejezésével „nincs egyetlen iszlám, csak iszlámok vannak, épp úgy, ahogy Amerikák vannak”.